# Musée d'Orsay
Le musée d'Orsay (officiellement « établissement public du musée d'Orsay et du musée de l'Orangerie – Valéry Giscard d'Estaing » depuis 2021) est un musée national français inauguré en 1986.
Situé dans le 7e arrondissement de Paris le long de la rive gauche de la Seine, en surplomb de la promenade Édouard-Glissant, il est installé dans l'ancienne gare d'Orsay, construite par Victor Laloux de 1898 à 1900 et réaménagée en musée sur décision du président de la République Valéry Giscard d'Estaing. Ses collections présentent l'art occidental de 1848 à 1914, dans toute sa diversité : peinture, sculpture, arts décoratifs, art graphique, photographie, architecture, etc. Il est l'un des plus grands musées d'Europe pour cette période.
Le musée possède la plus importante collection de peintures impressionnistes et postimpressionnistes au monde, avec près de 1 100 toiles au total sur plus de 3 650 en sa possession. Le public peut y voir des chefs-d'œuvre de la peinture et de la sculpture comme Le Déjeuner sur l'herbe et l'Olympia d'Édouard Manet, une épreuve de La Petite Danseuse de quatorze ans de Degas, L'Origine du monde, Un enterrement à Ornans, L'Atelier du peintre de Courbet, Les Joueurs de cartes de Cézanne ou encore cinq tableaux de la série des « Cathédrales de Rouen » de Monet et Bal du moulin de la Galette de Renoir.
Des expositions temporaires monographiques ou thématiques concernant périodiquement l'œuvre d'un artiste, un courant ou une question d'histoire de l'art sont souvent mises en place. Un auditorium accueille des manifestations diversifiées, concerts, cinéma, théâtre d'ombres, conférences et colloques et des spectacles spécifiquement destinés à un jeune public.

## Origine du nom
Le musée, ainsi que tous les bâtiments qui le précèdent à cet emplacement, tient son nom du quai adjacent : le quai d'Orsay. Celui-ci est nommé en l'honneur de Charles Boucher d'Orsay, le prévôt des marchands qui le fait construire.
Sur le plan juridique, le musée de l'Orangerie, alors service à compétence nationale, est rattaché en 2010 à l'établissement public du musée d'Orsay, les deux entités formant dès lors l'« établissement public du musée d'Orsay et du musée de l'Orangerie ». Le nom de l'ancien président de la République Valéry Giscard d'Estaing, à l’origine du lancement du musée d’Orsay, est accolé à cette dénomination en 2021.

## Historique

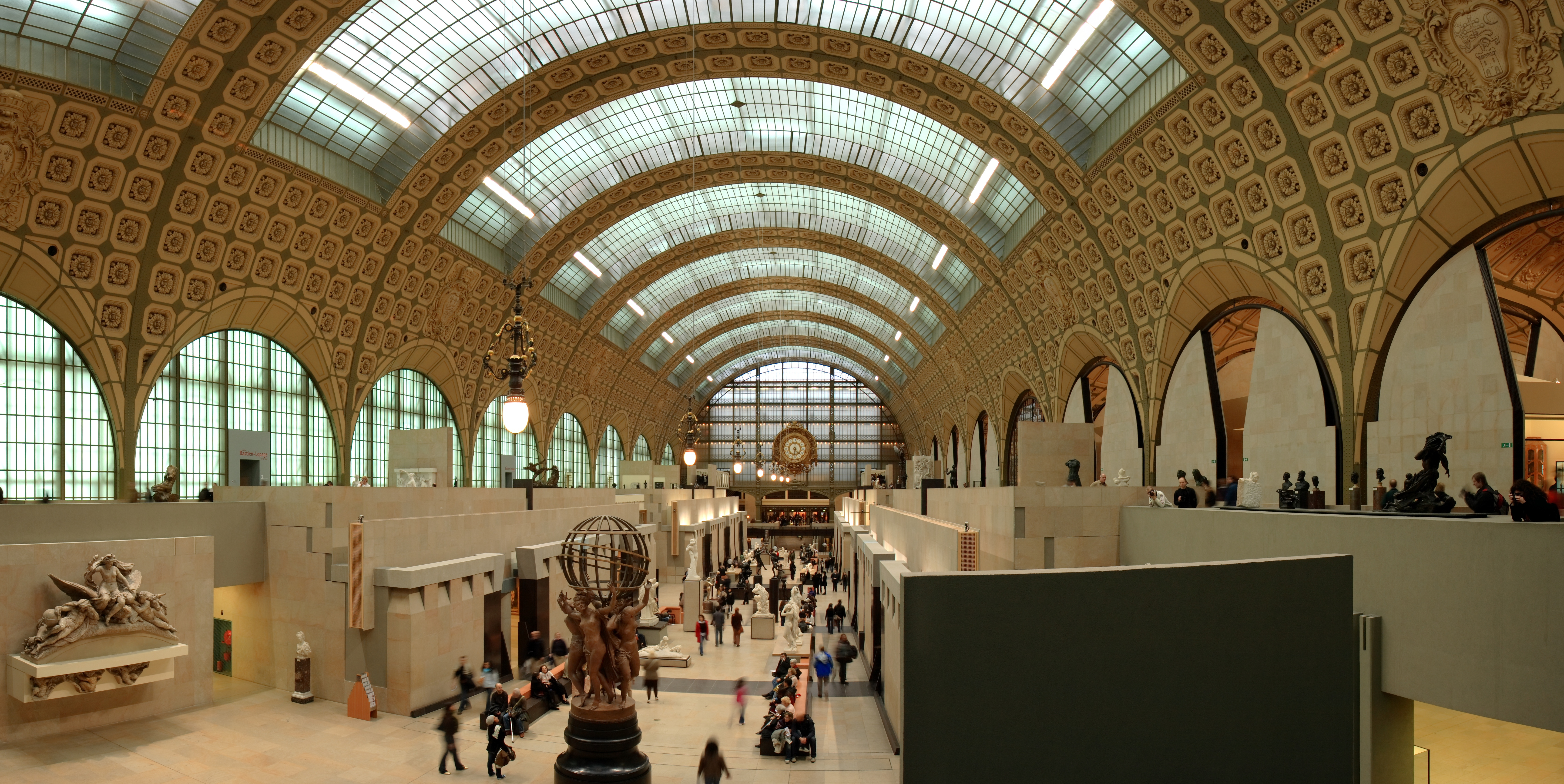
Galerie du musée d'Orsay.

Le musée est situé à l'emplacement du palais d'Orsay, édifié à partir de 1810 et décoré de fresques de Théodore Chassériau, qui accueille en 1840 le Conseil d'État au rez-de-chaussée puis, deux ans plus tard la Cour des comptes au premier étage. Il est incendié en 1871 pendant la Commune de Paris et laissé à l'état de ruines jusqu'à la construction par Victor Laloux de la gare d'Orsay, ancien terminus de la Compagnie du chemin de fer de Paris à Orléans, pour accueillir les visiteurs et les délégations étrangères de l'exposition universelle de 1900.
Son parvis a été aménagé en 1985 et doté de plusieurs statues en fonte de fer autrefois dorées, dont le groupe dit Statues des six continents, initialement installé sur la terrasse du palais du Trocadéro, et 3 des 4 statues d'animaux qui étaient autour de la fontaine, à partir de l'exposition universelle de 1878.
Le musée d’Orsay a ouvert ses portes dans la gare reconvertie, le 9 décembre 1986. Afin de permettre sa transformation en un musée des arts du XIXe siècle, selon la volonté du président de la République Valéry Giscard d'Estaing, confirmée par François Mitterrand, le bâtiment a été reconfiguré de 1983 à 1986 par les architectes Renaud Bardon, Pierre Colboc et Jean-Paul Philippon (agence ACT Architecture), lauréats d'un concours d’architecture organisé en 1979, rejoints ensuite par l’architecte d’intérieur italienne Gae Aulenti.
Dans la nuit du 6 octobre 2007, lors de la Nuit Blanche, des individus s’introduisent dans le musée et endommagent gravement un tableau de Claude Monet, Le Pont d'Argenteuil, datant de 1874, qu'ils déchirent sur 10 cm. Le tableau a depuis été restauré.

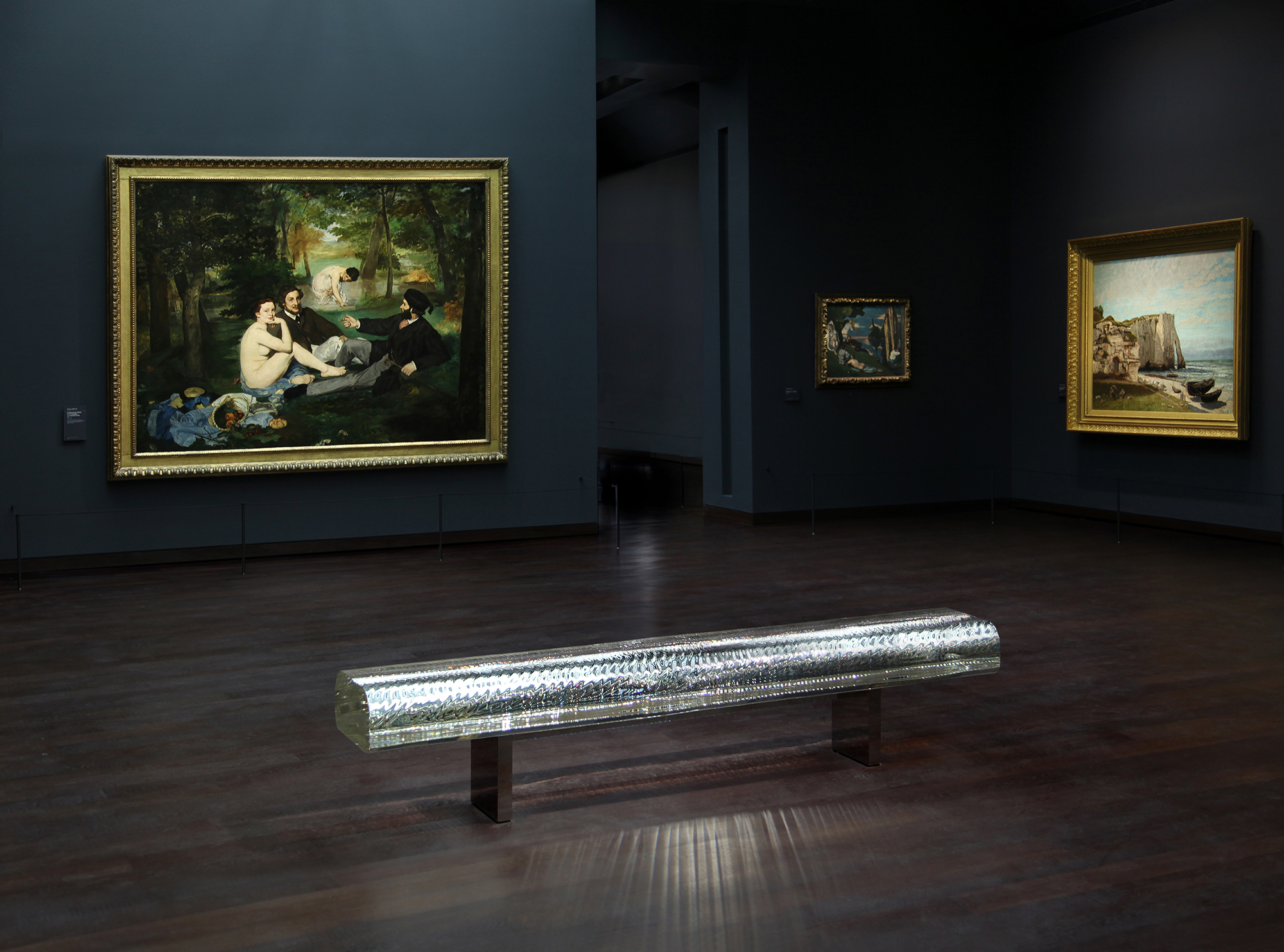
Tokujin Yoshioka, Water Block (2002).

Un réaménagement partiel des espaces du musée décidé par son ancien directeur Guy Cogeval a été inauguré le 20 octobre 2011 à l'occasion des 25 ans du musée d'Orsay, après deux ans de travaux et un budget total de 20 millions d'euros. Il comprend la création du Pavillon Amont sur cinq niveaux supplémentaires de 2 000 m2 destinés aux arts décoratifs classés par affinité de pays, la rénovation de la galerie impressionniste dotée de bancs en verre massif du designer japonais Tokujin Yoshioka, celle du Café de l'horloge entièrement redésigné par les frères Campana et une nouvelle salle d’exposition temporaire.
L'importante collection de 293 œuvres (187 en octobre 2016 et 106 en juillet 2019), donnée sous réserve d'usufruit par les collectionneurs américains Spencer et Marlene Hays, ajoutée aux donations de Philippe Meyer et de Zeïneb et Jean-Pierre Marcie-Rivière a entraîné le lancement de nouveaux travaux. Le projet Orsay Grand Ouvert, qui prévoit de consacrer l'intégralité du musée aux collections et au public, bénéficie également d'une donation anonyme d'origine américaine de 20 millions d'euros pour créer en 2024 des ateliers pédagogiques de 650 m2 au 4e étage et en 2026 une nouvelle galerie de 1 200 m2 côté rue de Lille, qui permettra une présentation plus approfondie des chefs-d’œuvre impressionnistes et postimpressionnistes de Monet, Manet, Degas, Cézanne Van Gogh, Gauguin, Bonnard ou Vuillard, en occupant des bureaux et les locaux actuels de la bibliothèque et de la documentation du musée. Au préalable, avec l'aide d'une donation de 5 millions d'euros de Daniel Marchesseau, fruit de la vente d'une collection de 18 sculptures de François-Xavier et Claude Lalanne, des travaux ont été engagés fin 2018 pour relocaliser en 2027 le Centre de ressources et de recherche Daniel Marchesseau du musée d'Orsay, avec le futur Centre d’études des Nabis et du Symbolisme, dans la partie ouest de l’hôtel de Mailly-Nesle située dans l'îlot voisin au 31 quai Voltaire, qui était occupée jusqu’alors par la Documentation française.

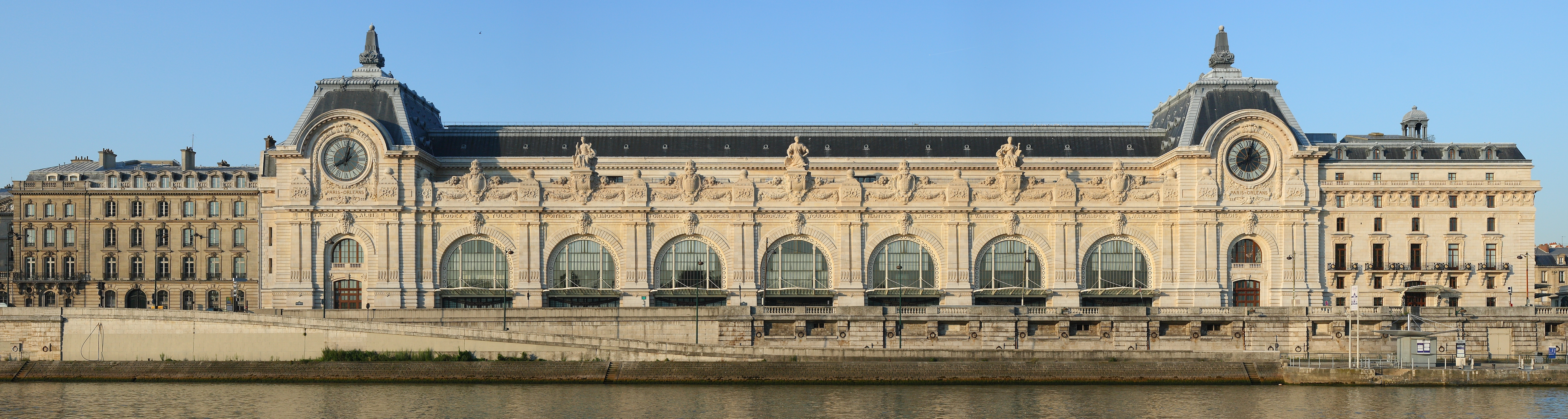
Façade du musée d’Orsay

## Collections

### Centre de ressources et de recherche
Le Centre de ressources et de recherche Daniel Marchesseau réunira en 2027 les collections documentaires et patrimoniales du musée d’Orsay (50 000 livres, 600 titres de périodiques, 1 300 mètres linéaires de documentation générale, 300 mètres linéaires de dossiers d’œuvres, 250 mètres linéaires d’archives) et développera des programmes de recherche sur les arts du XIXe siècle et du début du XXe siècle.

### Arts décoratifs

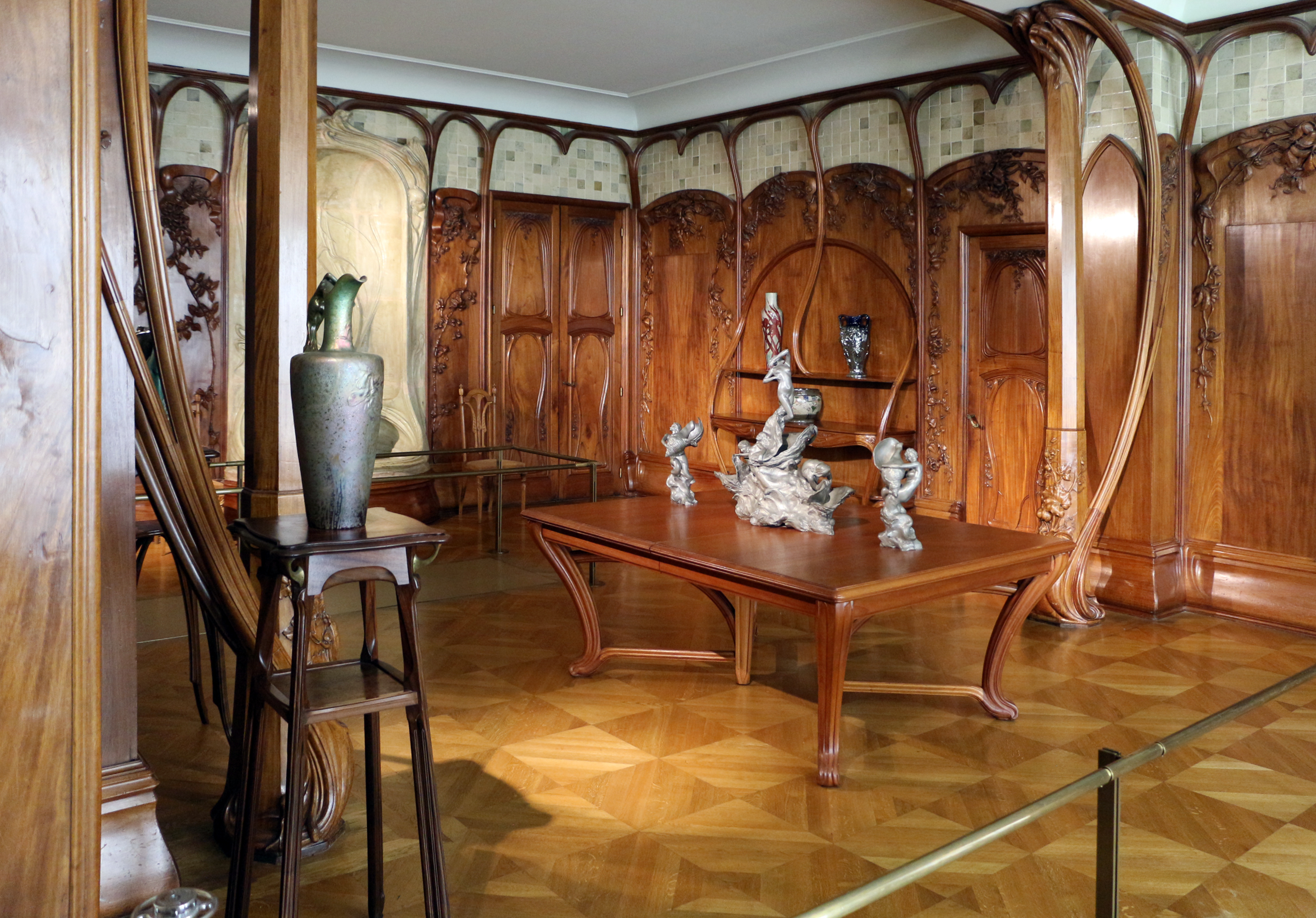
Alexandre Charpentier, boiseries de la salle à manger d'Adrien Bénard, acajou, chêne, peuplier, bronze doré et grès émaillé (1900-1901).

Le musée des Arts décoratifs, inauguré au pavillon de Marsan du Louvre en 1905, avait initialement été envisagé en 1879 sur l’emplacement attribué à la gare d’Orsay en 1897, qui retrouvera finalement cette vocation de musée en 1986. La Porte de l'Enfer de Rodin, dont le plâtre est visible au niveau médian - terrasse Rodin, devait en constituer l'entrée monumentale.
Dès 1977, une collection d’objets d’arts décoratifs de la période 1848-1914 a été constituée pour le musée d’Orsay. Hormis la salle à manger Charpentier de 1900, reconstituée dans un espace propre (period room), les meubles et les objets sont montrés hors de leur contexte. Constituée d’œuvres représentatives de la production de céramique, de verrerie, de joaillerie et de mobilier, cette collection témoigne de la mutation de la production d’objets d’art liée à la révolution industrielle, celle des beaux-arts appliqués à l’industrie. Elle compte 23 260 dessins d'architecture et d'art décoratifs, des pièces écrites, papiers peints, maquettes, etc. et 3 486 objets d'art, dont quelques chefs-d’œuvre longtemps méconnus ou mal considérés et présente aussi des pièces attestant l’exceptionnelle qualité des industries de luxe de cette époque. Le découpage muséographique des collections d’objets d’art distingue par leur localisation ceux produits sous le Second Empire (1852-1870) et dans les deux premières décennies de la Troisième République (1870-1940) de ceux correspondant au style Art nouveau (à partir de 1890).

### Peintures et dessins
Le musée d'Orsay expose et conserve la plus grande collection de peintures impressionnistes (plus de 480 toiles) et post-impressionnistes (plus de 600 toiles cloisonnistes, néo-impressionnistes, symbolistes, nabis…) au monde, ainsi que de remarquables ensembles de peintures de l'école de Barbizon, réalistes, naturalistes, orientalistes et académiques, y compris des écoles étrangères. Plus de 5 150 peintures composent la collection. Mais sur un total de 5 412 œuvres du musée déposées dans près de 450 lieux différents (hors Louvre), près de 1 670 peintures, incluant une centaine non localisées, volées ou détruites, ont été déposées dans des musées de province, des édifices publics ou à l'étranger, telles que 26 des 72 peintures de Maurice Denis, 21 des 87 peintures de Bonnard, 19 des 93 peintures de Vuillard, 18 des 81 peintures de Renoir ou 15 des 87 peintures de Monet.
La collection comprend également 53 526 dessins d'artiste, 3 356 autographes, 253 estampes et 52 miniatures, conservés en majorité dans le « Fonds des dessins et miniatures, collection du musée d'Orsay » du département des arts graphiques du musée du Louvre, outre une petite partie au musée d'Orsay depuis 2010 avec les 571 pastels. Le musée conserve aussi 49 064 photographies.
Cette liste non exhaustive répertorie les principaux peintres représentés au musée d'Orsay avec le nombre de leurs peintures, hors celles déposées en province, le titre des principales d'entre elles, qu'elles soient ou non exposées compte tenu du renouvellement régulier des accrochages, ainsi que les pastels des artistes concernés.

#### Artistes
- Lawrence Alma-Tadema : 2 peintures
- Cuno Amiet : 4 peintures dont Schneelandschaft
- Jules Bastien-Lepage : 2 peintures dont Les Foins
- Frédéric Bazille : 6 peintures dont La Robe rose, L'Ambulance improvisée, Réunion de famille et L'Atelier de Bazille
- Cecilia Beaux : 1 peinture
- Émile Bernard : 16 peintures dont Le Pardon, Baigneuses à la vache rouge, Baigneuses aux nénuphars, Madeleine au Bois d'Amour, Pot de grès aux pommes, Les Bretonnes aux ombrelles, Le Pardon de Pont-Aven, Moisson au bord de la mer et Autoportrait symbolique
- Jacques-Émile Blanche : 9 peintures et 1 pastel dont Portrait de Marcel Proust et Le peintre Thaulow et ses enfants
- Arnold Böcklin : 1 peinture, La Chasse de Diane
- Giovanni Boldini : 6 peintures dont Scène de fête au Moulin-Rouge, Portrait d'Henri Rochefort, Portrait du comte Robert de Montesquiou et Madame Charles Max
- Rosa Bonheur : 1 peinture et 1 pastel dont Labourage nivernais
- Pierre Bonnard : 67 peintures et 2 pastels dont le paravent Femmes au jardin, L'Après-midi bourgeoise, La Loge, La Symphonie pastorale, Femme assoupie sur un lit et Le Boxeur
- Léon Bonnat : 15 peintures dont Madame Pasca, Job et Jules Grevy

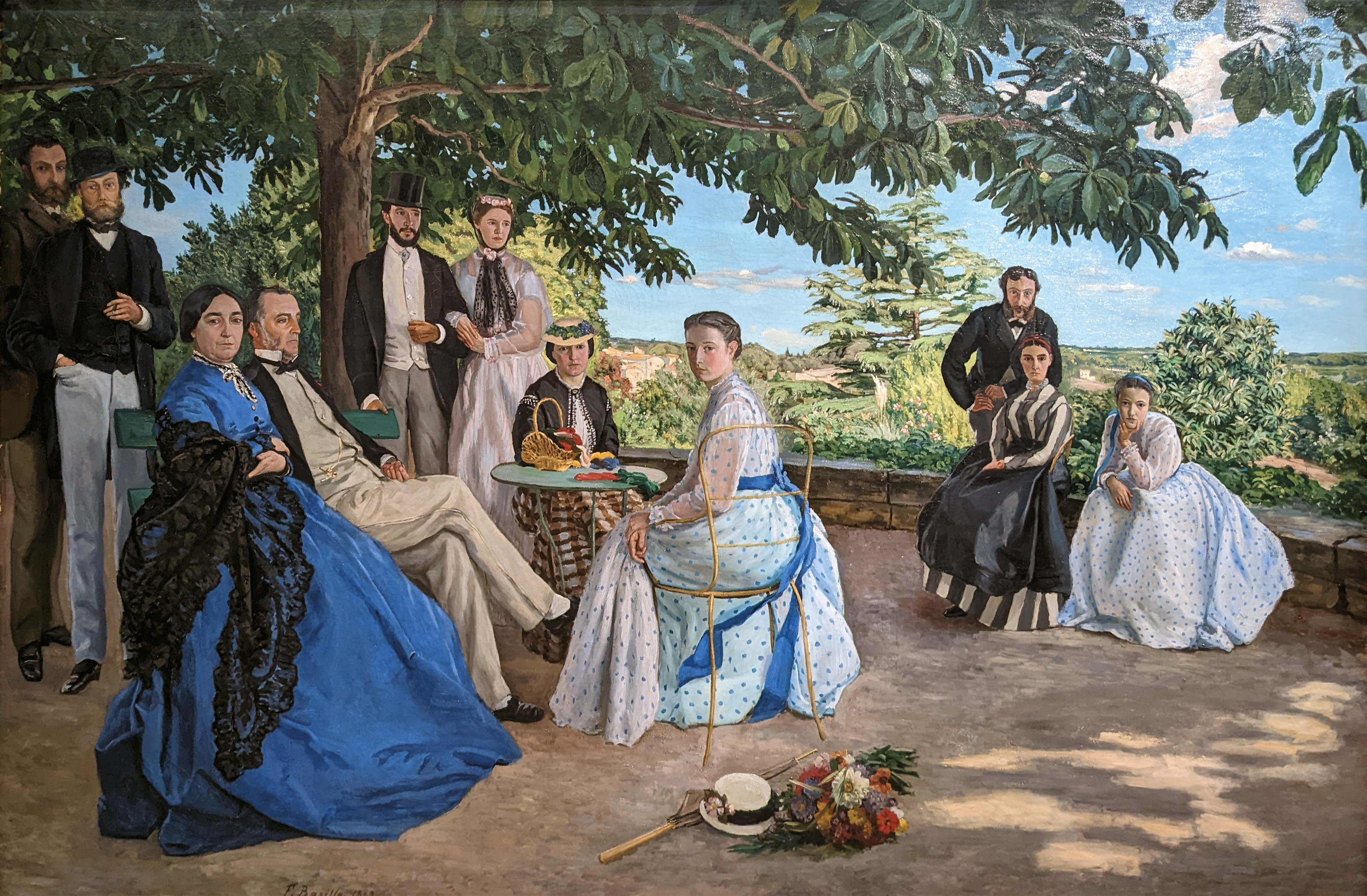
Frédéric Bazille, Réunion de famille, 1867
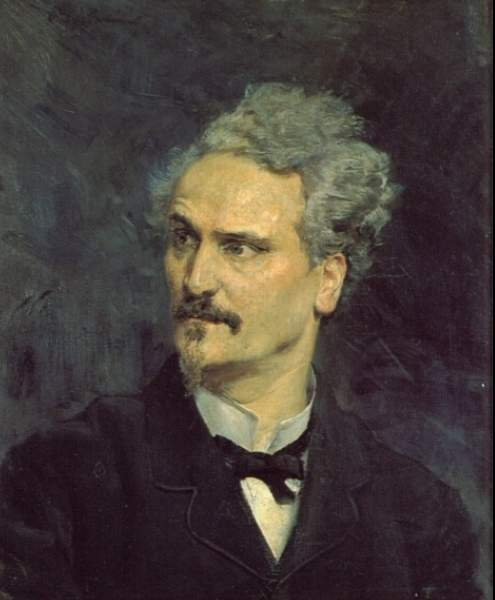
Giovanni Boldini, Portrait d'Henri Rochefort, 1880
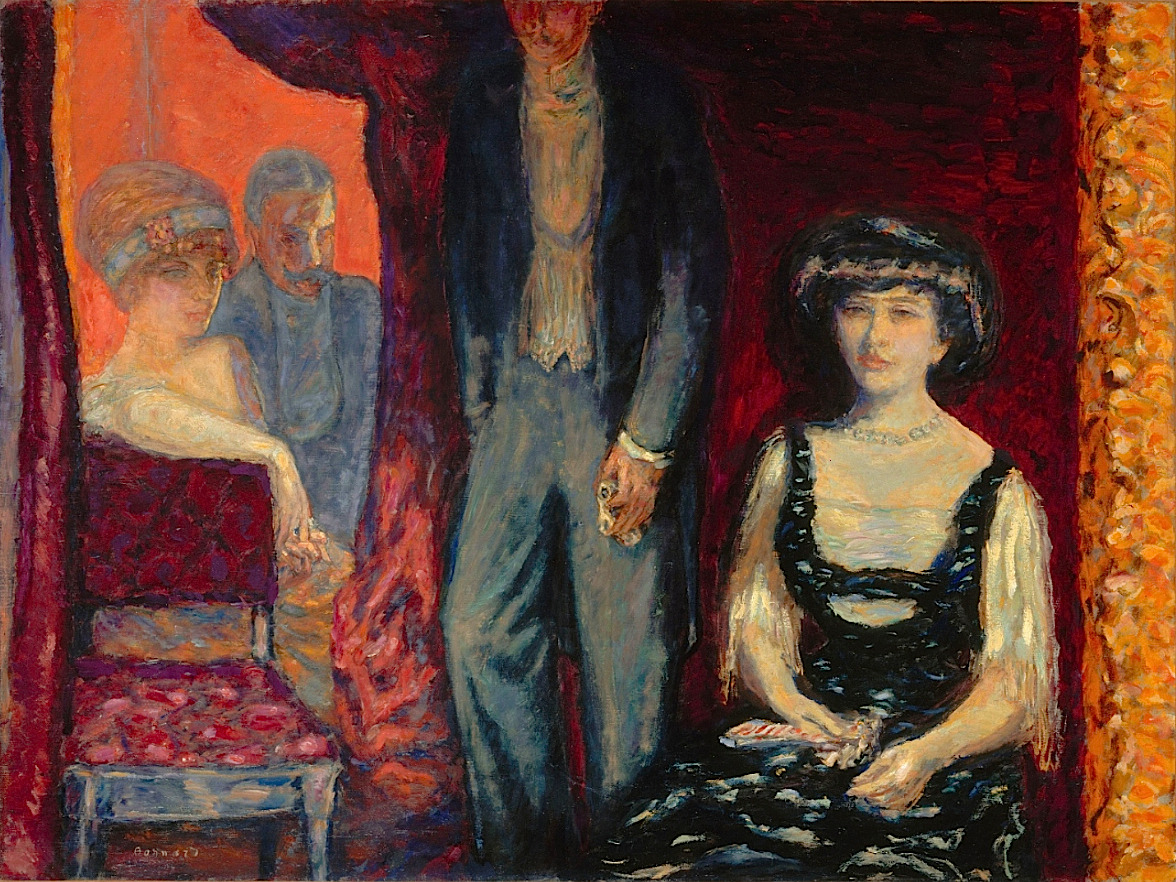
Pierre Bonnard, La Loge (1908)

- Eugène Boudin : 18 peintures et 72 pastels dont La plage de Trouville
- William Bouguereau : 11 peintures dont Égalité devant la mort, Dante et Virgile, La Danse, Vierge consolatrice, La Naissance de Vénus, Compassion ! et Les Oréades
- George Hendrik Breitner : 2 peintures
- Louise Catherine Breslau : 1 peinture et 2 pastels, dont Portrait de Henry Davison
- Jules Breton : 2 peintures, Le Rappel des glaneuses et Le Soir
- Ford Madox Brown : 1 peinture
- Rupert Bunny : 1 peinture
- Edward Burne-Jones : 2 peintures et 1 vitrail, dont La Roue de la Fortune
- Alexandre Cabanel : 7 peintures dont la Naissance de Vénus
- Gustave Caillebotte : 11 peintures et 3 pastels dont Raboteurs de parquet, La Partie de bateau, Vue de toits (Effet de neige), Dans un café, Henri Cordier, Les Soleils, jardin du Petit Gennevilliers, Portrait de l'artiste, Voiliers à Argenteuil.

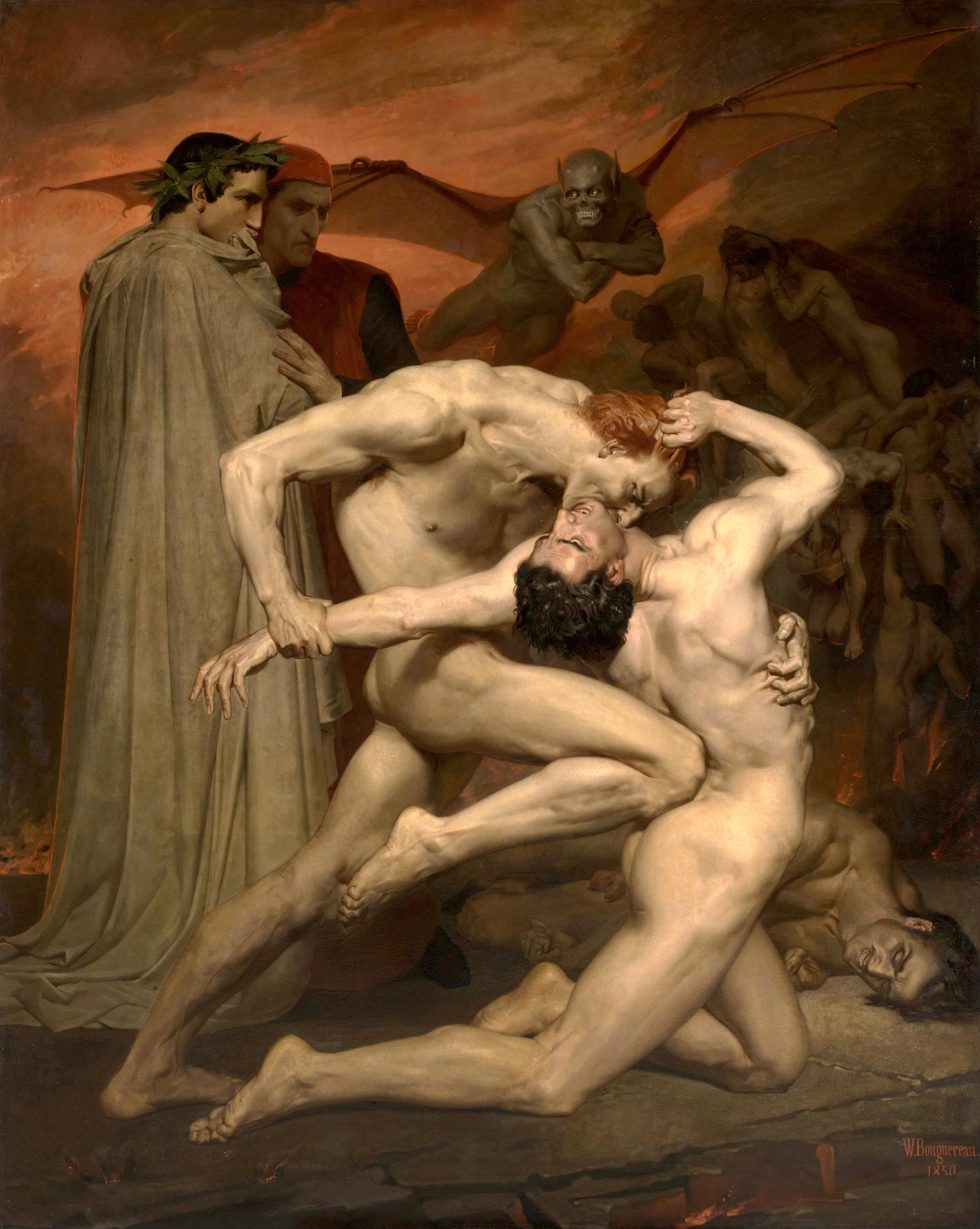
William Bouguereau, Dante et Virgile (1850).
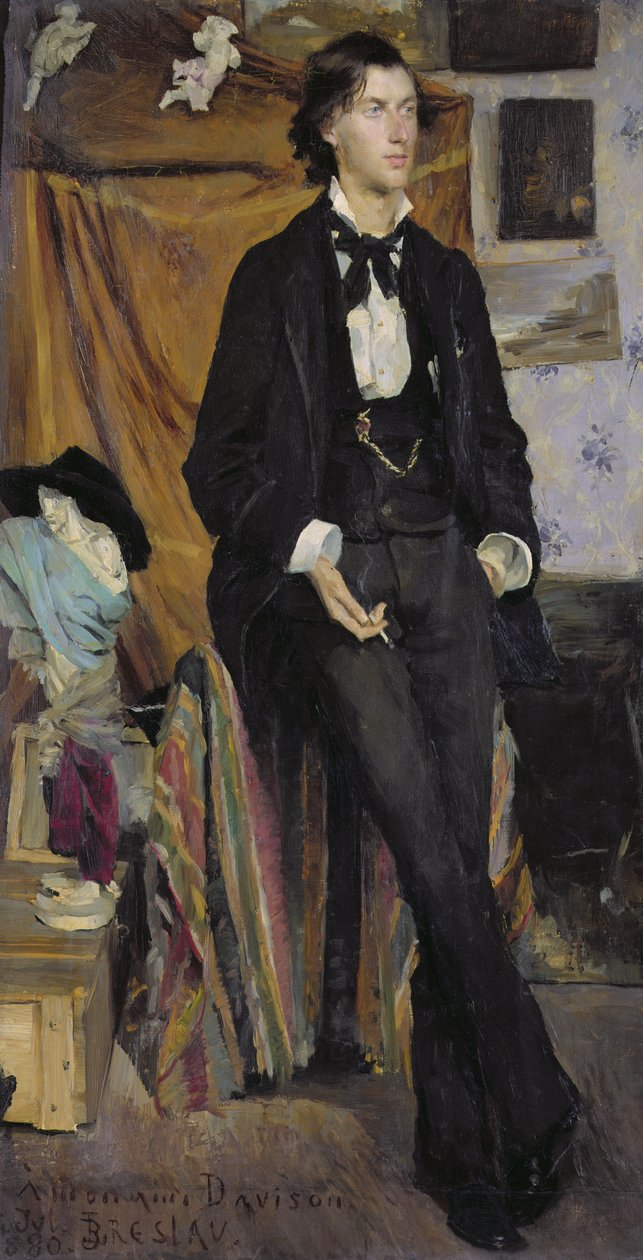
Louise Catherine Breslau, Portrait de Henry Davison (1880)
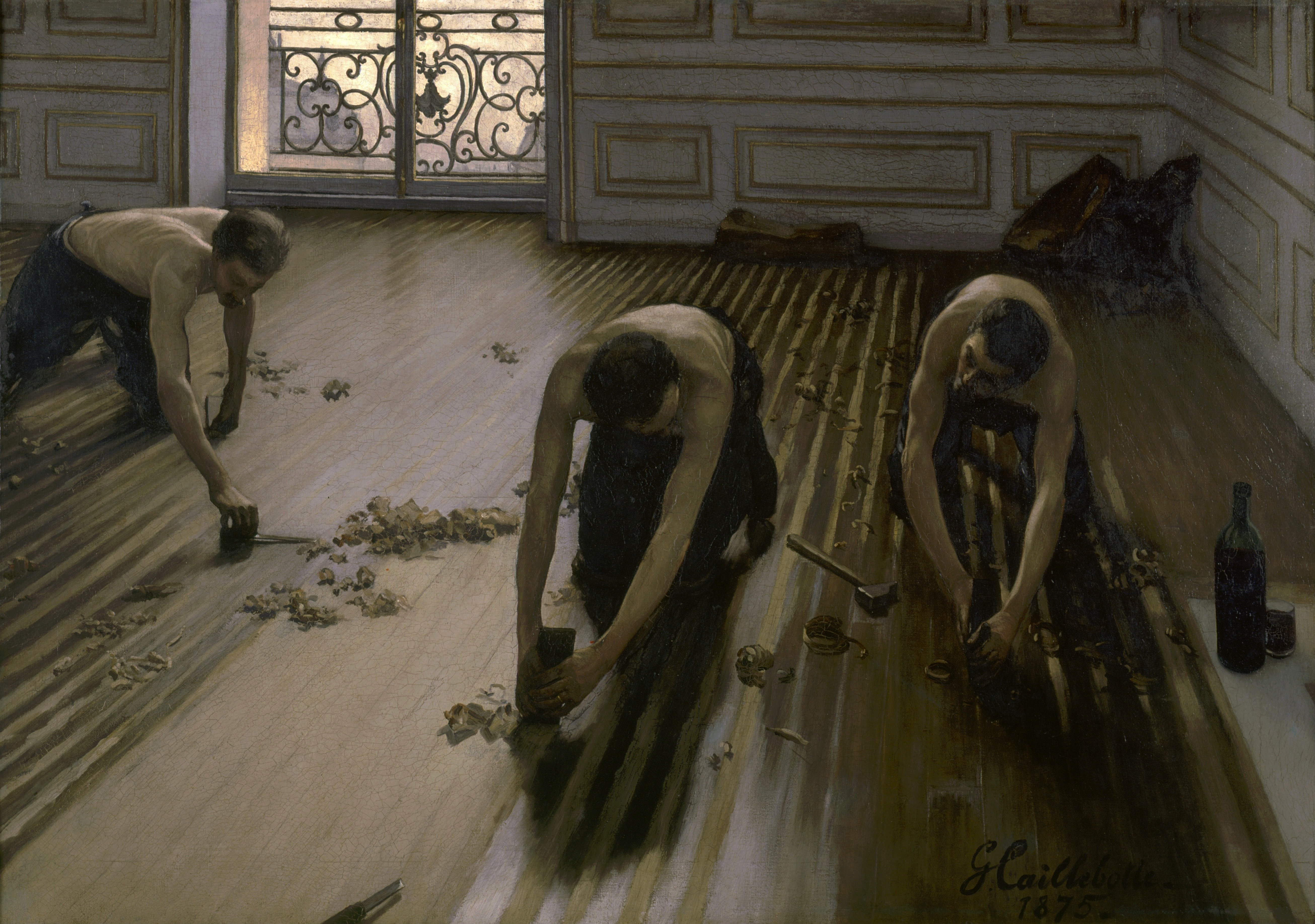
Gustave Caillebotte, Raboteurs de parquet (1875)

- Jean-Baptiste Carpeaux : 10 peintures, dont L'attentat de Berezowski contre le tsar Alexandre II (6 juin 1867)
- Eugène Carrière : 85 peintures, dont La Famille du peintre, L'Enfant malade, Intimité
- Mary Cassatt : 1 peinture et 5 pastels dont Jeune Fille au jardin
- Paul Cézanne : 45 peintures dont Le Golfe de Marseille vu de L'Estaque, Montagne Sainte-Victoire, Les Joueurs de cartes, La Femme à la cafetière, La Maison du docteur Gachet à Auvers, Pommes et oranges, Portrait de l'artiste au fond rose, Pont de Maincy, Les Baigneurs, La maison du pendu à Auvers-sur-Oise, Paysan assis, Nature morte à la bouilloire, Portrait d'Achille Emperaire, un des cinq tableaux sur le thème Les Joueurs de cartes, Les Peupliers, Le Vase bleu, et Autoportrait (vers 1875)
- William Merritt Chase : 1 peinture
- Théodore Chassériau : 5 peintures, dont Le Tepidarium
- Lovis Corinth : 2 peintures
- Camille Corot : 23 peintures, dont Une matinée. La Danse des nymphes, Le matin. Gardeuse de vaches, Le soir. Tour lointaine et La charrette. Souvenir de Marcoussis
- Gustave Courbet : 32 peintures dont L'Atelier du peintre, Un enterrement à Ornans, L'Origine du monde, La Source
- Thomas Couture : 6 peintures dont Les Romains de la décadence

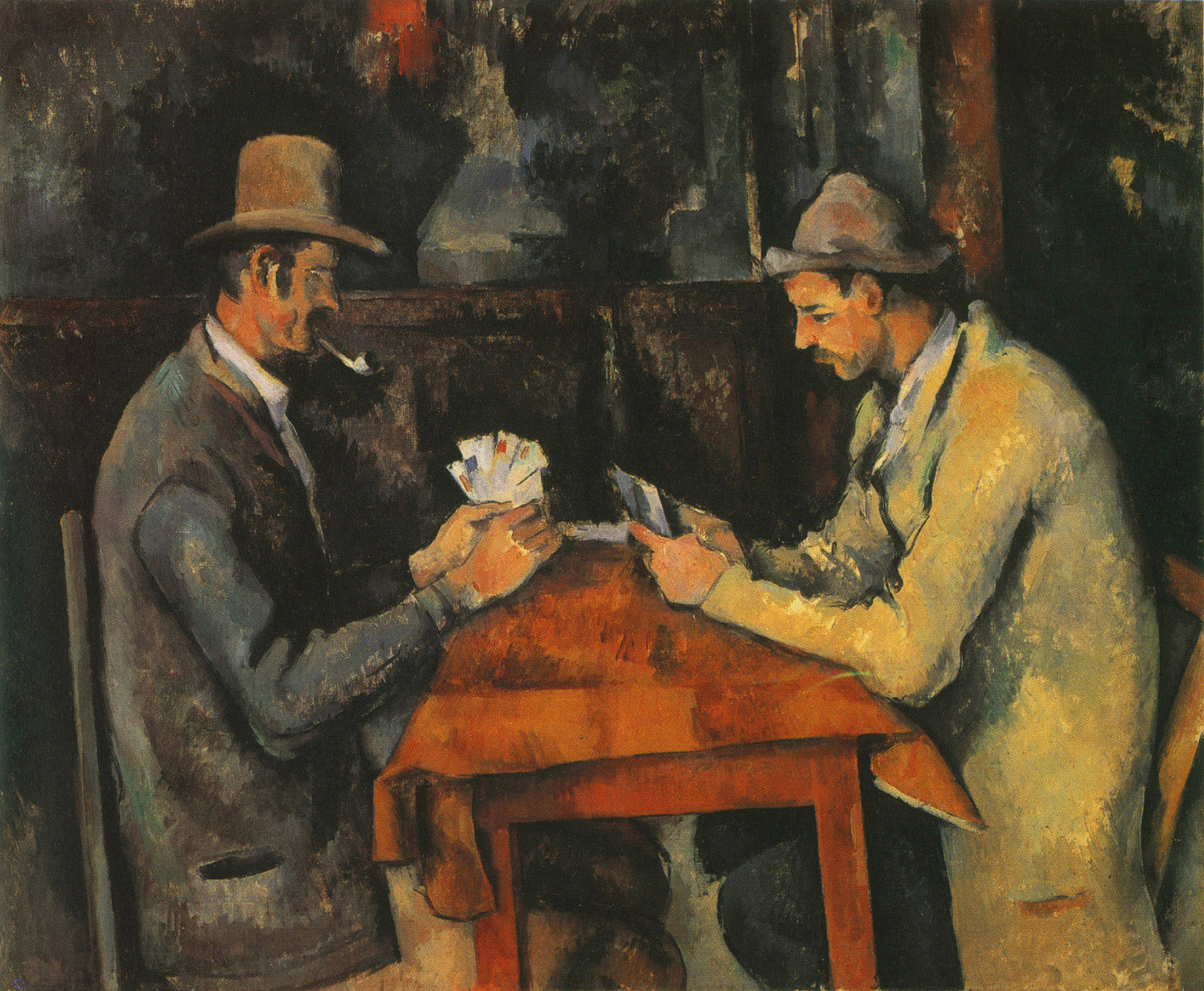
Paul Cézanne, Les Joueurs de cartes (1892)
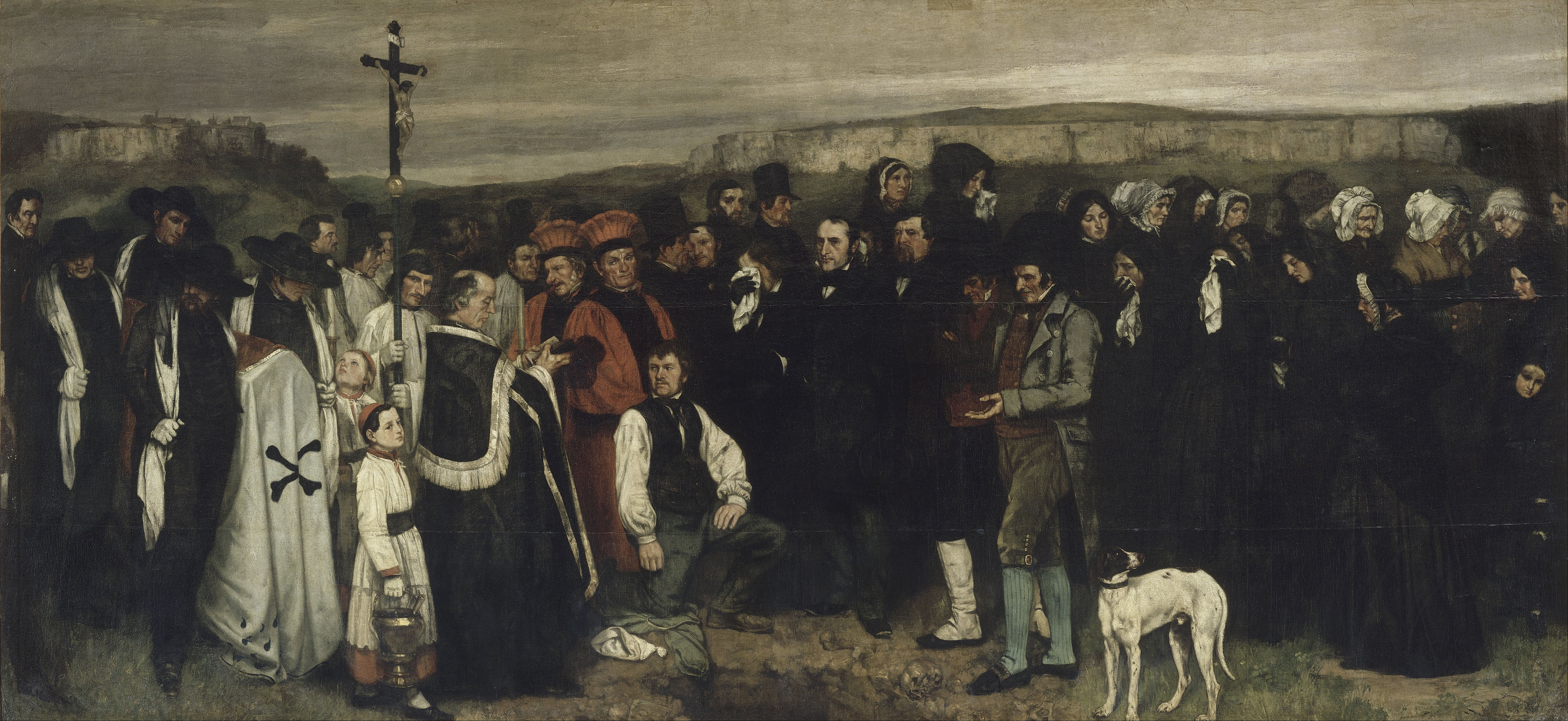
Gustave Courbet, Un enterrement à Ornans (1849).

- Henri-Edmond Cross : 8 peintures dont Les îles d'Or et Les cyprès à Cagnes
- Charles-François Daubigny : 9 peintures dont La Neige et Moisson
- Honoré Daumier : 12 peintures et 1 pastel dont Crispin et Scapin, La blanchisseuse et Don Quichotte et la mule morte
- Edgar Degas : 42 peintures et 47 pastels dont L'Absinthe, Le Café-Concert des Ambassadeurs, La Famille Bellelli (ou Portrait de Famille), Portrait de jeune femme, La Classe de danse, Repasseuses.

- Eugène Delacroix : 5 peintures dont Chasse aux lions (esquisse) et Chasse au tigre
- Maurice Denis : 46 peintures[20] et 3 pastels dont les 6 panneaux de L'Histoire de Psyché, les 6 panneaux de la Décoration de la chapelle du collège Sainte-Croix du Vésinet, les 4 panneaux de L’Éternel Été, Hommage à Cézanne, Portrait d'Yvonne Lerolle, Le menuet de la Princesse Maleine, Le Christ vert, Les Muses et Paysage aux arbres verts
- André Derain : 2 peintures dont Pont de Charing Cross
- Narcisse Díaz de la Peña : 11 peintures
- Jules Dupré : 4 peintures
- Thomas Eakins : 1 peinture
- Albert Edelfelt : 3 peintures dont Service divin au bord de la mer et Louis Pasteur

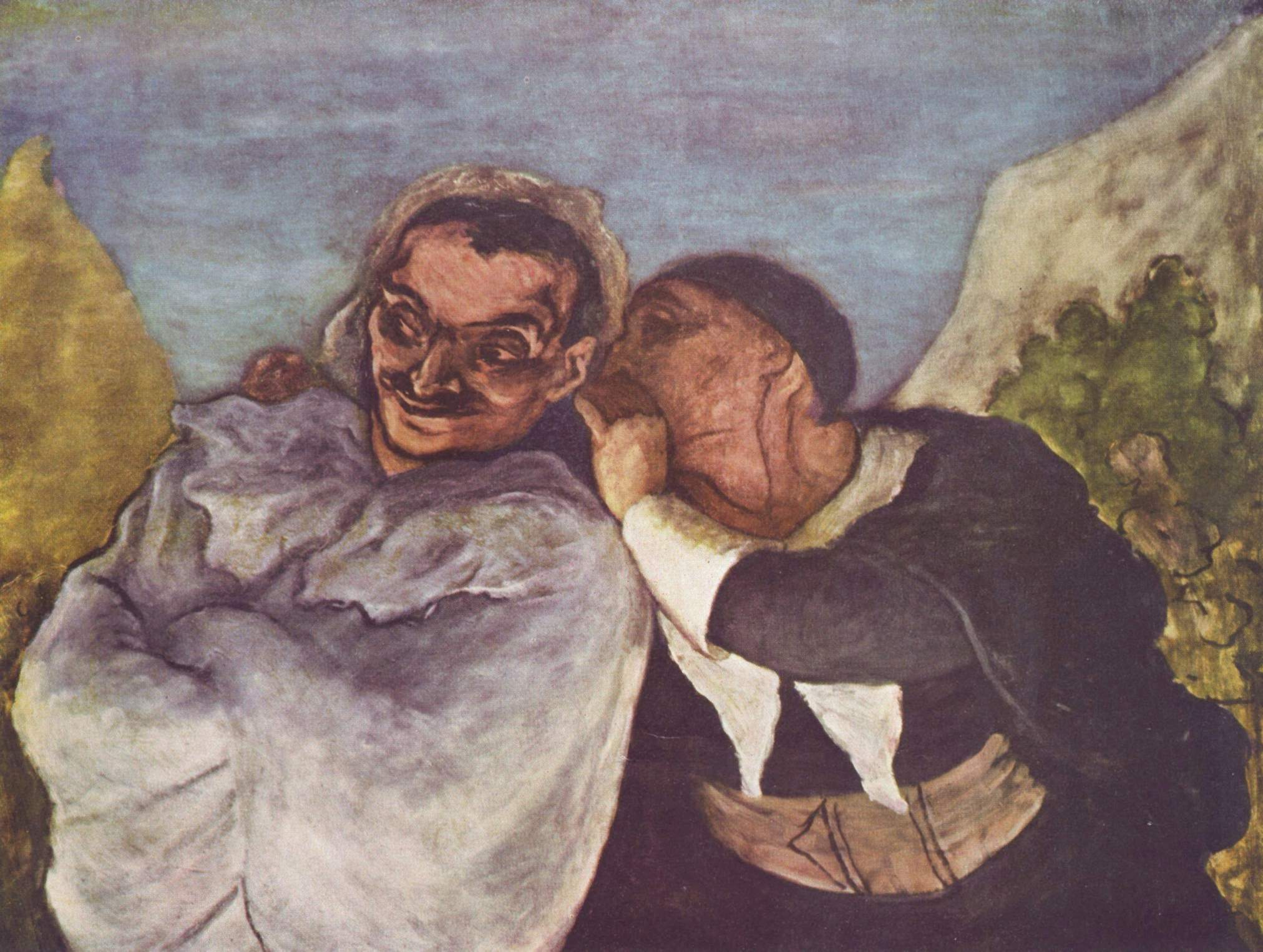
Honoré Daumier, Crispin et Scapin (1858-1860).
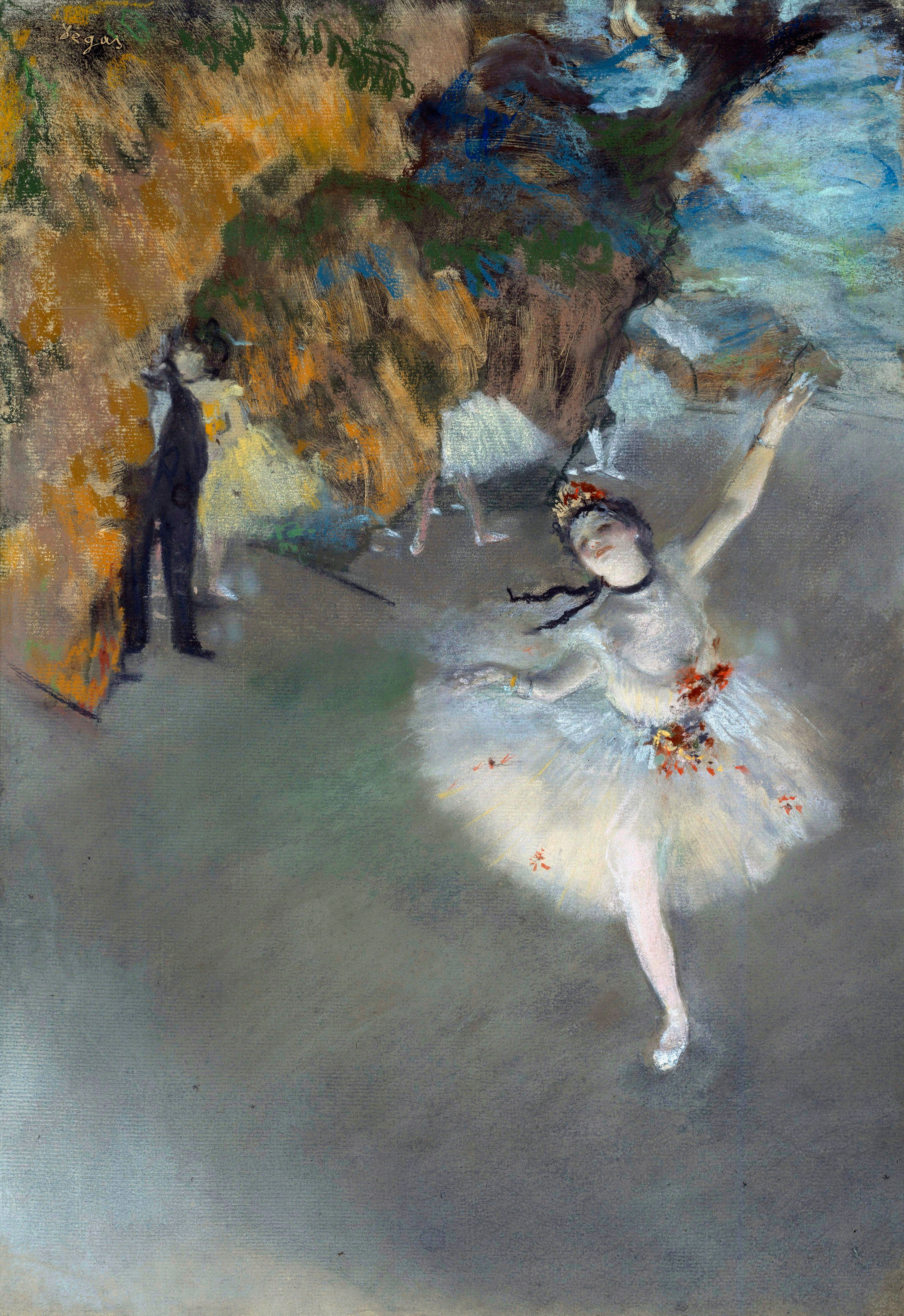
Edgar Degas, L’Étoile, ou la Danseuse sur Scène (1878)
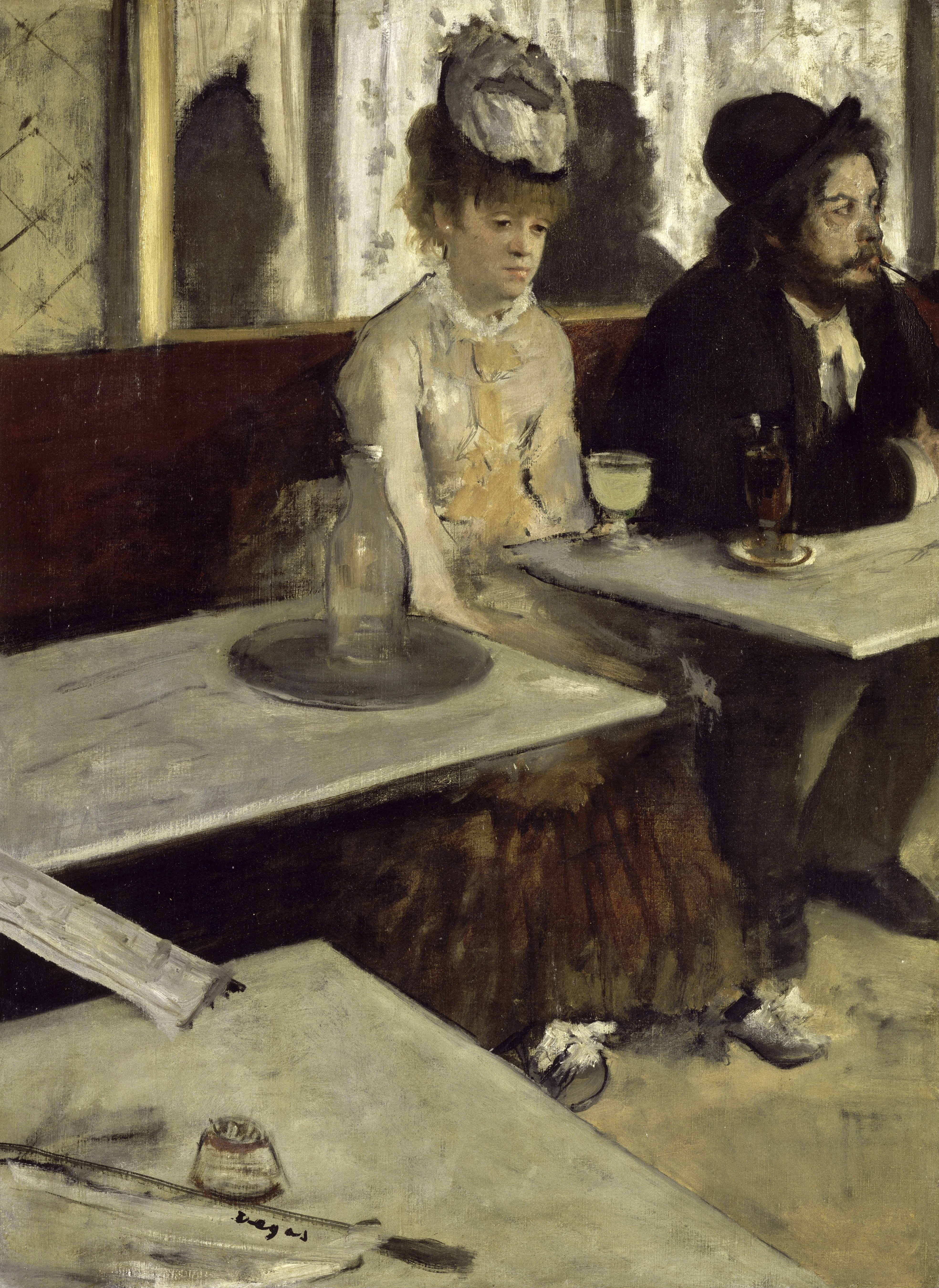
L'Absinthe, d'Edgar Degas.
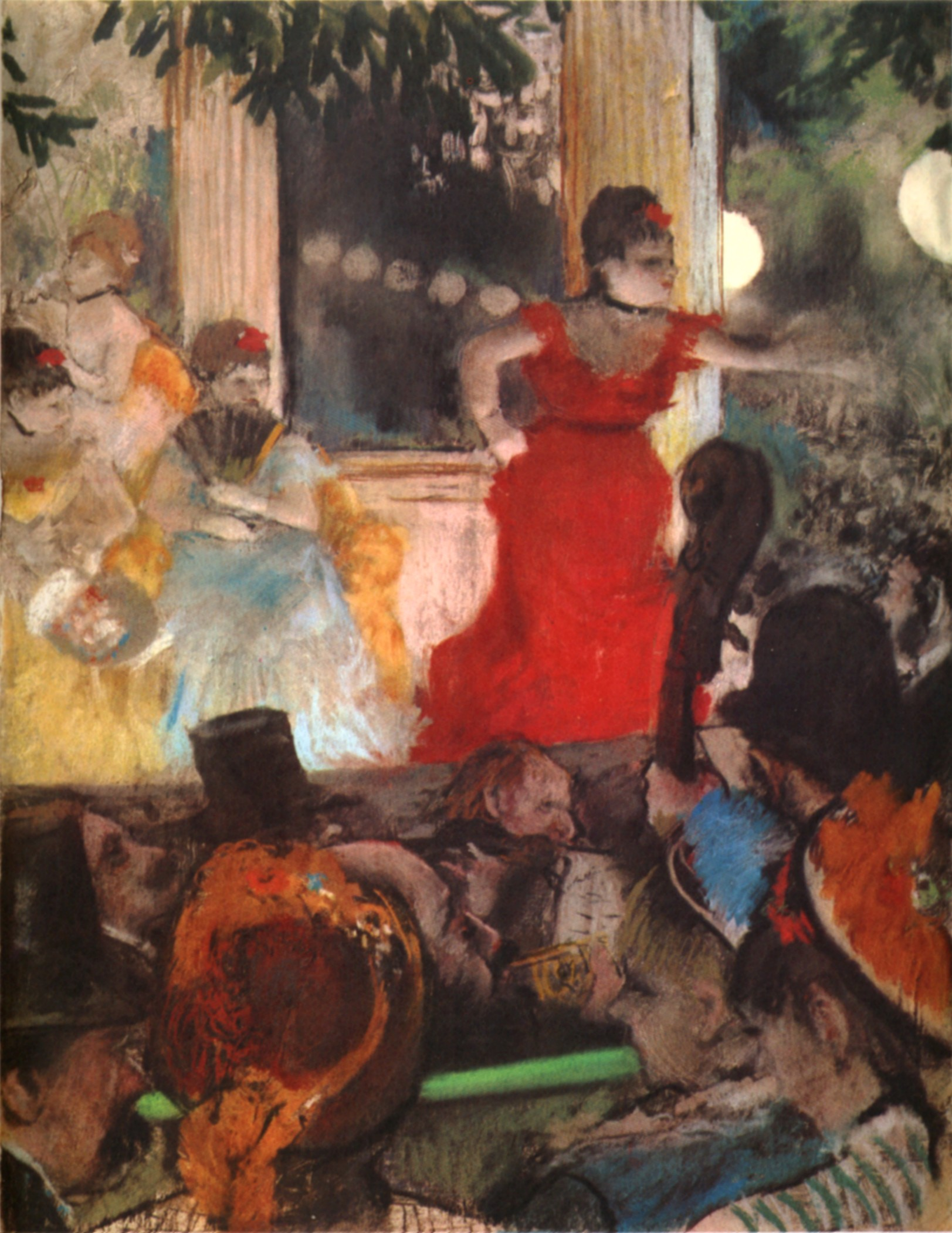
Le Café-Concert des Ambassadeurs, d'Edgar Degas.
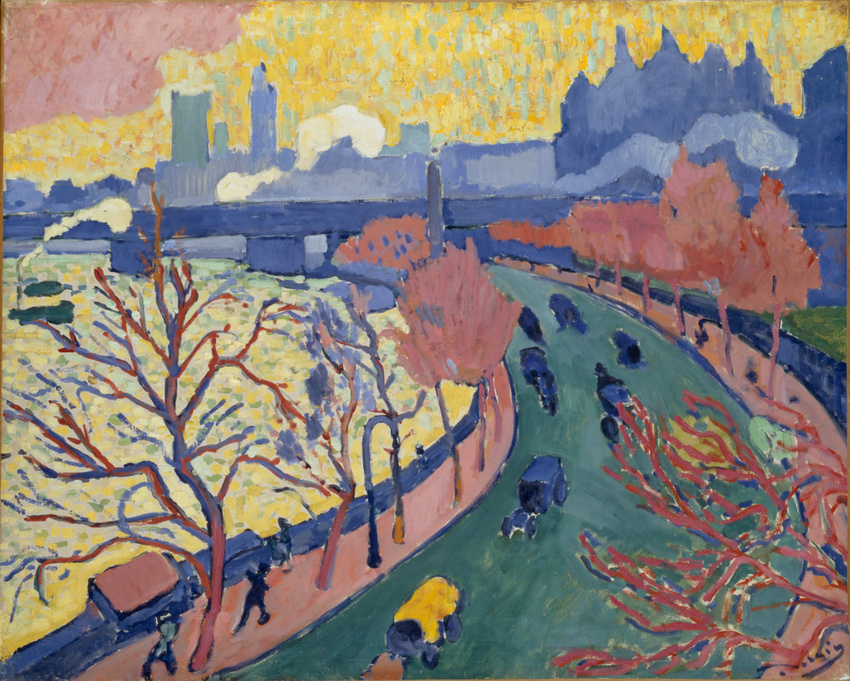
Pont de Charing Cross, d'André Derain.

- James Ensor : 2 peintures
- Henri Fantin-Latour : 22 peintures et 2 pastels dont La Liseuse, Autour du piano, Un coin de table, Hommage à Delacroix, Un atelier aux Batignolles, La Nuit
- Hippolyte Flandrin : 3 peintures
- Akseli Gallen-Kallela : 1 peinture, Grand Pic noir
- Paul Gauguin : 21 peintures, 2 vitraux et 3 pastels dont Autoportrait au Christ jaune, Mandoline et Pivoines de Chine, Le Cheval blanc, Femmes de Tahiti, Arearea (Joyeusetés), Les Alyscamps, Autoportrait au chapeau (1893) et La Belle Angèle
- Nikolaï Nikolaevitch Gay : 1 peinture, Le Calvaire
- Jean-Léon Gérôme : 10 peintures dont Jeunes Grecs faisant battre des coqs, Frise commémorative, Jérusalem (Consummatum est)
- Henri Gervex : 7 peintures et 1 pastel
- Armand Guillaumin : 15 peintures et 3 pastels
- Osman Hamdy Bey : 1 peinture
- Vilhelm Hammershøi : 2 peintures
- Ferdinand Hodler : 5 peintures dont Der Holzfäller (Le bûcheron)
- Winslow Homer : 1 peinture, Nuit d'été
- William Morris Hunt : 1 peinture
- Jean-Auguste-Dominique Ingres : 4 peintures dont La Source et Vénus à Paphos
- Paul Jamot : 8 peintures dont La Malmaison et Toulouse. Les Jacobins
- Johan Barthold Jongkind : 7 peintures dont La Seine et Notre Dame de Paris
- Fernand Khnopff : 2 peintures
- Gustav Klimt : 1 peinture, Rosiers sous les arbres (restitué en 2021)
- Marie Laurencin : 1 peinture
- Lucien Lévy-Dhurmer : 1 peinture et 16 pastels, dont Calanque (six heures du soir)
- Max Liebermann : 1 peinture
- Maximilien Luce : 12 peintures dont Une rue de Paris en mai 1871

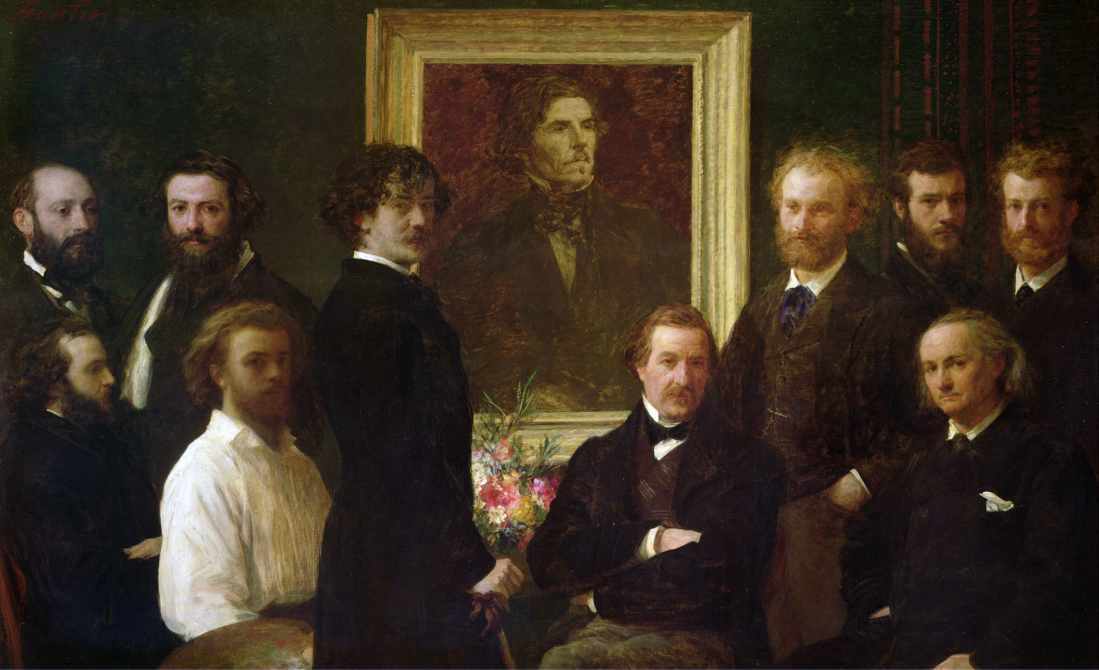
Henri Fantin-Latour, Hommage à Delacroix (1864)
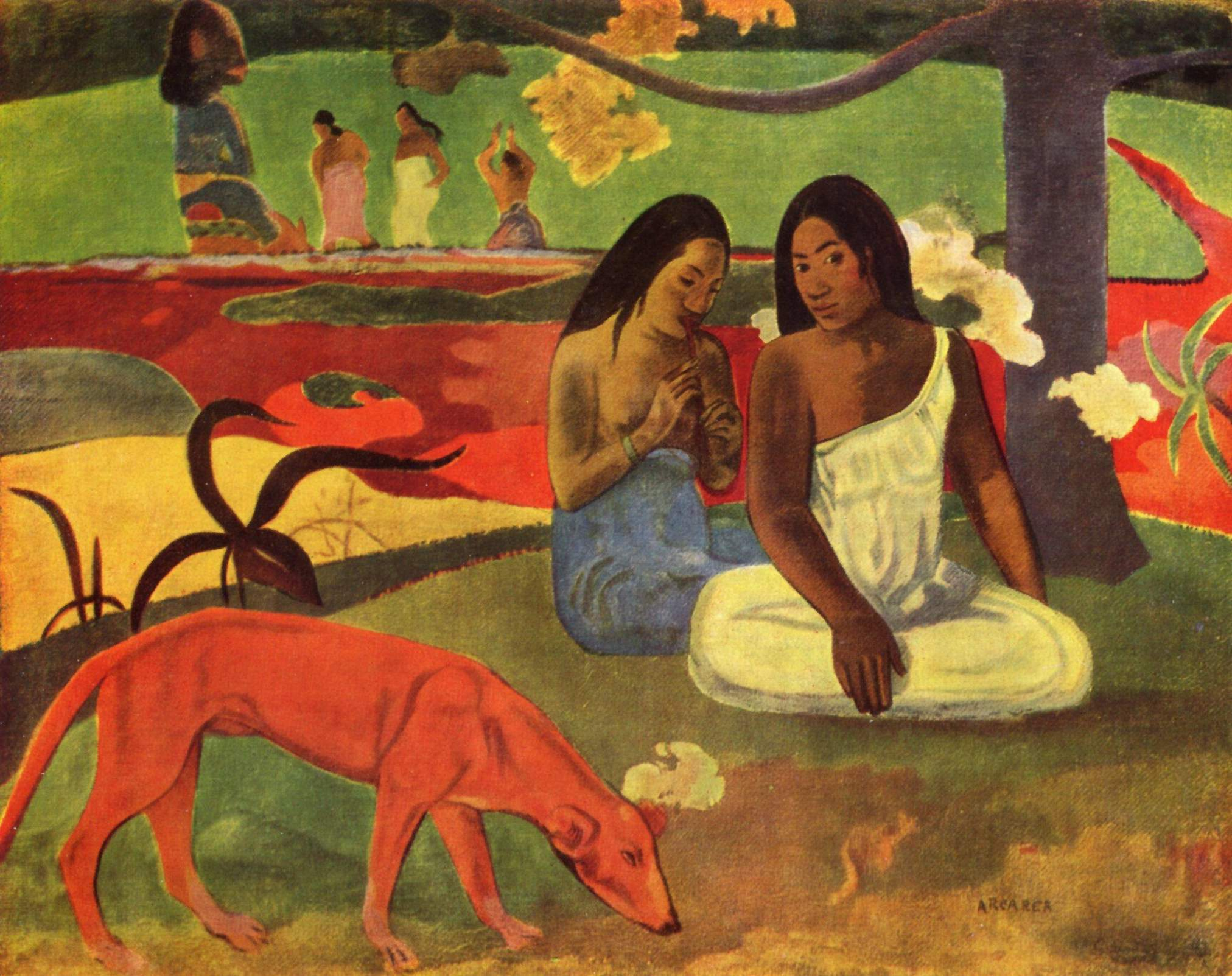
Paul Gauguin, Arearea ou Joyeusetés (1892)
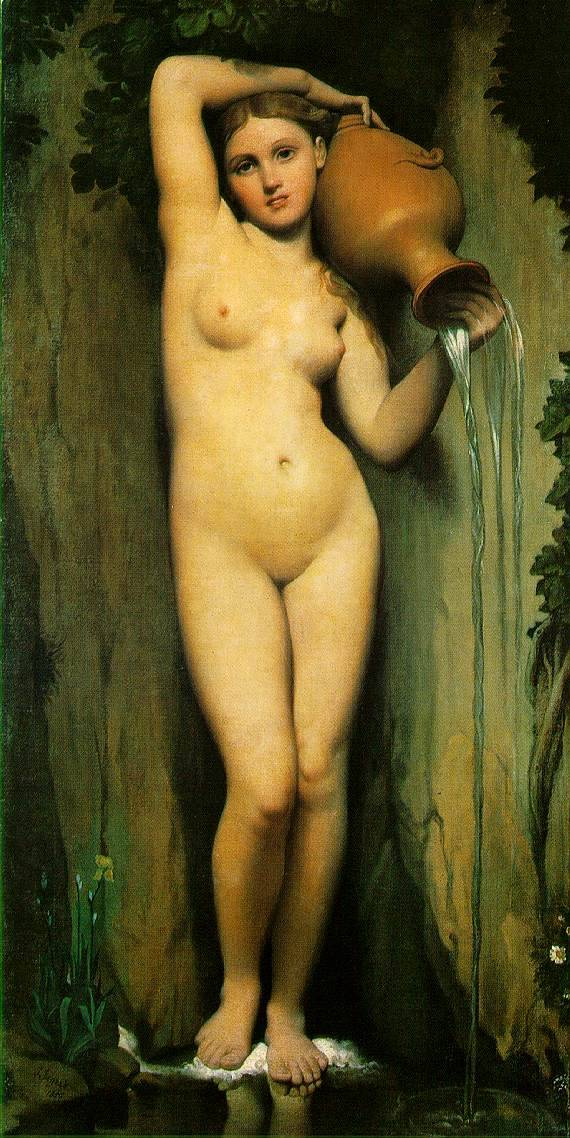
Ingres, La Source (1856)

- Raimundo de Madrazo y Garreta : 4 peintures
- Antonio Mancini : 3 peintures
- Édouard Manet : 33 peintures et 11 pastels dont Le Déjeuner sur l'herbe, Olympia, Combat de taureau, Le balcon, Berthe Morisot au bouquet de violettes, Le Joueur de fifre, Portrait d'Émile Zola, Lola de Valence, Sur la plage, Portrait de Stéphane Mallarmé, Clair de lune sur le port de Boulogne, Madame Manet au piano, Portrait de M. et Mme Auguste Manet, L'Évasion de Rochefort, Anguille et Rouget, Tige de pivoines et Sécateur, Le Citron et La Lecture
- Jean-Louis-Ernest Meissonier : 32 peintures dont Campagne de France 1814
- Meyer de Haan : 2 peintures
- John Everett Millais : 3 peintures
- Jean-François Millet : 22 peintures et 4 pastels dont Des glaneuses, L'Angélus, Bergère avec son troupeau, Un vanneur, Le Printemps, La Fileuse, chevrière auvergnate
- Piet Mondrian : 2 peintures et 1 pastel

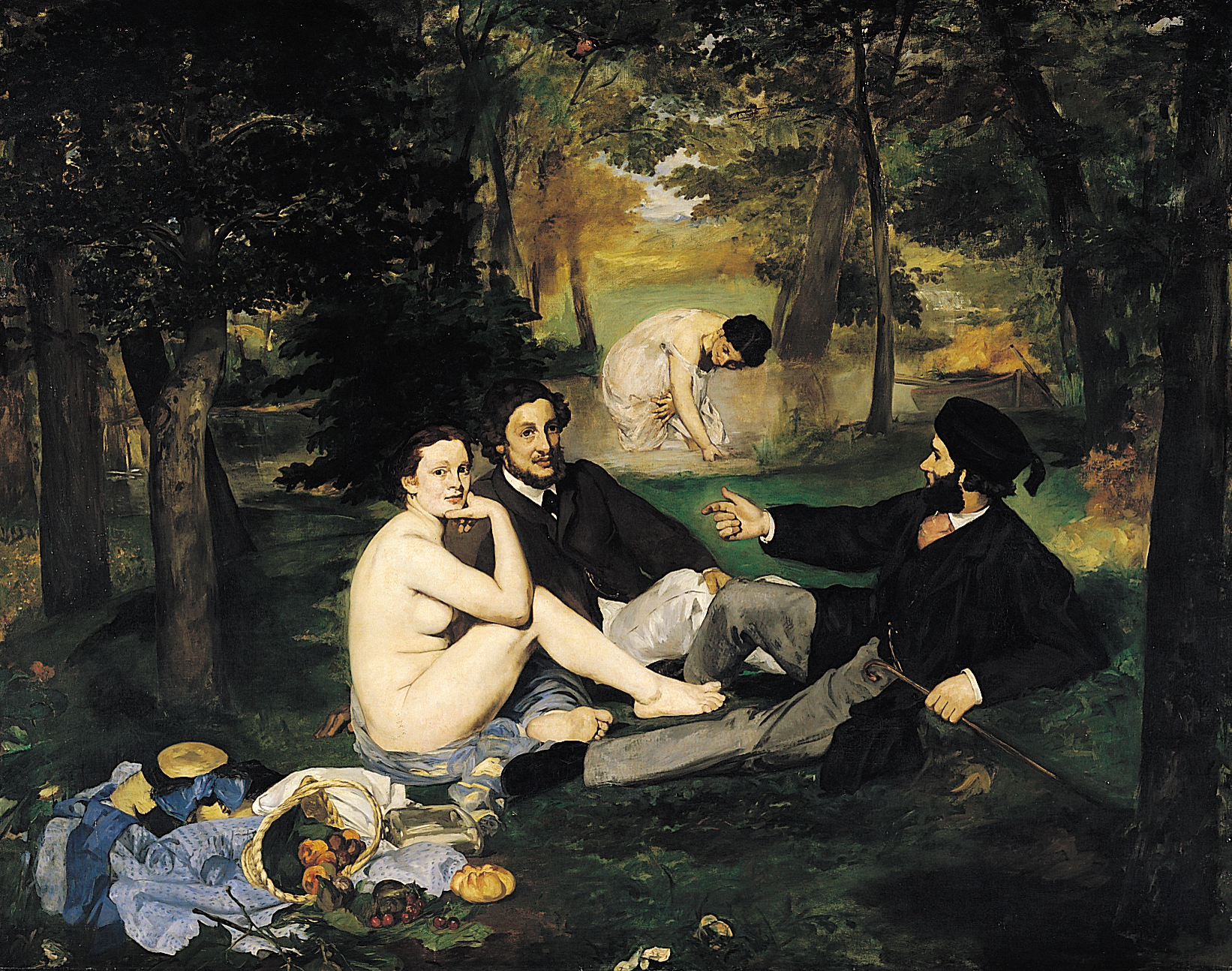
Édouard Manet, Le Déjeuner sur l'herbe (1863).
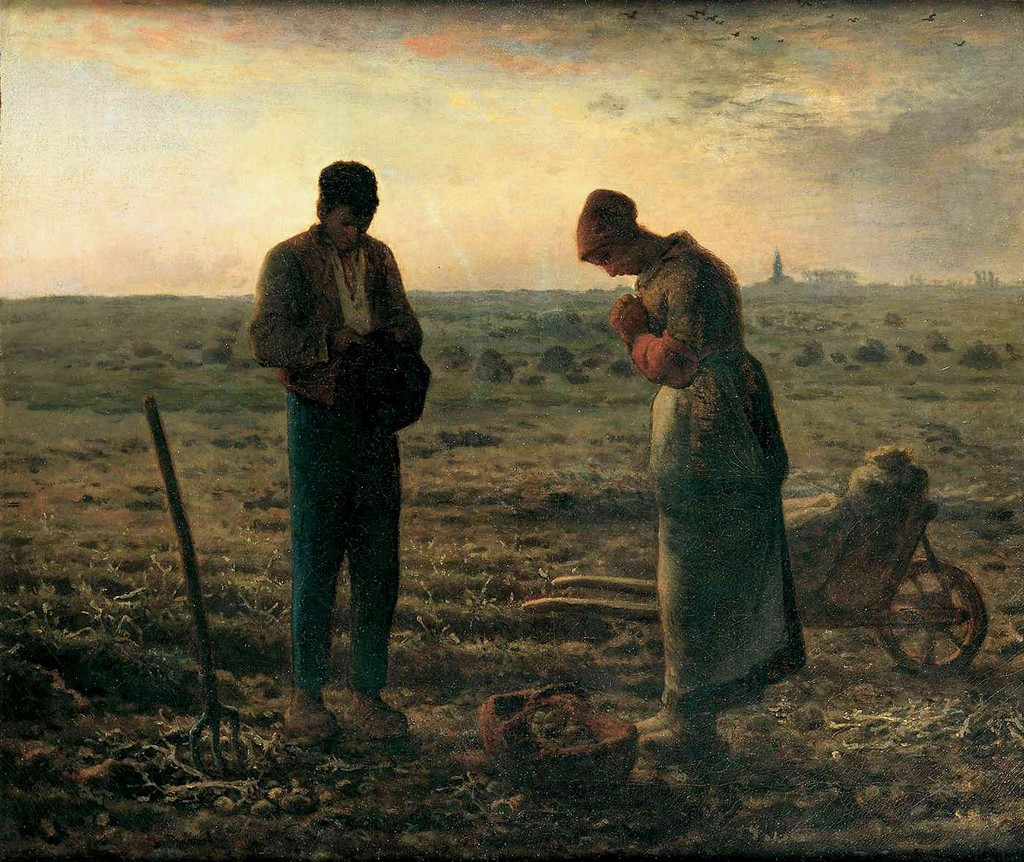
Jean-François Millet, L'Angélus
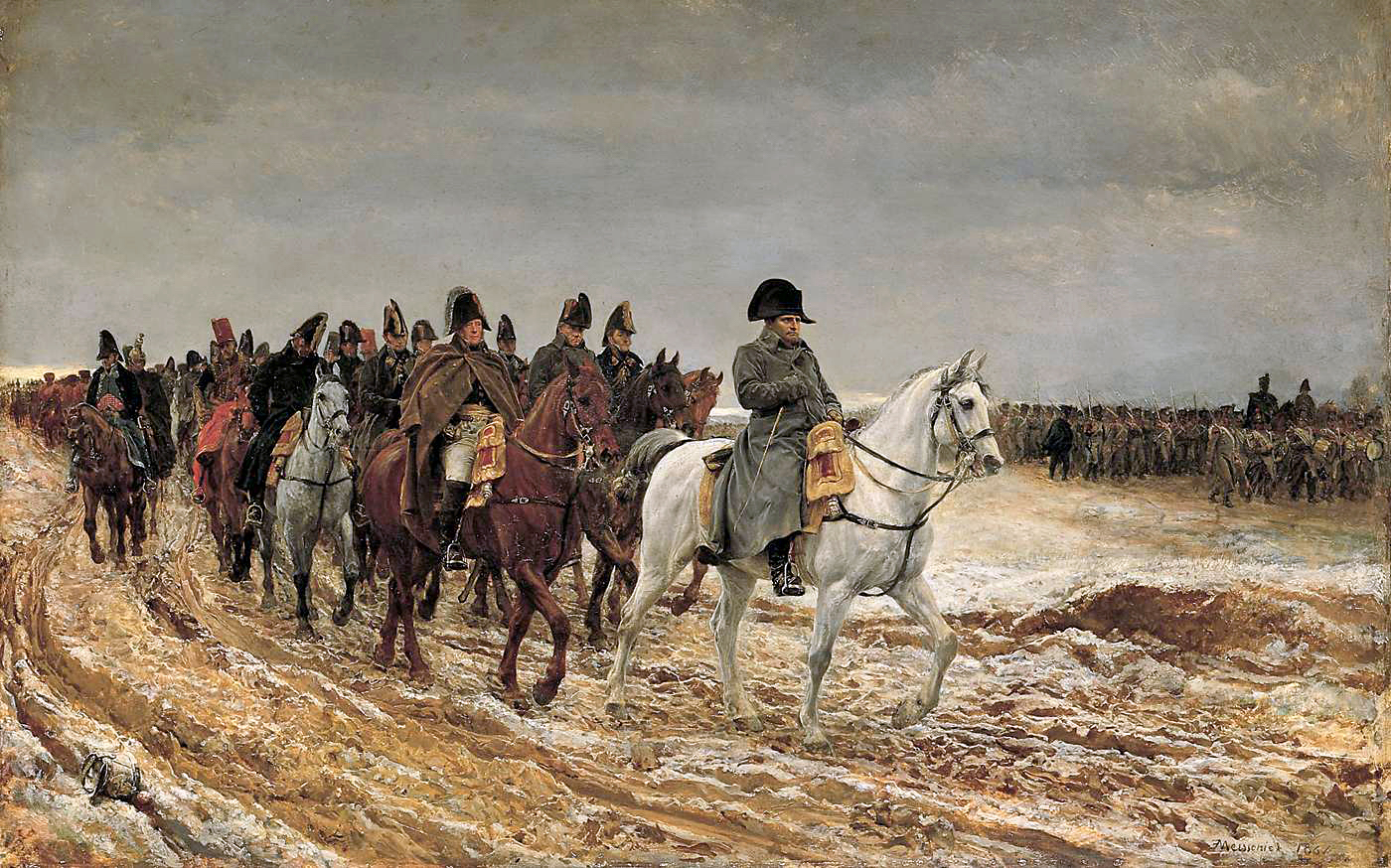
Jean-Louis-Ernest Meissonier, Campagne de France 1814 (1864).

- Claude Monet : 72 peintures et 1 pastel (un des plus importants fonds au monde avec celui du musée Marmottan Monet), dont Le pont du chemin de fer à Argenteuil, La rue Montorgueil, à Paris. Fête du 30 juin 1878, Le Pont d'Argenteuil, Hôtel des Roches Noires. Trouville, La Gare Saint-Lazare, Londres, le Parlement. Trouée de soleil dans le brouillard, Carrières-Saint-Denis, Coquelicots, Régates à Argenteuil, Femmes au jardin, La Pie, Le Bassin d'Argenteuil, Le Déjeuner sur l'herbe, Le pavé de Chailly, Madame Louis Joachim Gaudibert, Les Villas à Bordighera, Nymphéas, harmonie verte, 5 tableaux de la série des cathédrales de Rouen, Les Dindons et Autoportrait
- Gustave Moreau : 8 peintures, dont Galatée et Orphée
- Berthe Morisot : 7 peintures et 1 pastel dont Le Berceau, Chasse aux papillons, Jeune Femme se poudrant, Jeune Femme en toilette de bal, L'Hortensia
- Edvard Munch : 1 peinture, Nuit d'été à Aagaardstrand
- Mihály Munkácsy : 1 peinture
- Camille Pissarro : 41 peintures et 5 pastels dont Autoportrait, Les Toits rouges, Coin de Jardin, La Seine et le Louvre
- Pierre Puvis de Chavannes : 30 peintures et 2 pastels dont Le pauvre pêcheur, Jeunes Filles au bord de la mer et Le rêve
- Odilon Redon : 76 peintures et 20 pastels dont les 15 panneaux de la salle à manger du château de Domecy, Le Char d'Apollon, Le Bouddha, Baronne Robert de Domecy, Plante verte dans une urne, Navet et La coquille

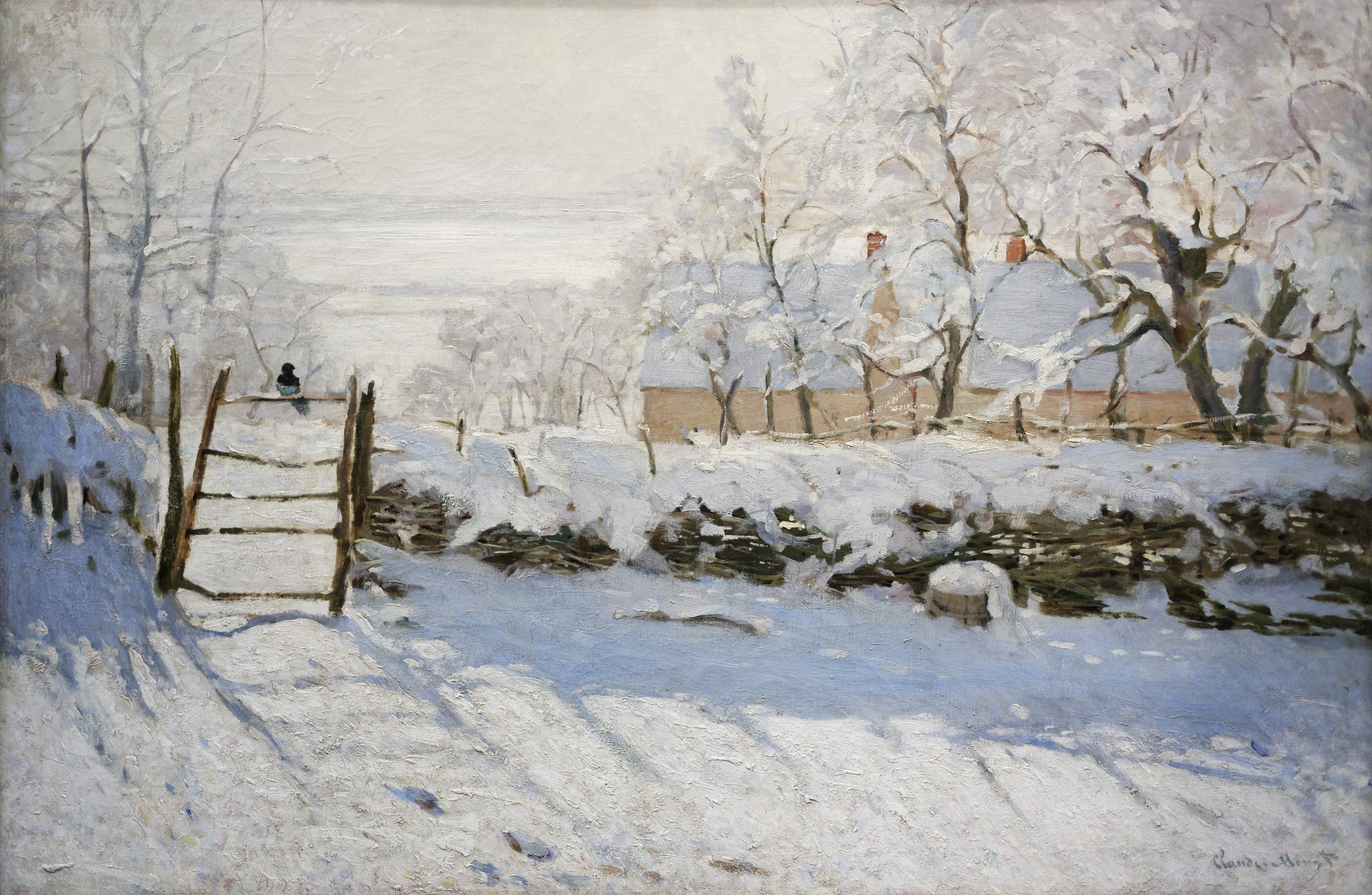
Claude Monet, La Pie (1868–1869).
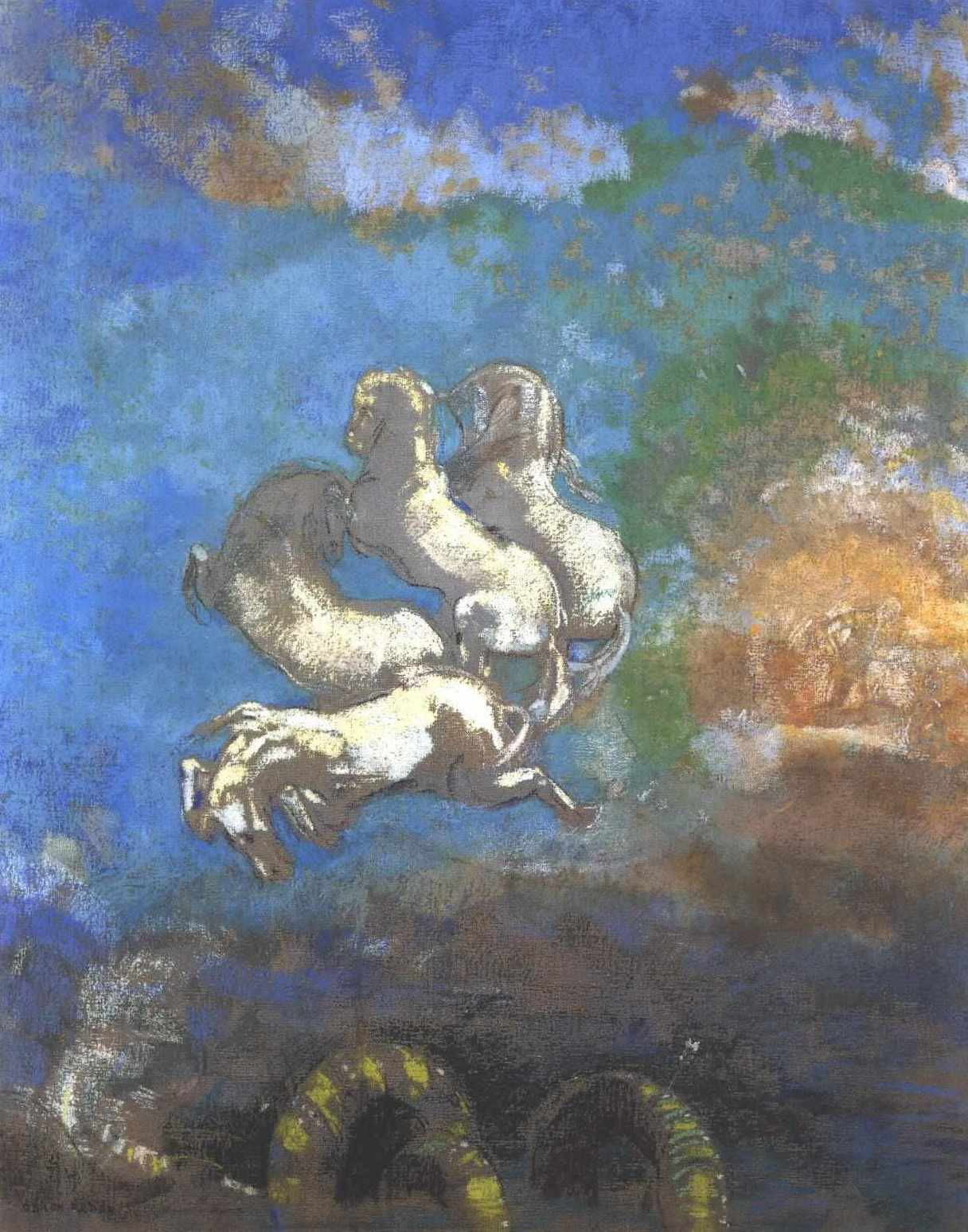
Le Char d'Apollon (1907), Odilon Redon[21].

- Pierre-Auguste Renoir : 64 peintures et 4 pastels dont Bal du moulin de la Galette, Étude : Torse, effet de soleil, La Balançoire, Danse à la ville, Danse à la campagne, Jeunes Filles au piano, William Sisley, Les Baigneuses, Portrait de Madame Charpentier, Maternité, Frédéric Bazille à son chevalet et Le garçon au chat
- Ilia Répine : 1 peinture, Le grand duc Michel
- József Rippl-Rónai : 3 peintures et 2 pastels, dont Soldats français en marche
- Arthur Henry Roberts : 1 peinture
- Félicien Rops : 1 peinture et 1 pastel
- Douanier Rousseau : 3 peintures, La Charmeuse de serpents, La Guerre et Portrait de Madame M.
- Théodore Rousseau : 7 peintures
- Ker-Xavier Roussel : 4 peintures et 8 pastels
- Santiago Rusiñol y Prats : 2 peintures
- Théo Van Rysselberghe : 4 peintures
- John Singer Sargent : 3 peintures dont La Carmencita

Auguste Renoir, Bal du moulin de la Galette (1876).
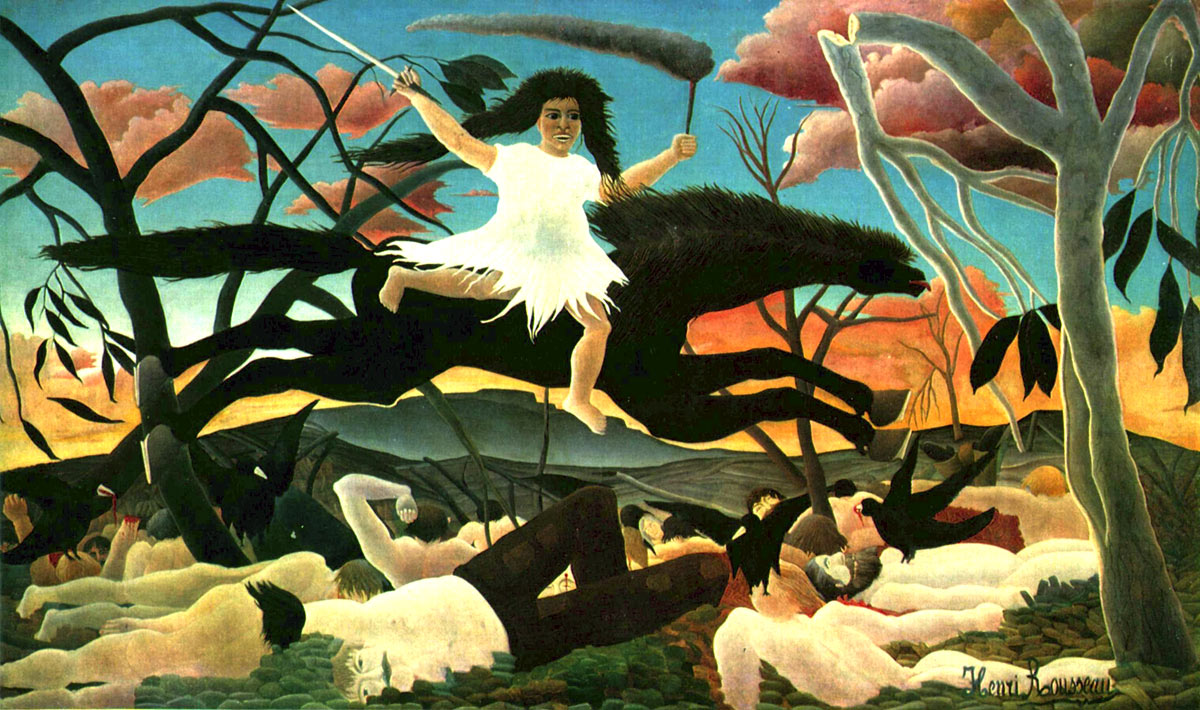
Le Douanier Rousseau. La Guerre (1893)

- Helene Schjerfbeck : 1 peinture, Paysage à Hyvinkää
- Valentin Serov : 1 peinture
- Paul Sérusier : 17 peintures et 1 pastel dont Le Talisman, La Barrière fleurie, Ève bretonne, Portrait de Paul Ranson en tenue nabique, La Lutte bretonne, Les Laveuses à la Laïta, L'Averse, Le Champ de blé d'or et de sarrasin et Tétraèdres
- Georges Seurat : 17 peintures et esquisses, dont Paysage avec Le Pauvre Pêcheur de Puvis de Chavannes Port-en-Bessin, avant-port, marée haute et Le Cirque
- Paul Signac : 14 peintures et 1 pastel dont Femme à l'ombrelle, La bouée rouge et Femmes au puits

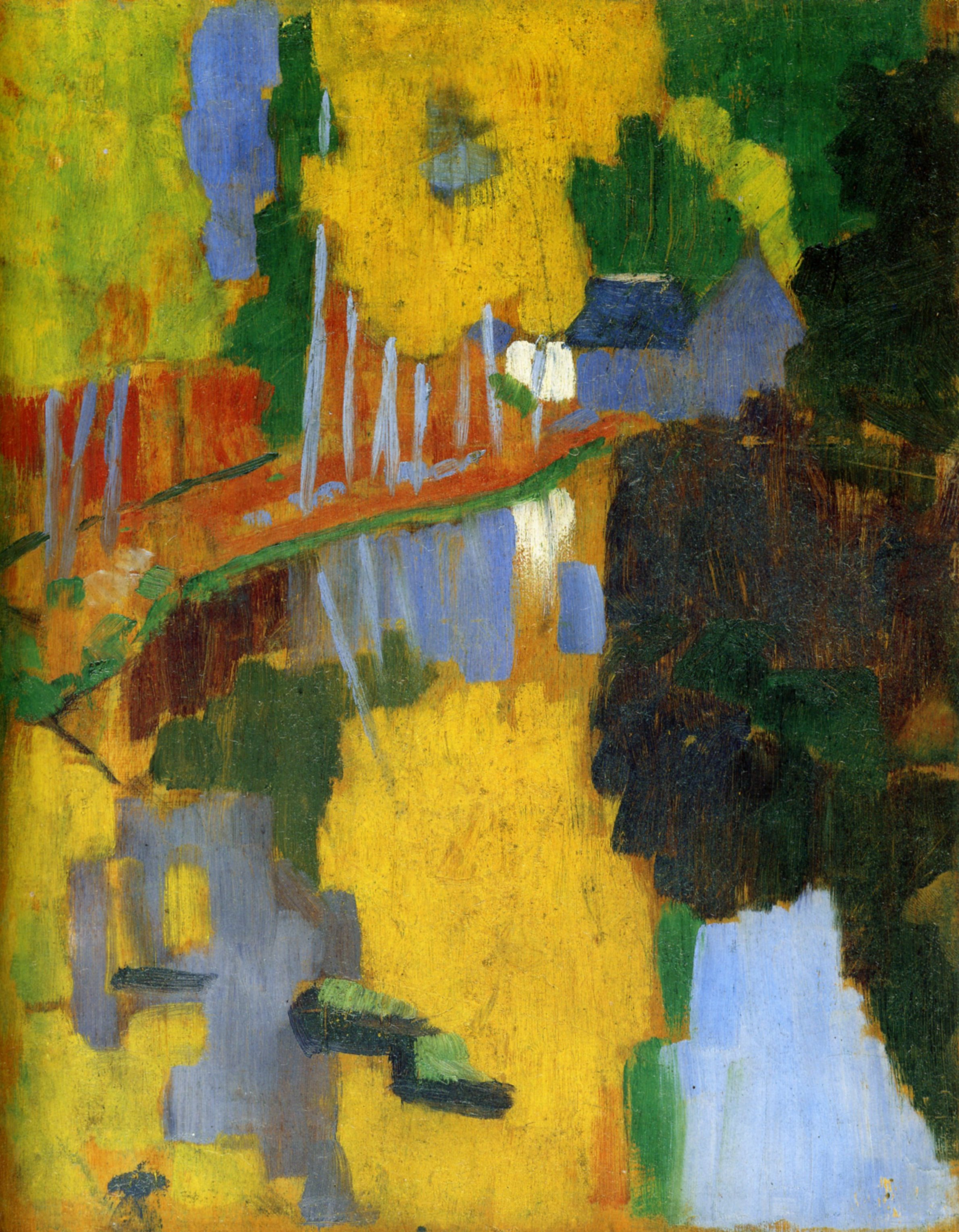
Paul Sérusier, Le Talisman (1888)
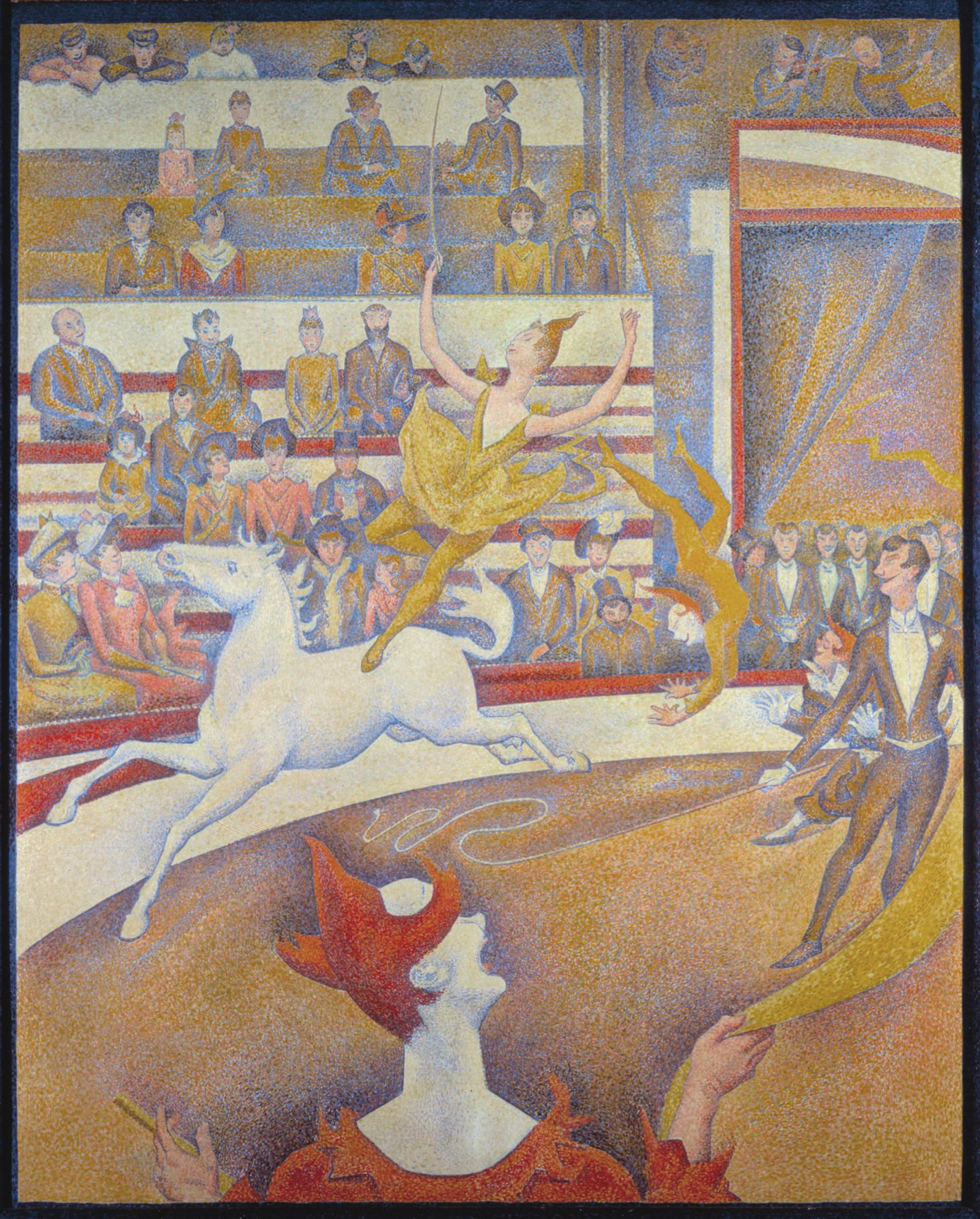
Georges Seurat, Le Cirque (1891).
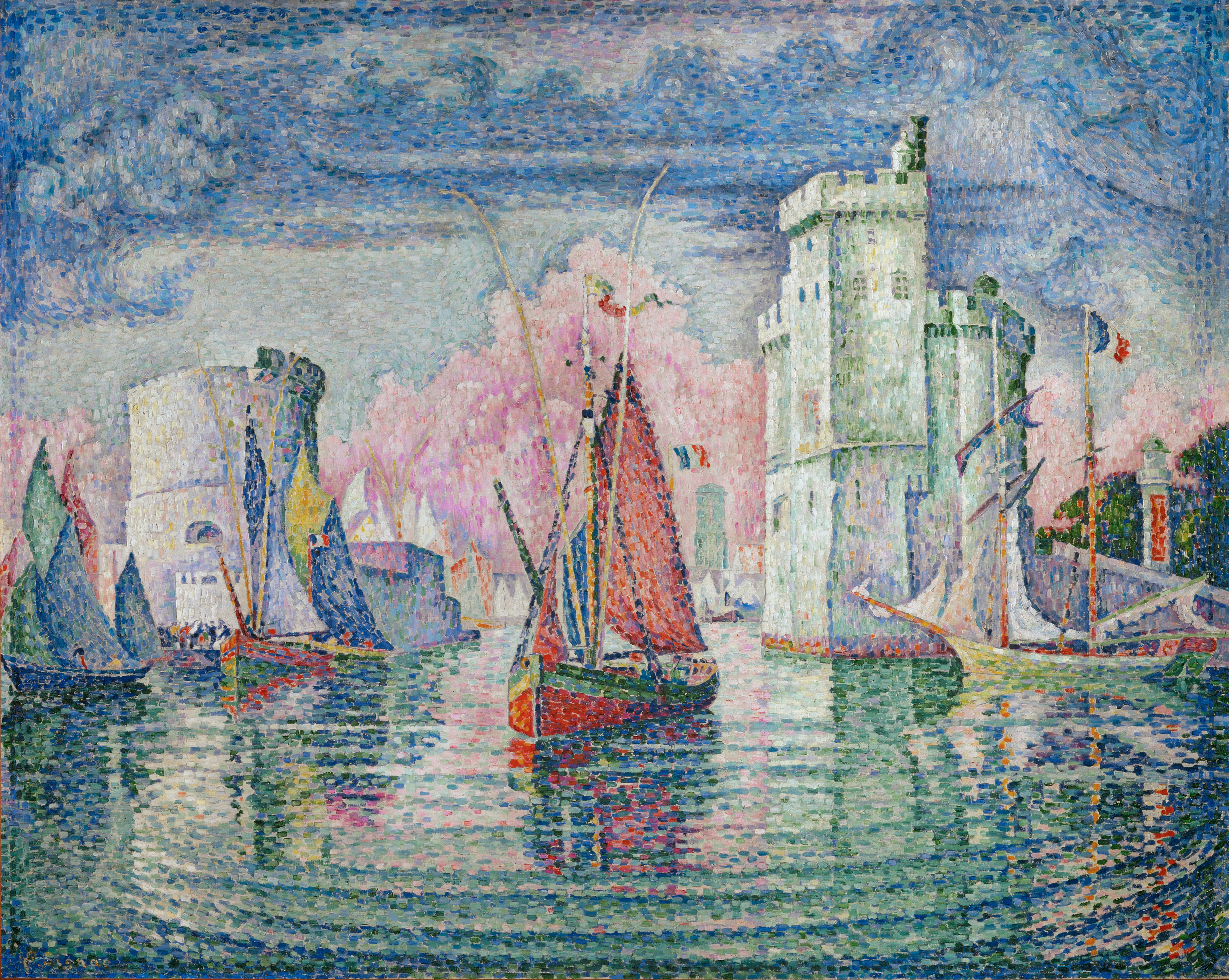
Paul Signac, Entrée du port de la Rochelle (1921).

- Alfred Sisley : 37 peintures et 2 pastels dont L'Inondation à Port-Marly, Le Chemin de la Machine, Louveciennes, Allée de peupliers aux environs de Moret-sur-Loing, Les Régates à Moseley, Village de Voisins, Passerelle d'Argenteuil, Le Canal Saint-Martin, Rue de la Chaussée à Argenteuil, Vue du canal Saint-Martin, La Forge à Marly-le-Roi et Le Repos au bord d'un ruisseau. Lisière de bois
- Joaquin Sorolla y Bastida : 1 peinture, Retour de la pêche : halage de la barque
- Léon Spilliaert : 2 pastels
- Alfred Stevens : 7 peintures et 1 pastel dont Ce qu'on appelle le vagabondage, La lettre de rupture et Le bain
- August Strindberg : 2 peintures
- Franz von Stuck : 2 peintures
- Henry Ossawa Tanner : 3 peintures
- James Tissot : 8 peintures dont Le Cercle de la rue Royale, Portrait du marquis et de la marquise de Miramon et de leurs enfants, Mademoiselle L.L., Les Deux Sœurs et Rencontre de Faust et de Marguerite
- Henri de Toulouse-Lautrec : 20 peintures dont les deux Panneaux pour la baraque de la Goulue, à la Foire du Trône à Paris, Jane Avril dansant, Rousse (La toilette), La Clownesse Cha-U-Kao, Justine Dieulh et Le lit
- Félix Vallotton : 21 peintures dont Misia à sa coiffeuse, Femme se coiffant, Le dîner, effet de lampe, Le poker, Le ballon et Autoportrait

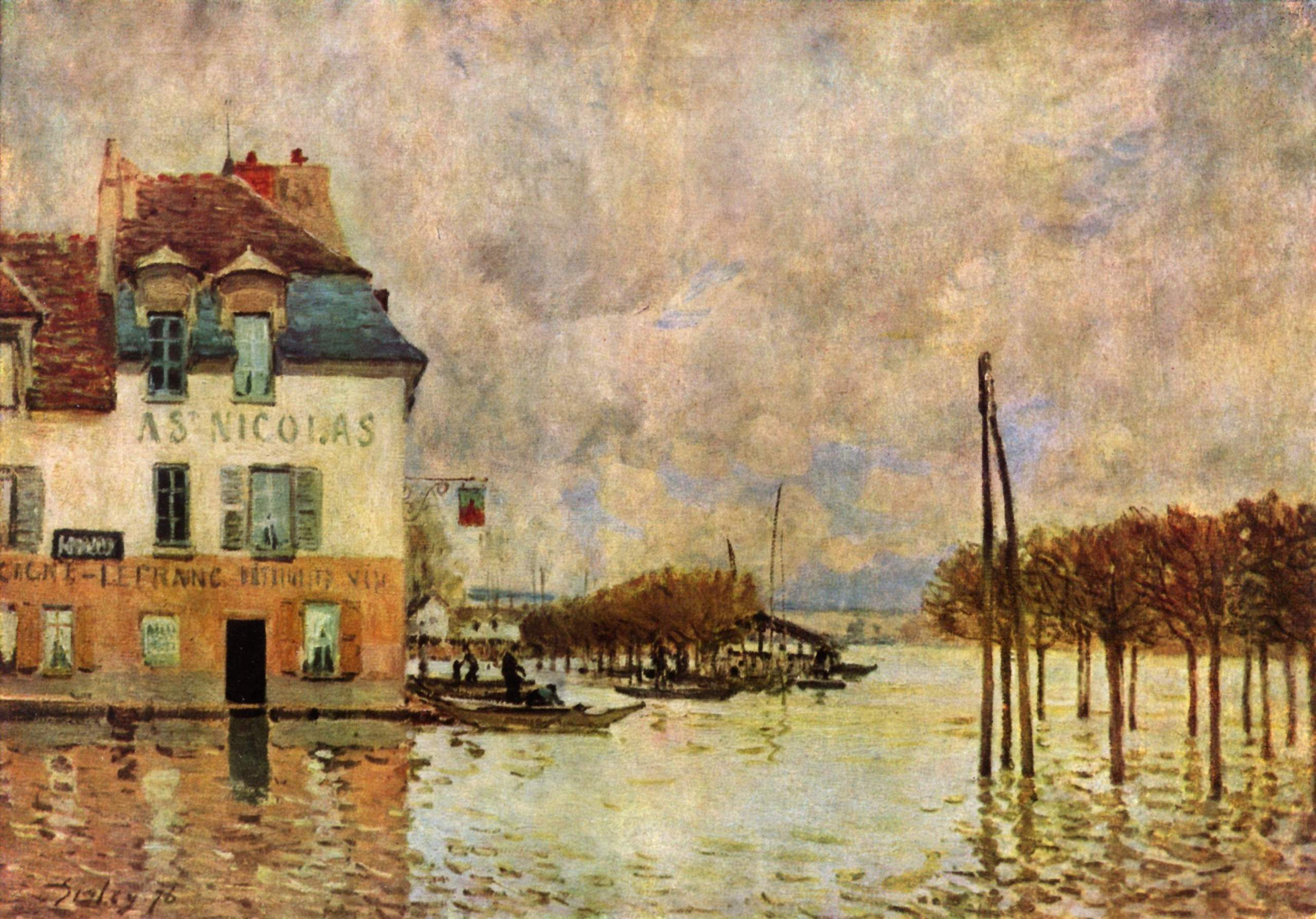
Alfred Sisley, L'Inondation à Port-Marly (1876)
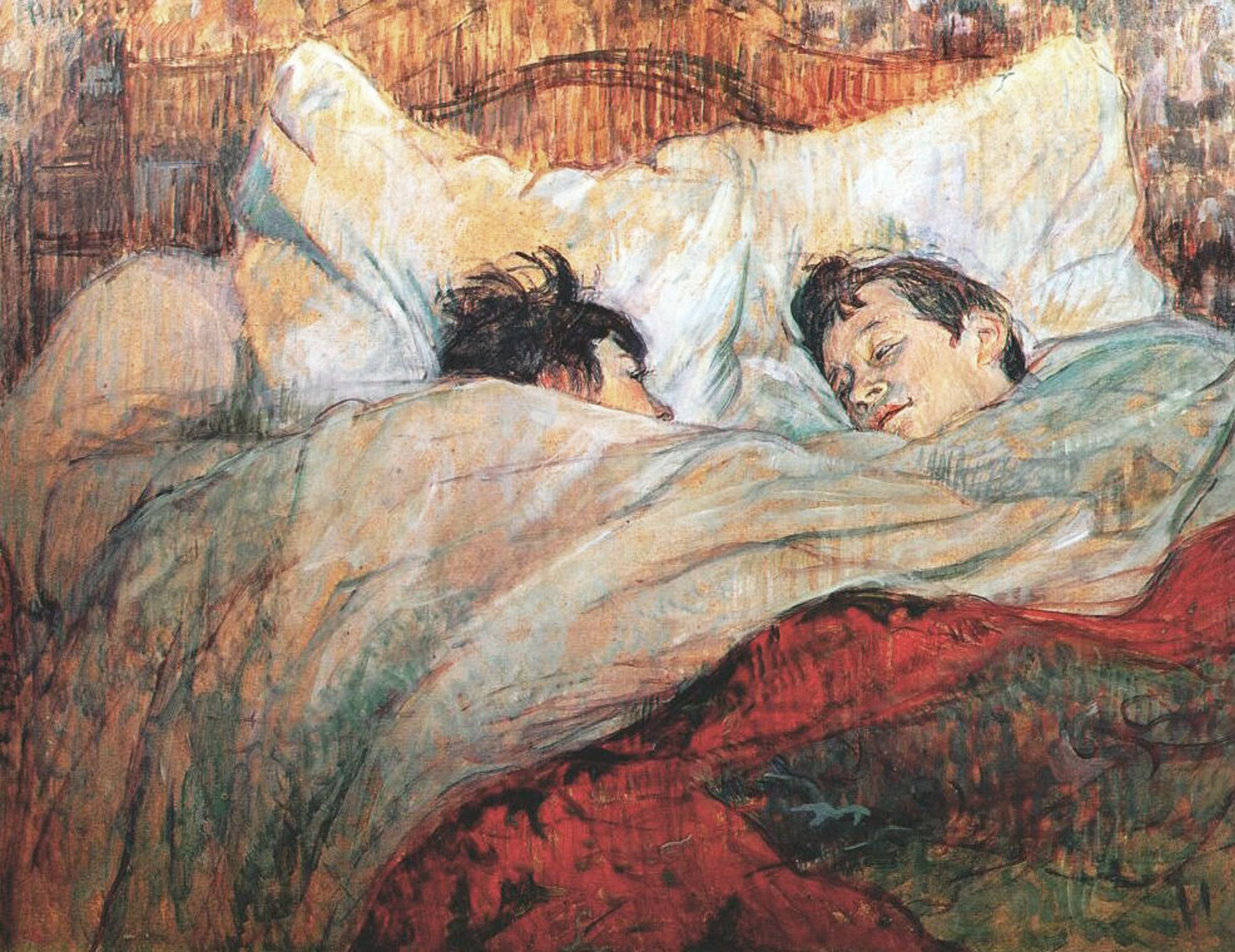
Henri de Toulouse-Lautrec, Le Lit (vers 1892)

- Vincent van Gogh : 24 peintures dont La Chambre de Van Gogh à Arles, L'Italienne, Portrait du docteur Gachet, L'Église d'Auvers-sur-Oise, Portrait de l'Artiste, Portrait d'Eugène Boch, L'Arlésienne[22], La Nuit étoilée, La Méridienne (dit aussi La Sieste), Chaumes de Cordeville, Dans le jardin du docteur Paul Gachet
- Maurice de Vlaminck : 2 peintures dont Restaurant de la Machine à Bougival
- Édouard Vuillard : 75 peintures et 9 pastels dont le triptyque Les Lilas, La meule, L'allée, le triptyque des Jardins publics, La bibliothèque, Jeanne Lanvin, La chapelle du château de Versailles et Au lit
- James McNeill Whistler : 3 peintures dont Arrangement en gris et noir n°1
- Franz Xaver Winterhalter : 1 peinture, Madame Rimsky Korsakov
- Anders Zorn : 2 peintures dont Femme nue se coiffant
- Ignacio Zuloaga : 4 peintures dont Barrès devant Tolède et La naine Doña Mercedes

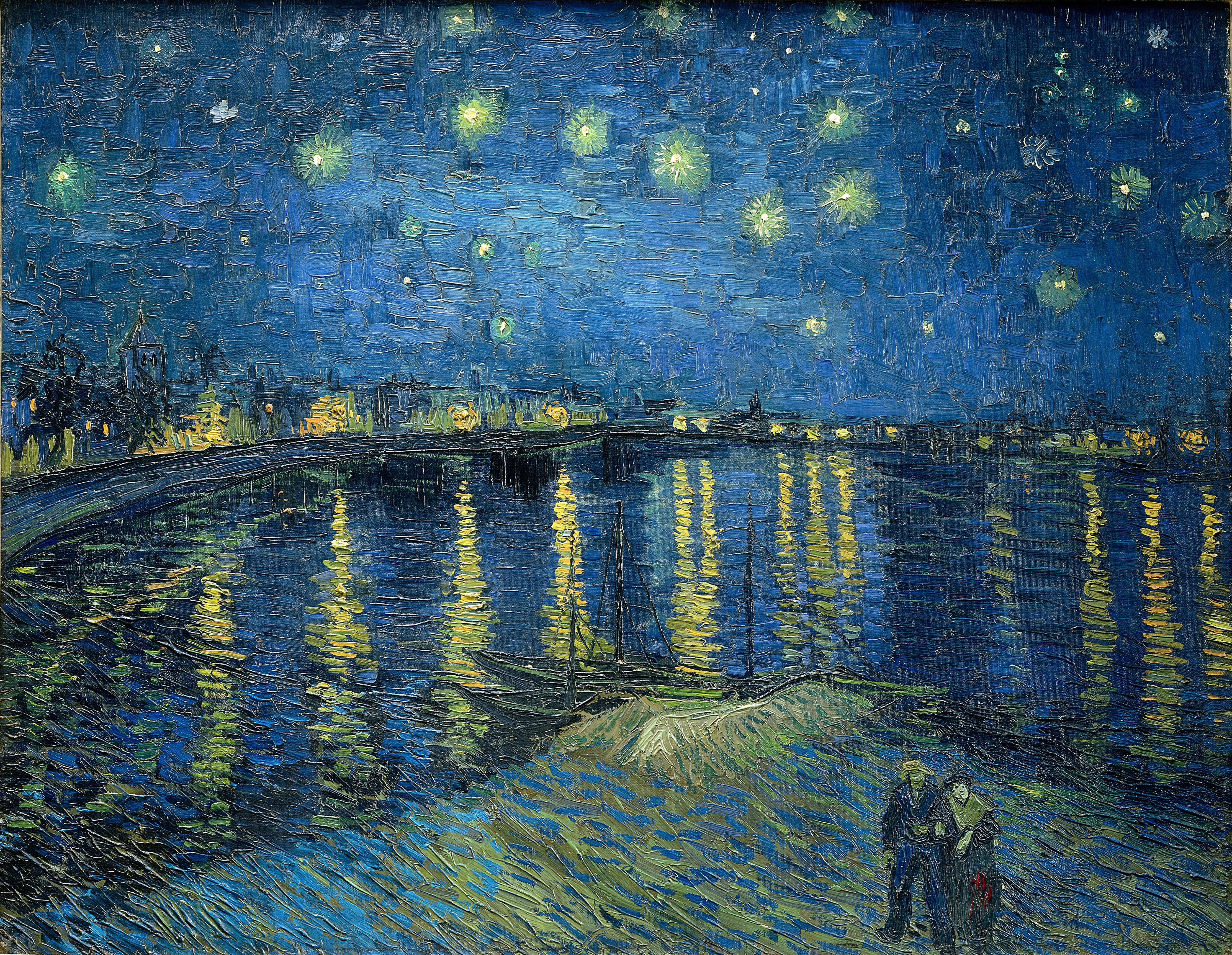
Vincent van Gogh, Nuit étoilée sur le Rhône (1888)
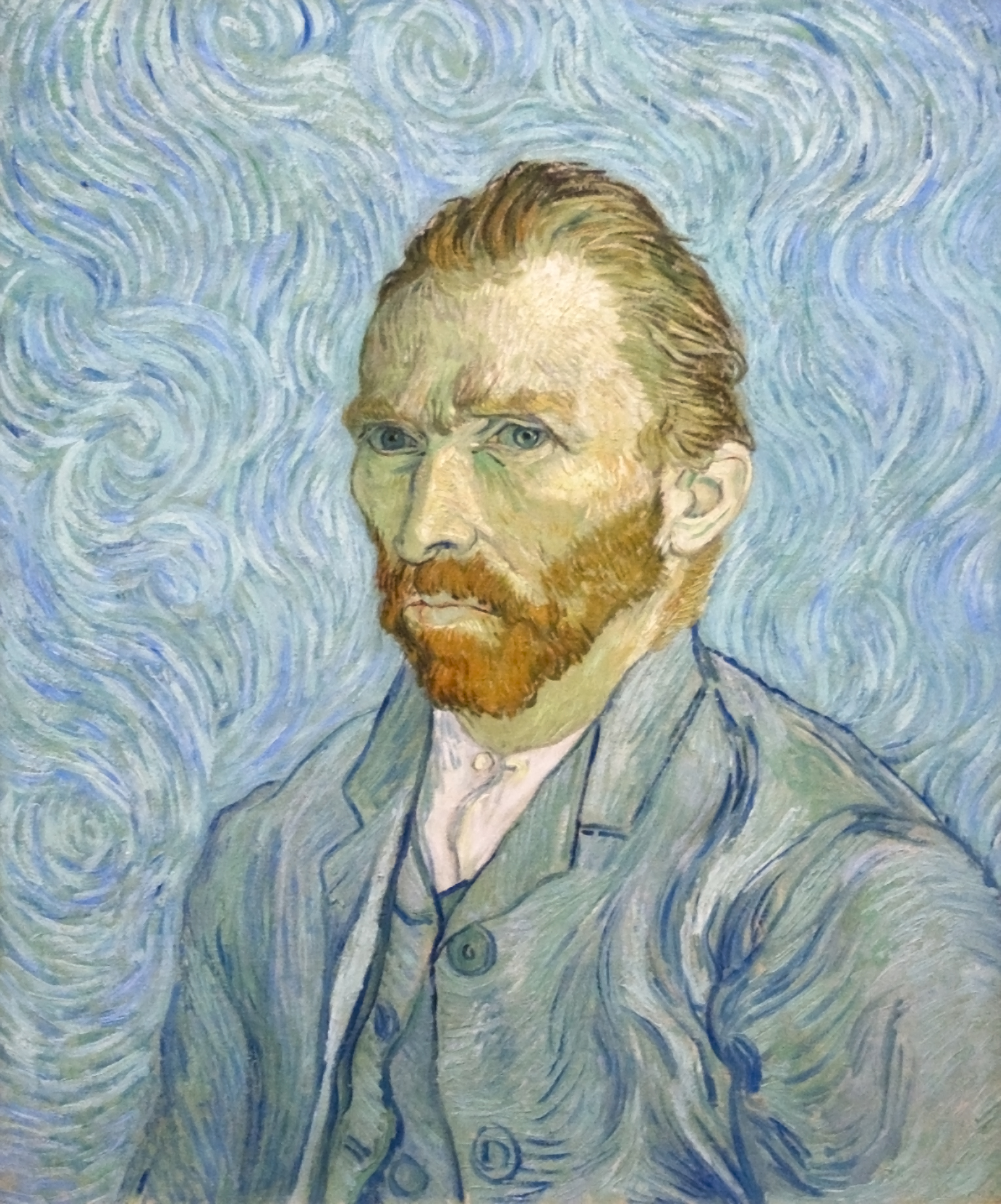
Vincent van Gogh, Autoportrait (1889).
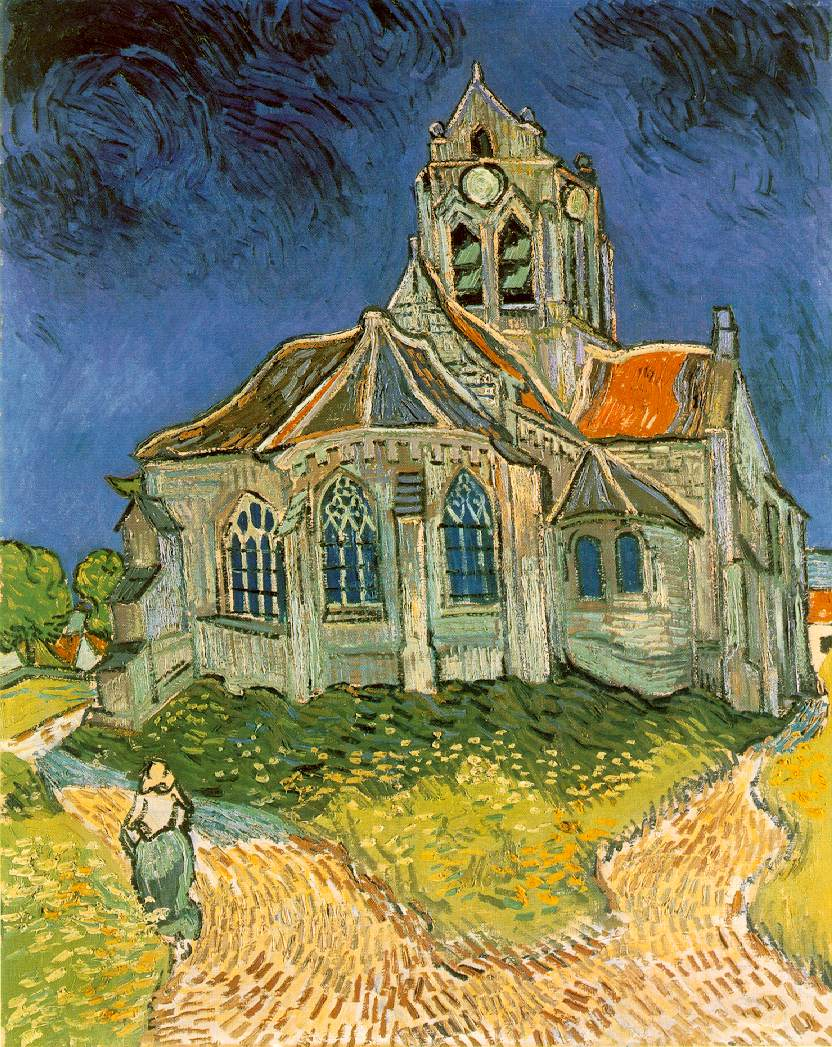
Vincent van Gogh, L'Église d'Auvers-sur-Oise, (1890).

### Sculpture
La collection compte 1 598 sculptures, outre 691 dépôts en France et à l'étranger, et 2 556 médailles.

#### Néoclassicisme
- James Pradier (Genève, 1792-Bougival, 1852)
  - Sapho, 1852, marbre
- Jules Cavelier (Paris, 1814-1894)
  - Pénélope endormie, 1849, marbre
  - Cornélie, mère des Gracques, 1855, marbre
- Eugène Guillaume (Montbard, 1822-Rome, 1905) :
  - Le Faucheur, 1849, bronze
  - Anacréon, 1849/1851, marbre
  - Les Gracques, 1853, bronze
- Jean-Jules Salmson, (Paris, 1823-Coupvray, 1902)
  - La Dévideuse, 1863, bronze
- Gabriel-Jules Thomas (Paris, 1824-1905)
  - Virgile, 1861, marbre
- Ernest-Eugène Hiolle (Paris, 1834-Bois-le-Roi, 1886)
  - Arion assis sur un dauphin, 1870, marbre

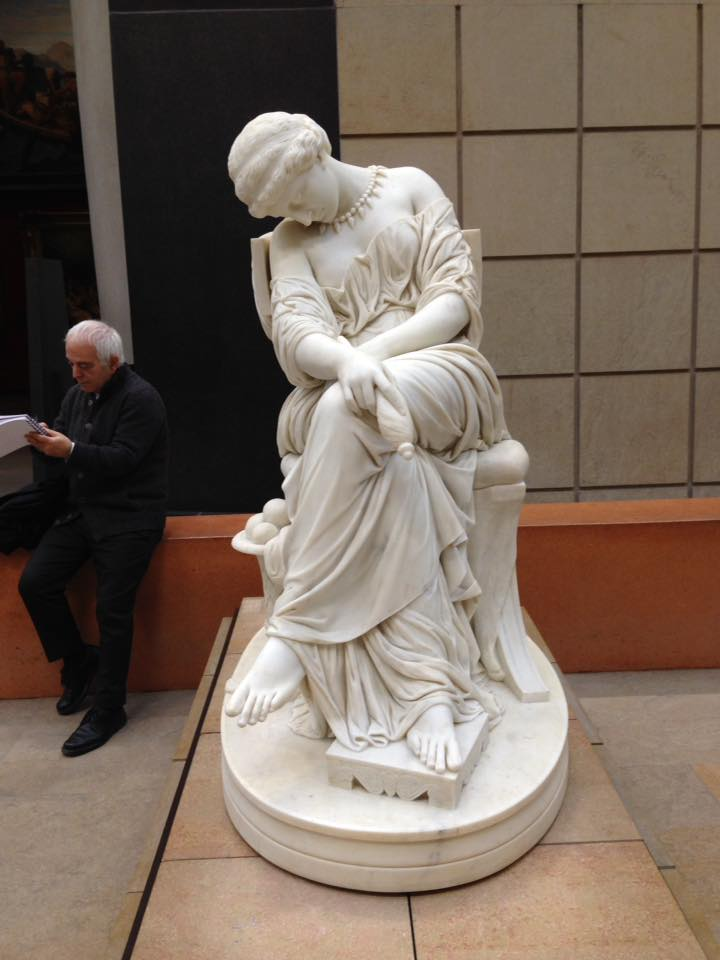
Jules Cavelier, Pénélope endormie, 1849.
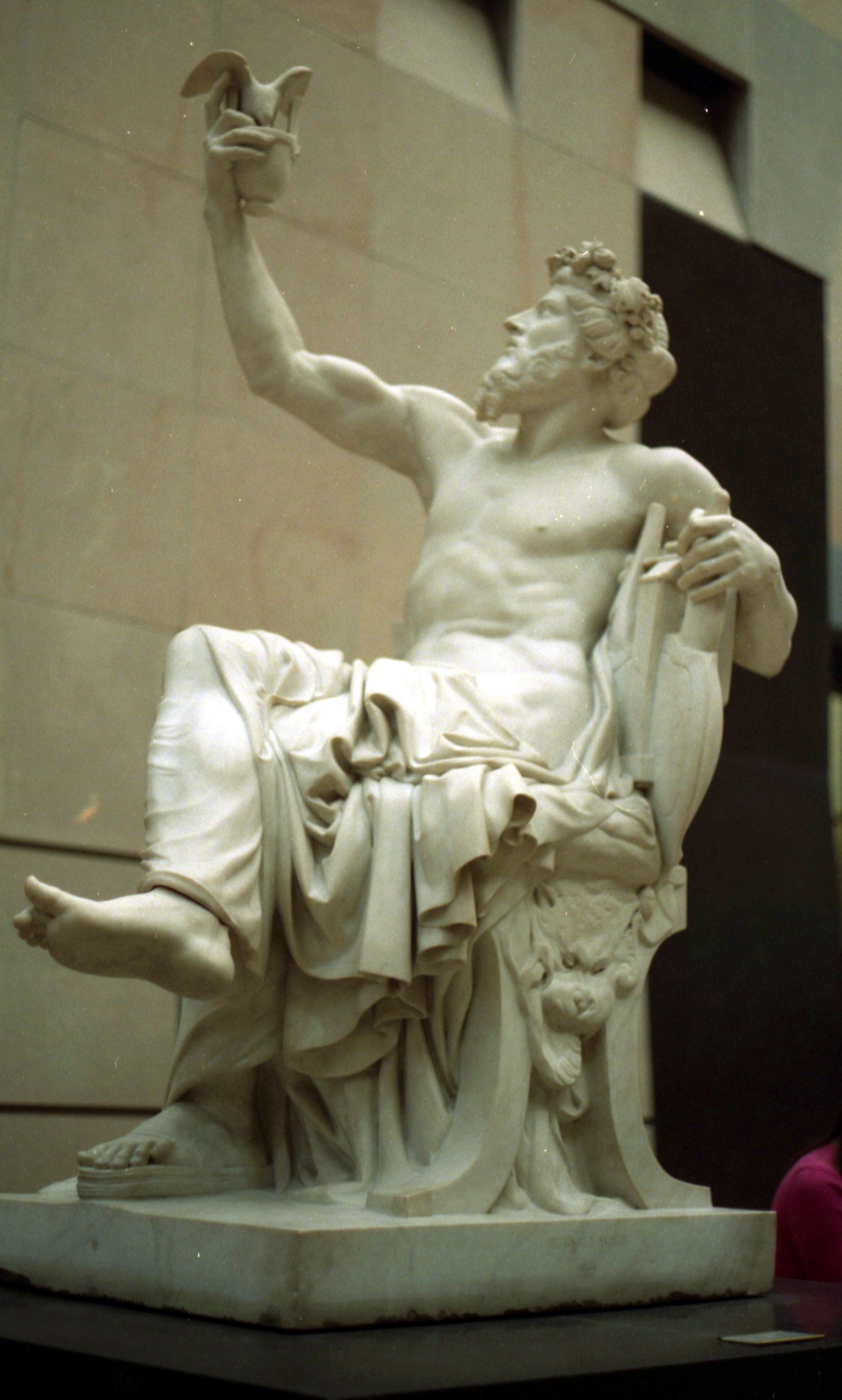
Eugène Guillaume, Anacréon, 1849-1851.
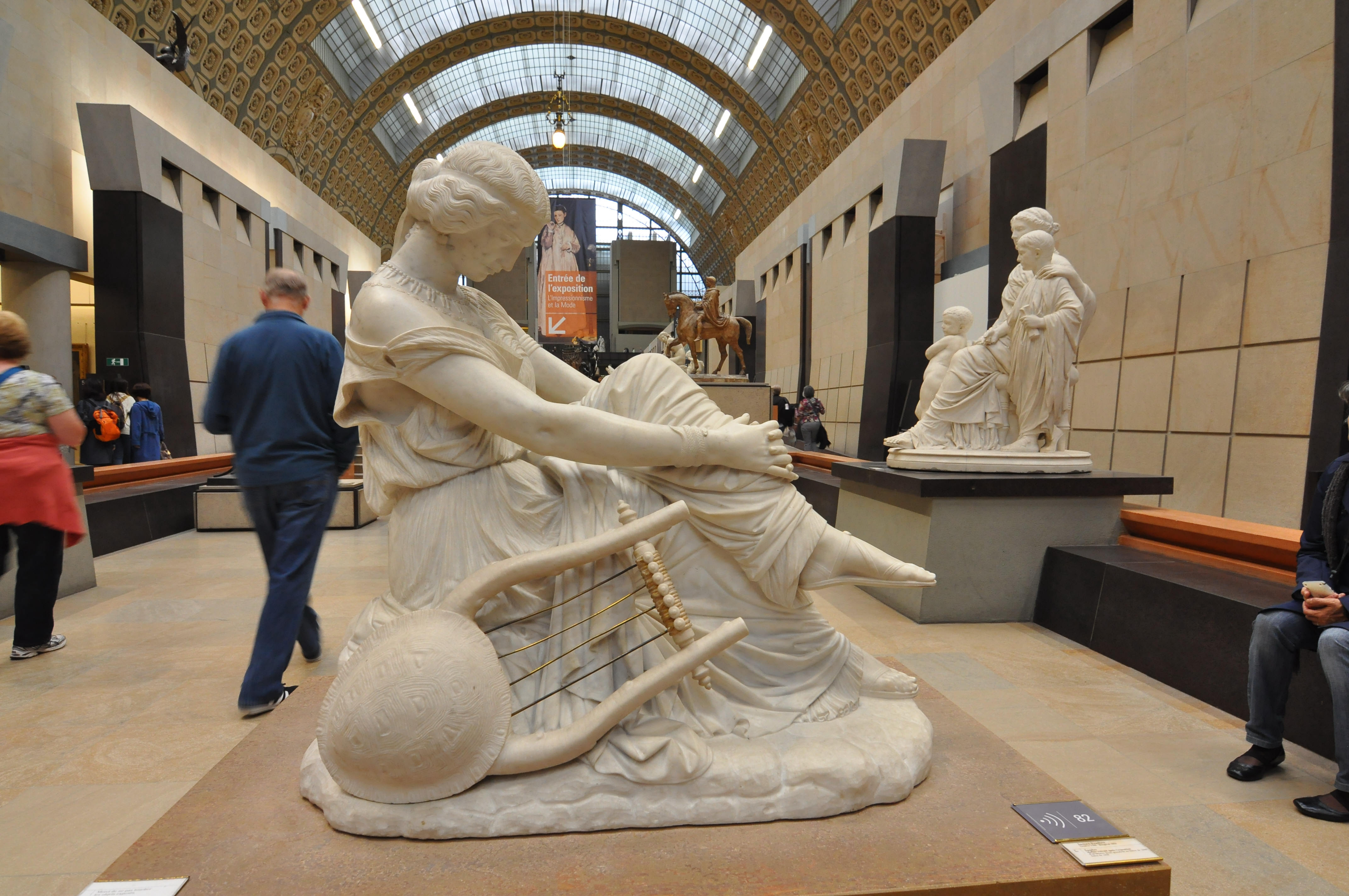
James Pradier, Sapho, 1852.
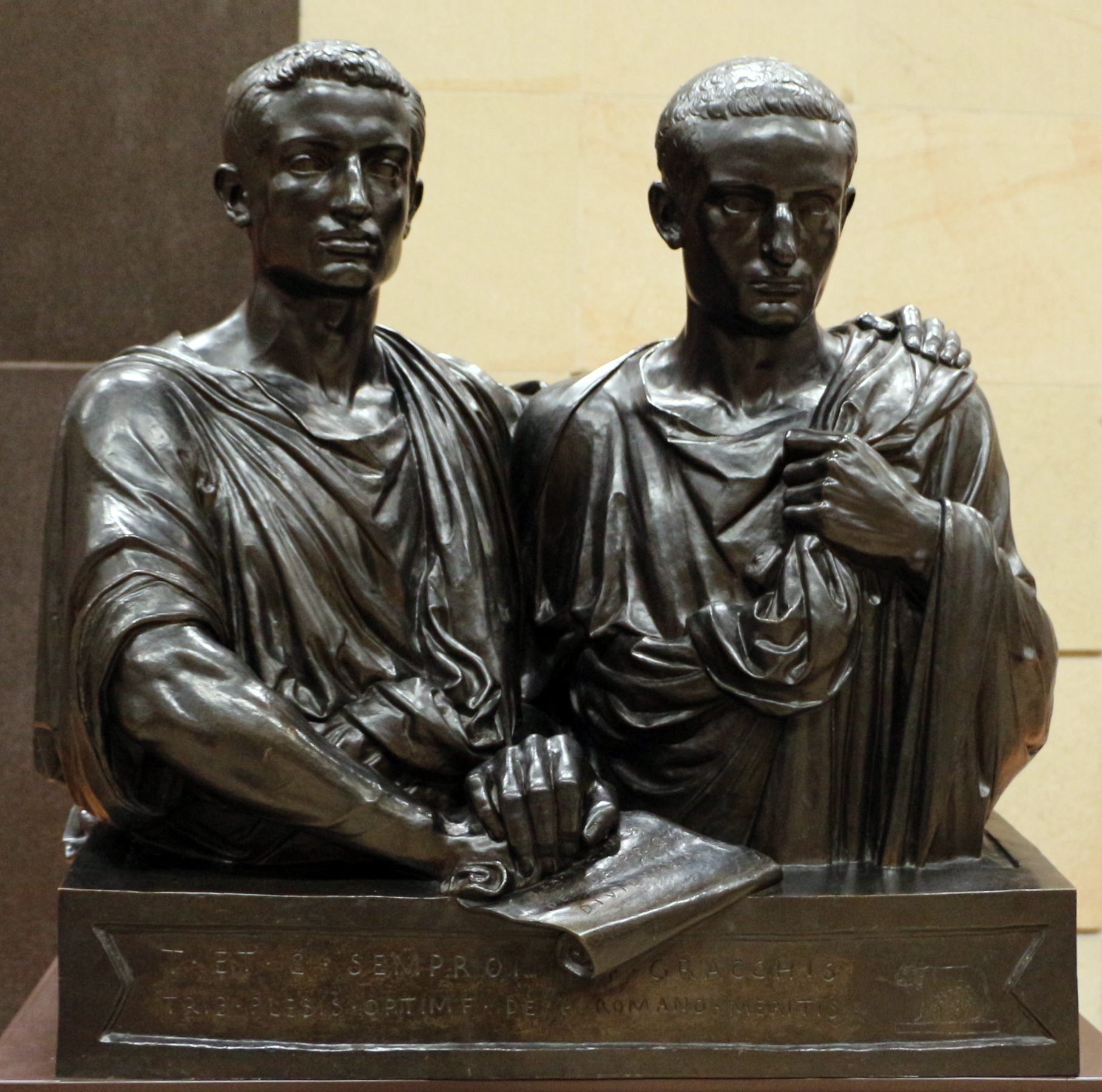
Eugène Guillaume, Les Gracques, 1853.
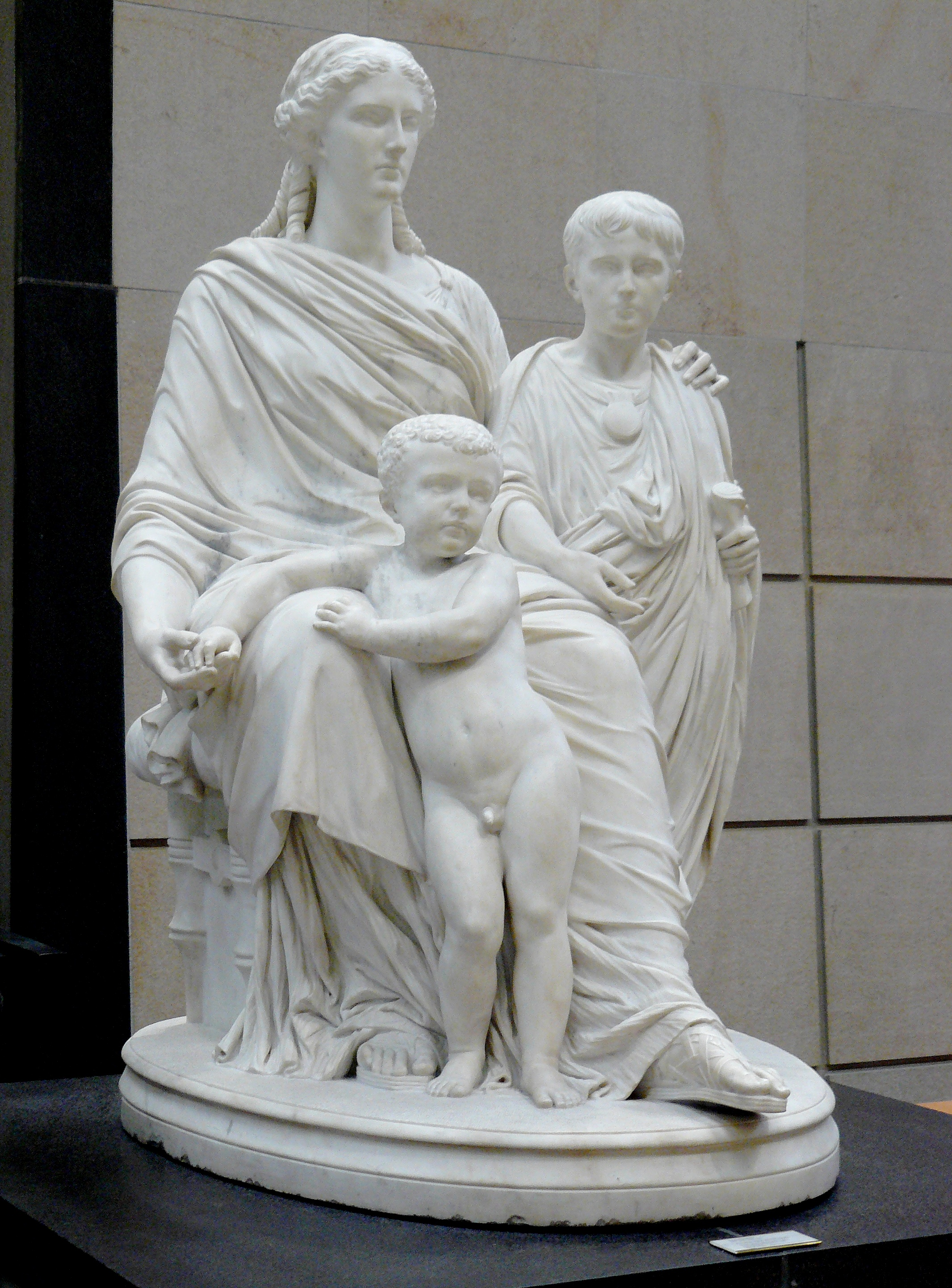
Jules Cavelier, Cornélie, mère des Gracques, 1855.
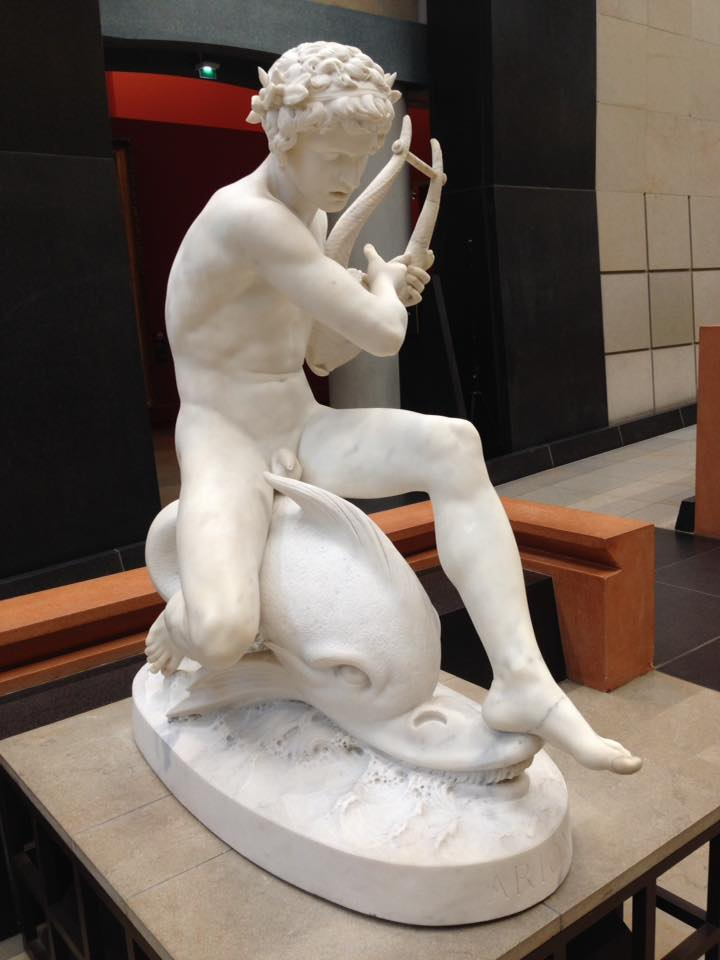
Ernest-Eugène Hiolle, Arion assis sur un dauphin, 1870.

#### Romantisme
- Pierre-Jean David d'Angers (Angers, 1788-Paris, 1856)
  - Goethe, 1829-1831, plâtre
- François Rude (Dijon, 1784-Paris, 1855)
  - Napoléon s'éveillant à l'immortalité, 1845, plâtre
- Auguste Préault (Paris, 1809-1879)
  - Ophélie, 1842, bronze

#### Éclectisme du Second Empire
- Jean-Baptiste Carpeaux (Valenciennes, 1827-Courbevoie, 1875), 117 sculptures dont :
  - Ugolin et ses enfants, 1860, bronze
  - La princesse Mathilde, 1862, marbre
  - Le Prince impérial et son chien Néro, 1865, marbre
  - Les Quatre Parties du monde soutenant la sphère céleste, 1868-1872, plâtre gomme-laqué
  - La Danse, 1869, groupe en pierre de l'Échaillon déposé de l'Opéra Garnier
- Albert-Ernest Carrier-Belleuse (Anisy-le-Château, 1824-Sèvres, 1887)
  - Buste de femme portant un diadème, 1860-1870, terre cuite
  - Hébé endormie, 1869, groupe en marbre
  - Torchère au tambourin et Torchère à la couronne, 1873, plâtre
- Auguste Clésinger (Besançon, 1814-Paris, 1883)
  - Femme piquée par un serpent, 1847, marbre
- Charles Cordier (Cambrai, 1827-Alger, 1905)
  - Nègre du Soudan, 1857, onyx, bronze et porphyre
  - Capresse des colonies, 1861, onyx, bronze et marbre rose
  - Chinois et Chinoise, 1853, bronze doré et émaux
- Eugène Delaplanche (Belleville, 1839-Paris, 1891)
  - Ève avant le péché, 1869, marbre
  - L'Afrique de la série des six continents, 1878, fonte, parvis du musée
- Gustave Doré (Strasbourg, 1832-Paris, 1883)
  - Joyeuseté, 1881, bronze
  - La Parque et l'Amour, 1877, plâtre patiné
- Paul Dubois (Nogent-sur-Seine, 1829-Paris, 1905)
  - Chanteur florentin, 1865, bronze argenté
- Alexandre Falguière (Toulouse, 1831-Paris, 1900)
  - Le Vainqueur au combat de coq, 1864, bronze
  - Tarcisius, 1868, marbre
- Antonin Mercié (Toulouse, 1845-Paris, 1916)
  - David, 1871, bronze
- Jean-Baptiste Baujault (La Crèche près de Breloux, 1828-1899)
  - Jeune Gaulois ou Au Gui l’an neuf, 1870-1875, marbre, gui et serpe en bronze disparus
- Augustin-Jean Moreau-Vauthier (Paris, 1831-1893)
  - Bacchante couchée, 1892, marbre
- Hippolyte Moulin (Paris, 1832-Charenton, 1884)
  - Une trouvaille à Pompéi, 1863, bronze
- Jean-Joseph Perraud (Monay, 1819-Paris, 1876)
  - Le Désespoir, 1869, marbre
- Alexandre Schoenewerk (Paris, 1820-1885)
  - La Jeune Tarentine, 1871, marbre
  - Europe de la série des six continents, 1878, fonte, parvis du musée

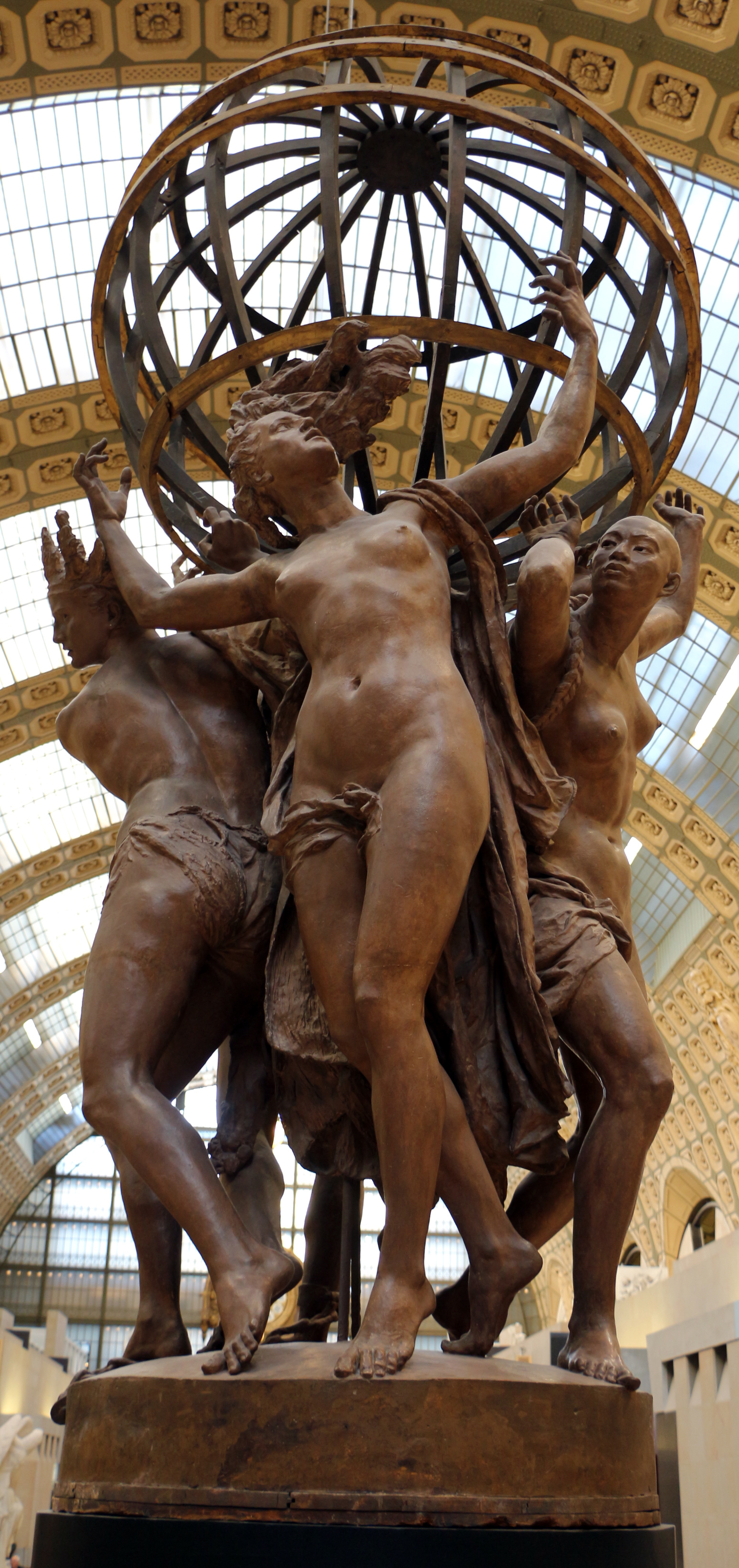
Les Quatre Parties du monde soutenant la sphère céleste, Jean-Baptiste Carpeaux, 1868-1872.
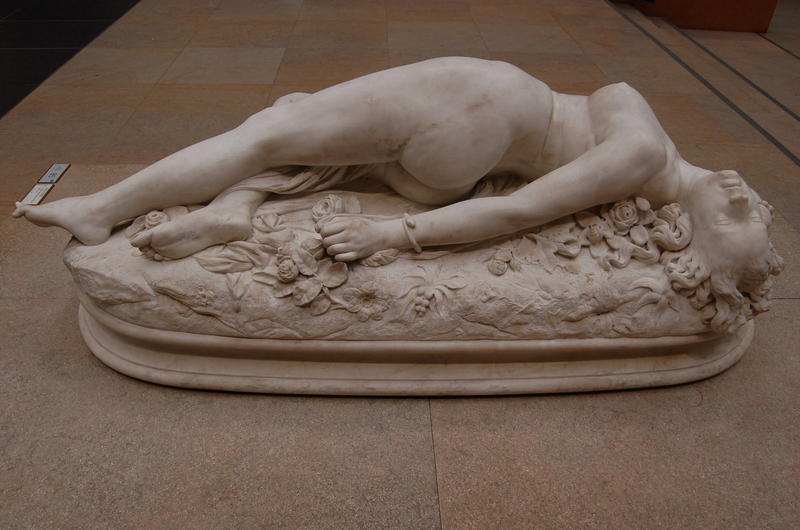
Auguste Clésinger, Femme piquée par un serpent, 1847.
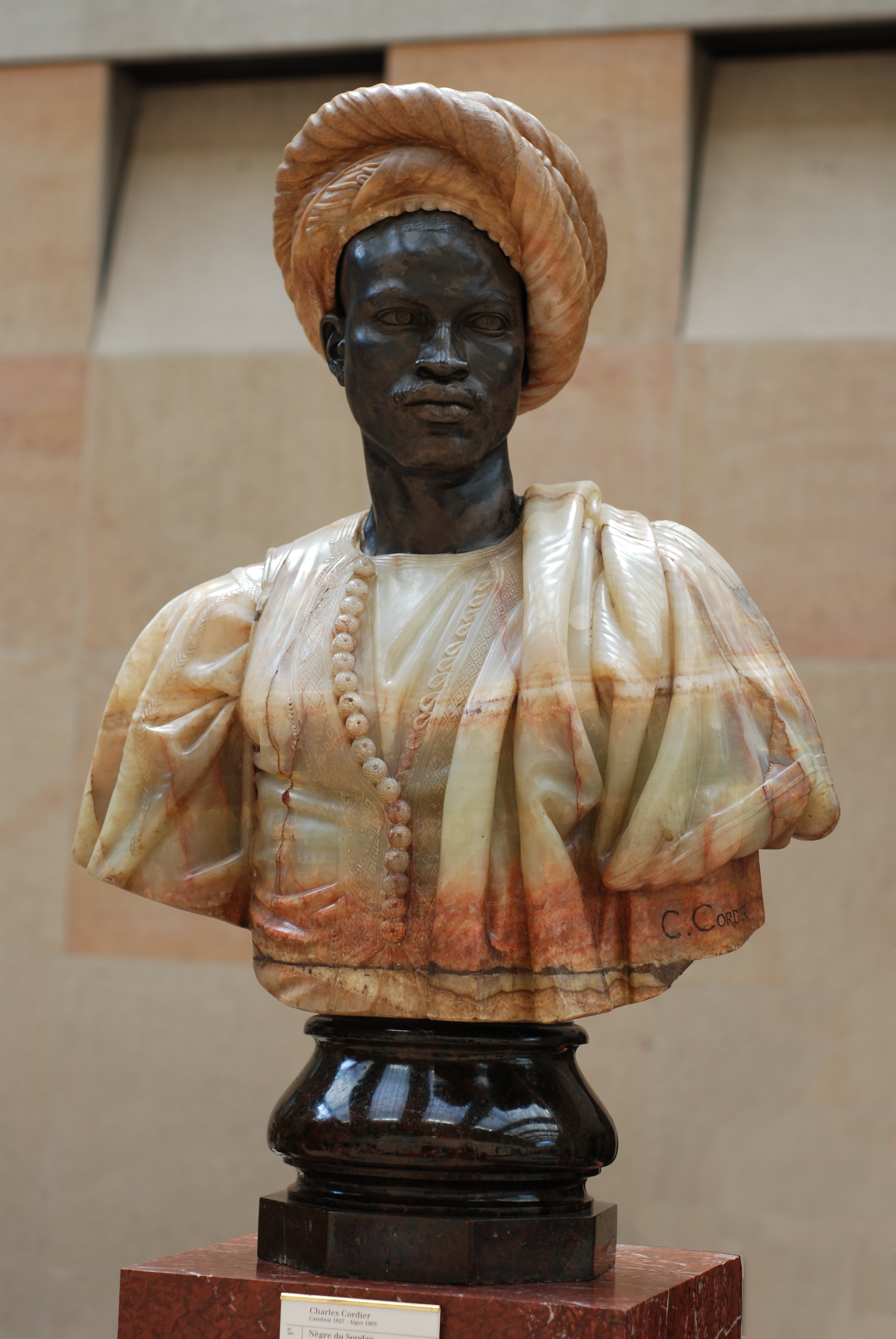
Charles Cordier, Nègre du Soudan, 1857.
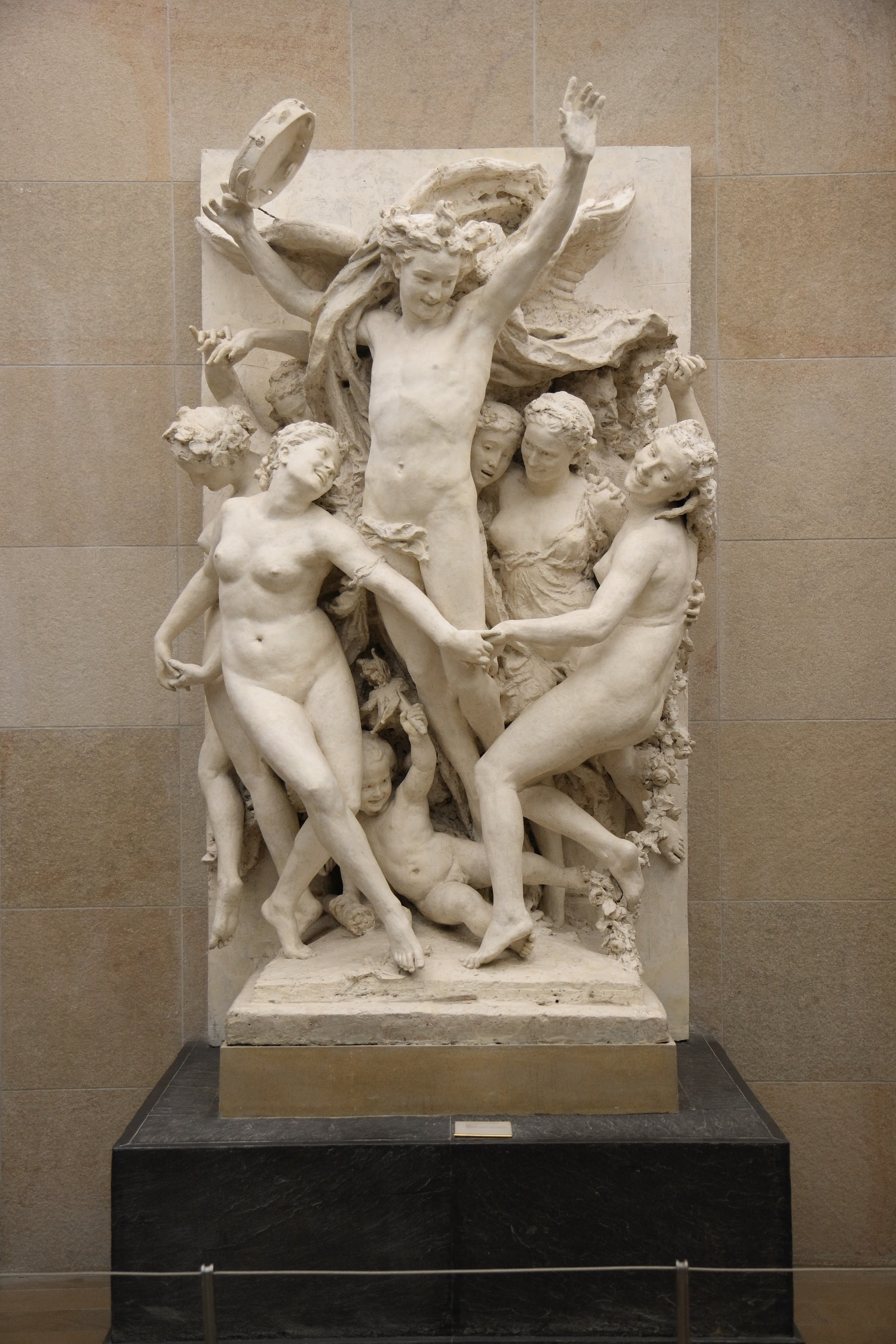
Jean-Baptiste Carpeaux, La Danse, 1869.
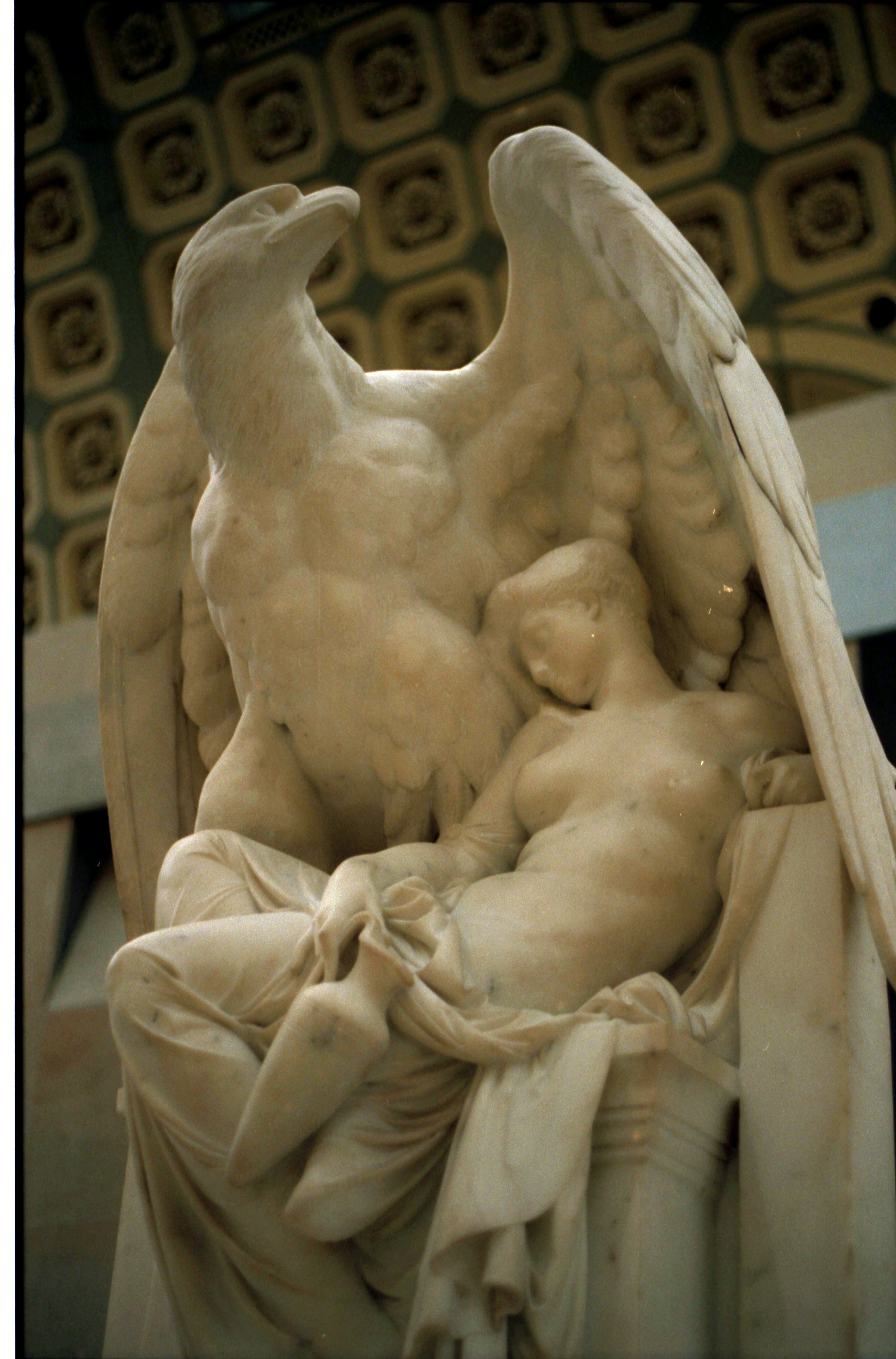
Albert-Ernest Carrier-Belleuse, Hébé endormie, 1869.
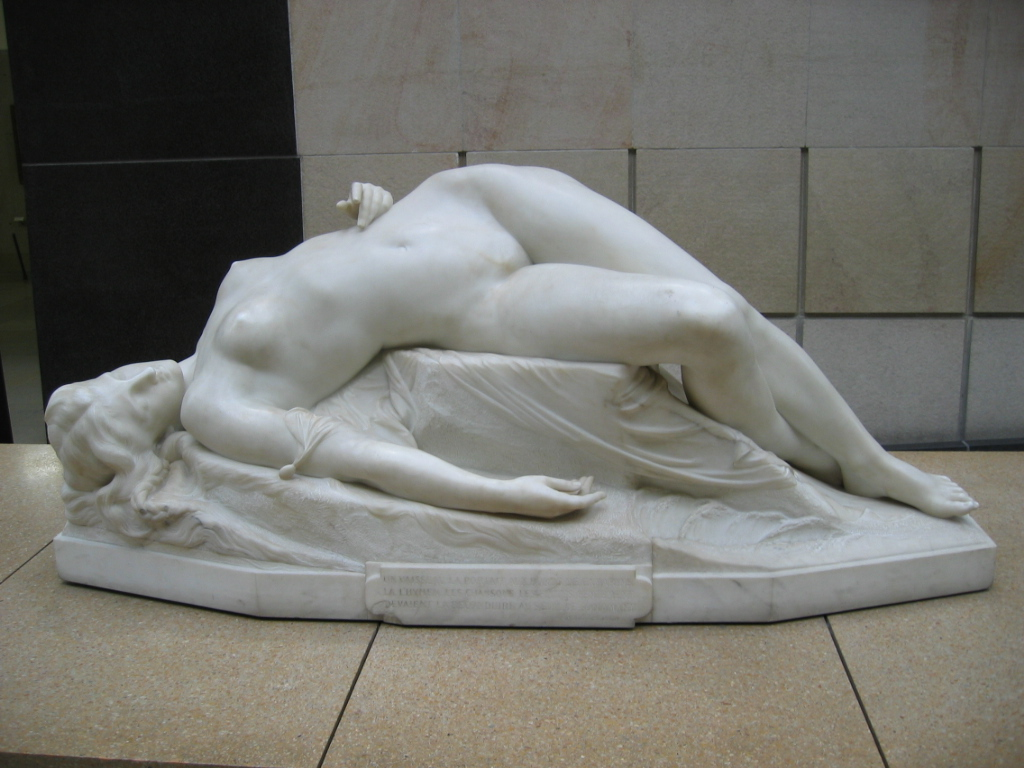
Alexandre Schoenewerk, La Jeune Tarentine, 1871.
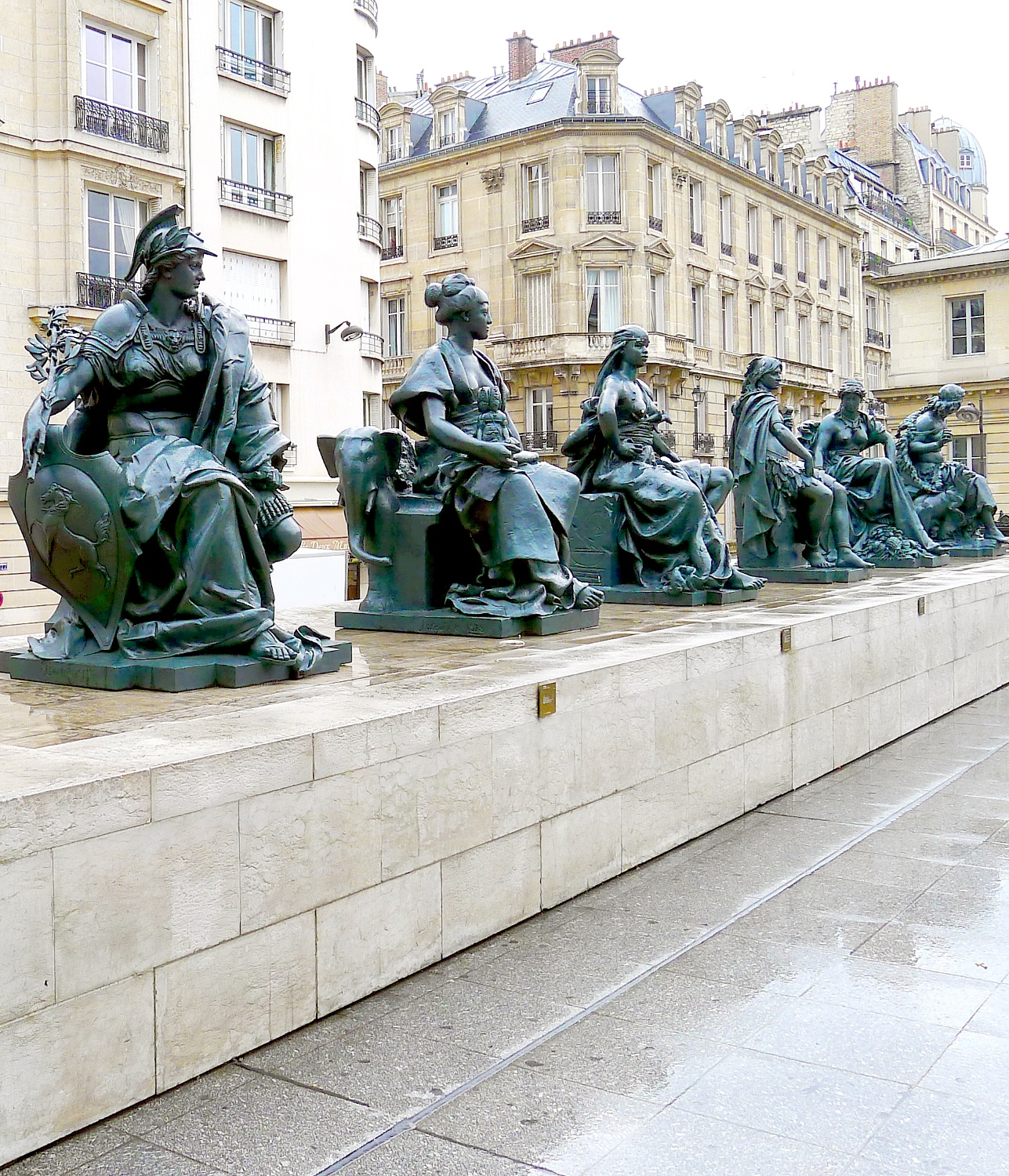
Les six continents, 1878, parvis du musée.

#### Éclectisme de laIIIeRépublique
- Jean-Paul Aubé (Longwy, 1837-Cap Breton, 1916)
  - Dante Alighieri, 1879, bronze
- Théophile Barrau (Carcassonne, 1848-Paris, 1913)
  - Suzanne, 1895, marbre
- Louis-Ernest Barrias (Paris, 1841-1905)
  - Buste de Georges Clairin, peintre, 1875, terre cuite
  - Les Nubiens (Les chasseurs d'alligators), 1894, haut-relief en plâtre
  - La Nature se dévoilant à la Science, 1899, marbre, onyx, granit, malachite, lapis-lazuli
- Frédéric Auguste Bartholdi (Colmar, 1834-Paris, 1904)
  - Statue de la Liberté, 1889, bronze
  - Lion de Belfort, 1900, bas-relief en bronze
- Jules Coutan (Paris, 1848-1939)
  - Les Chasseurs d’aigles, 1900, plâtre
- Alexandre Falguière (Toulouse, 1831-Paris, 1900)
  - Asie de la série des six continents, 1878, fonte, parvis du musée
  - Danseuse, Cléo de Mérode, vers 1896, plâtre moulé sur nature
- Emmanuel Frémiet (Paris, 1824-1910)
  - Jeune Éléphant pris au piège, 1878, fonte, parvis du musée
  - Saint Michel terrassant le dragon, 1897, agrandissement en cuivre martelé
- Jean-Léon Gérôme (Vesoul, 1824-Paris, 1904)
  - Gérôme exécutant « Les Gladiateurs », 1878-1909, bronze
  - Tanagra, 1890, marbre polychrome
  - Buste de Sarah Bernhardt, vers 1895, marbre teinté
  - Corinthe, avant 1903, plâtre polychrome, cire, métal
- Alfred Gilbert (Londres, 1854-Londres, 1934)
  - Saint Georges, 1901–1910, bronze et ivoire
- Jean-Baptiste Hugues (Marseille, 1849-Paris, 1930)
  - Œdipe à Colone, 1885, marbre
  - La Muse de la source, 1900, fonte, marbre, bronze
  - Buste de Mlle Rateau, 1915-1930, plâtre patiné
  - La Vigne, sans date, terre-cuite
- Denys Puech (Gavernac, 1854-Rodez, 1942)
  - Sirène, 1889, marbre
  - L’Aurore, 1900, marbres blanc et rose
- René de Saint-Marceaux (Reims, 1845-Paris, 1915)
  - Génie gardant le secret de la tombe, 1879, marbre

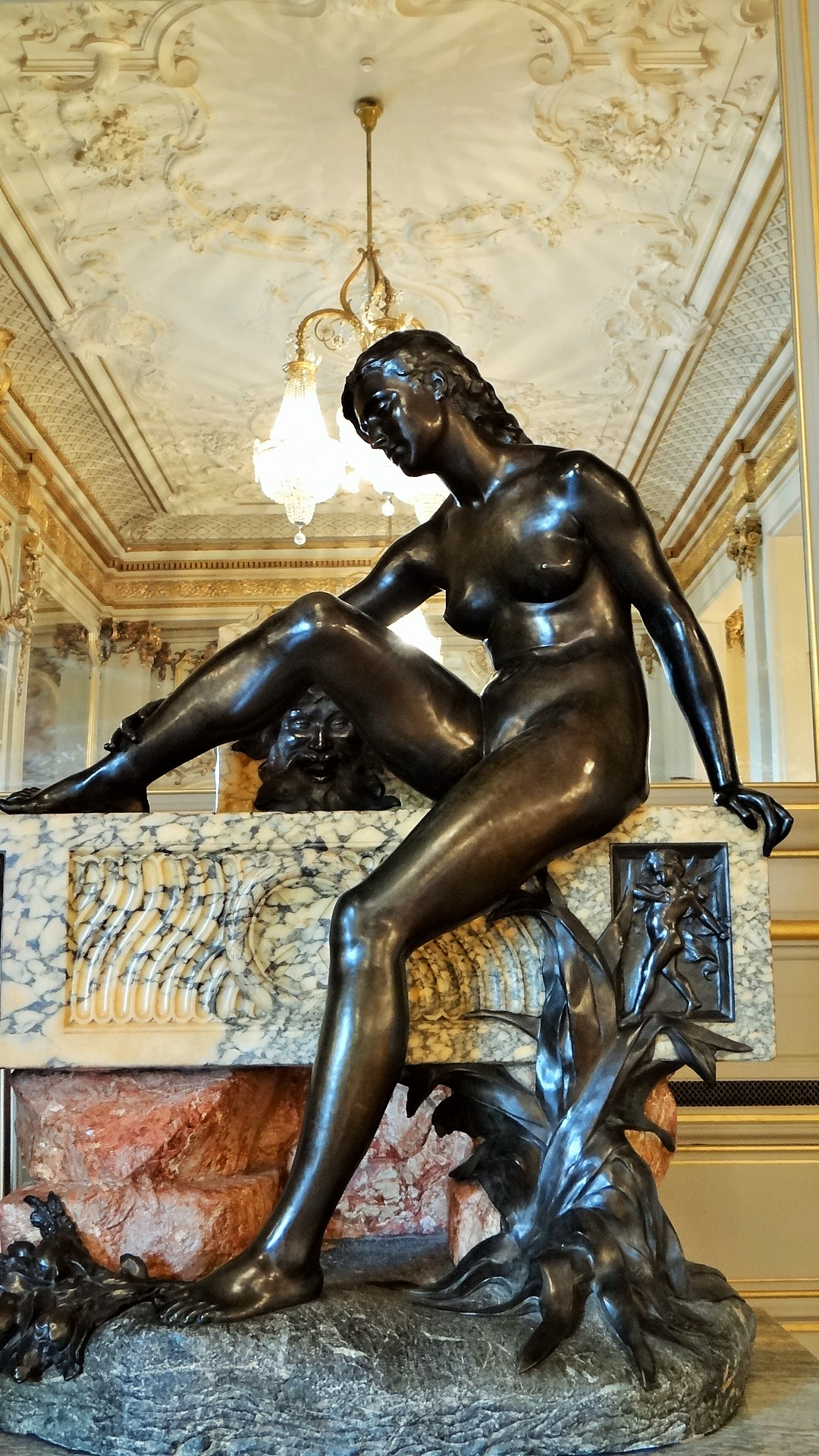
Jean-Baptiste Hugues, Muse à la Source, 1900.
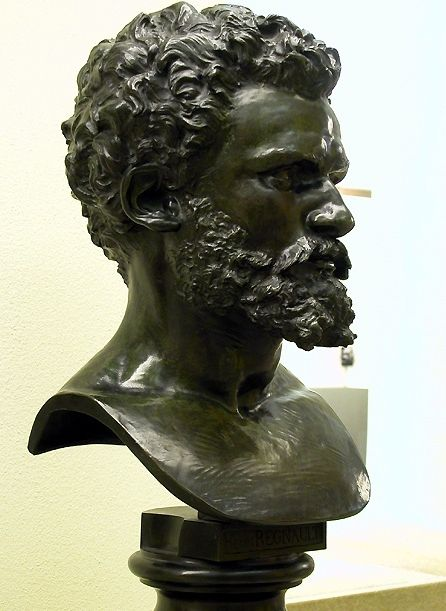
Louis-Ernest Barrias, buste d'Henri Regnault, 1871.
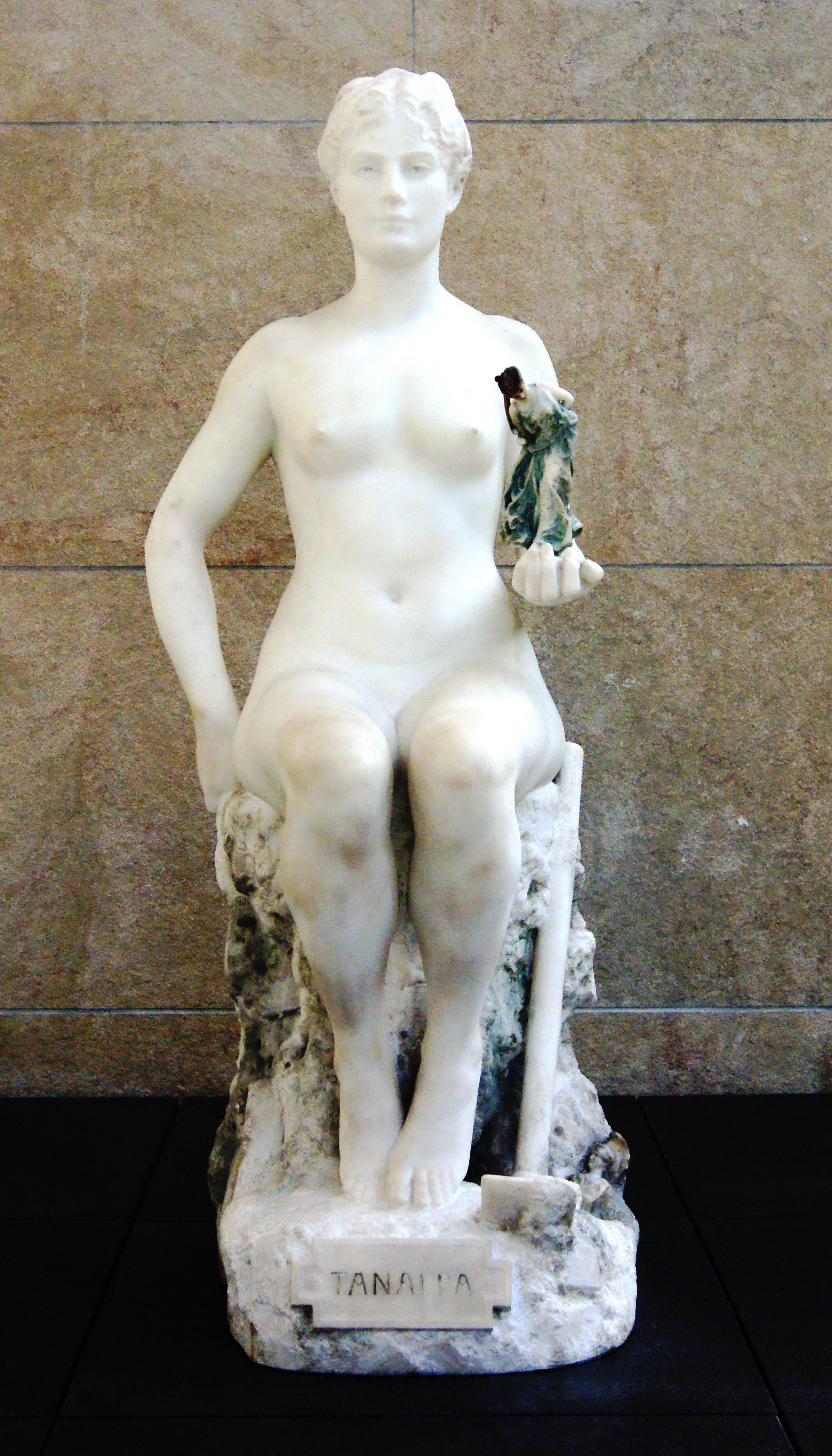
Jean-Léon Gérôme, Tanagra, 1890.
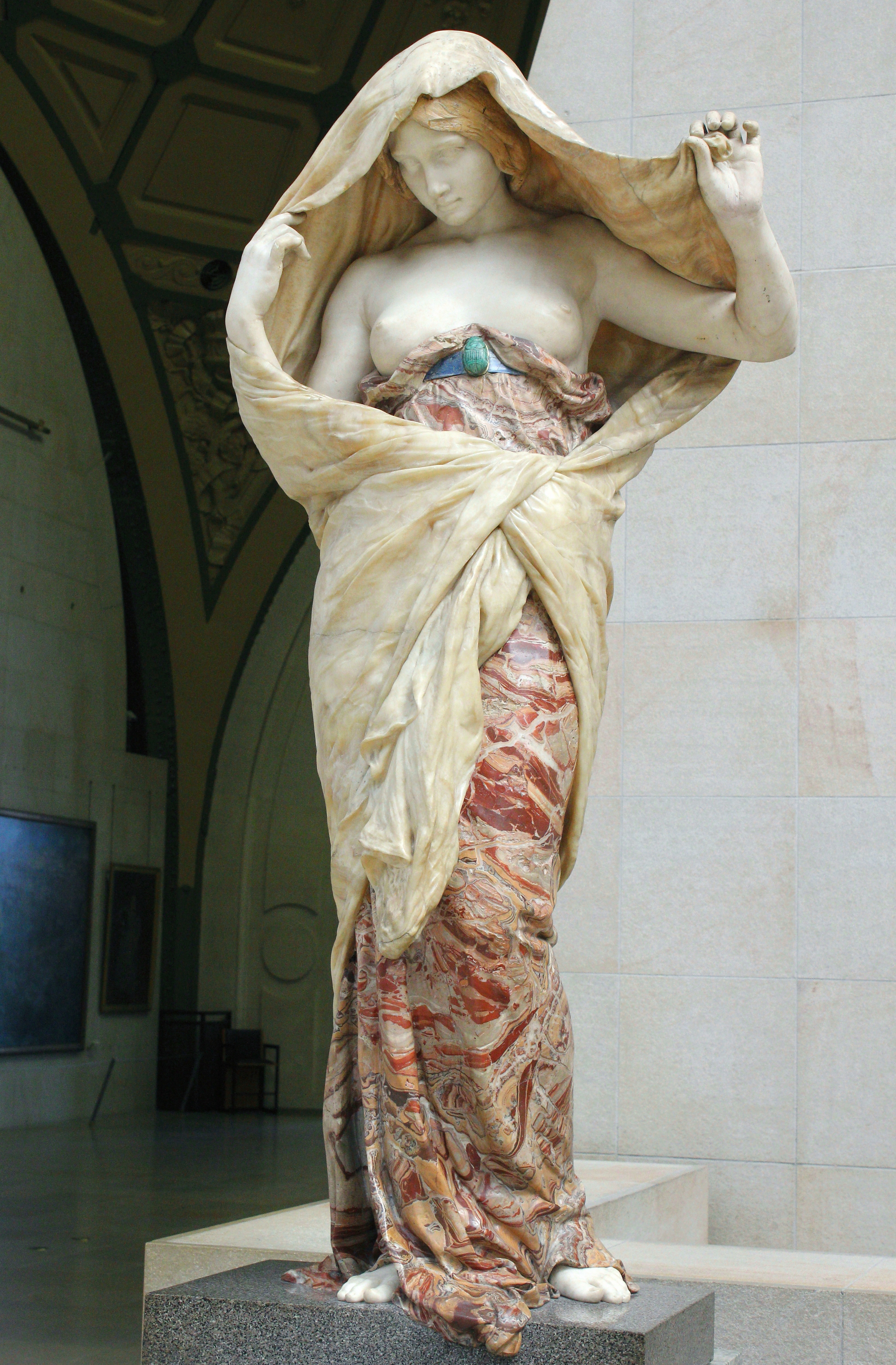
Louis-Ernest Barrias, La Nature se dévoilant à la Science, 1899.
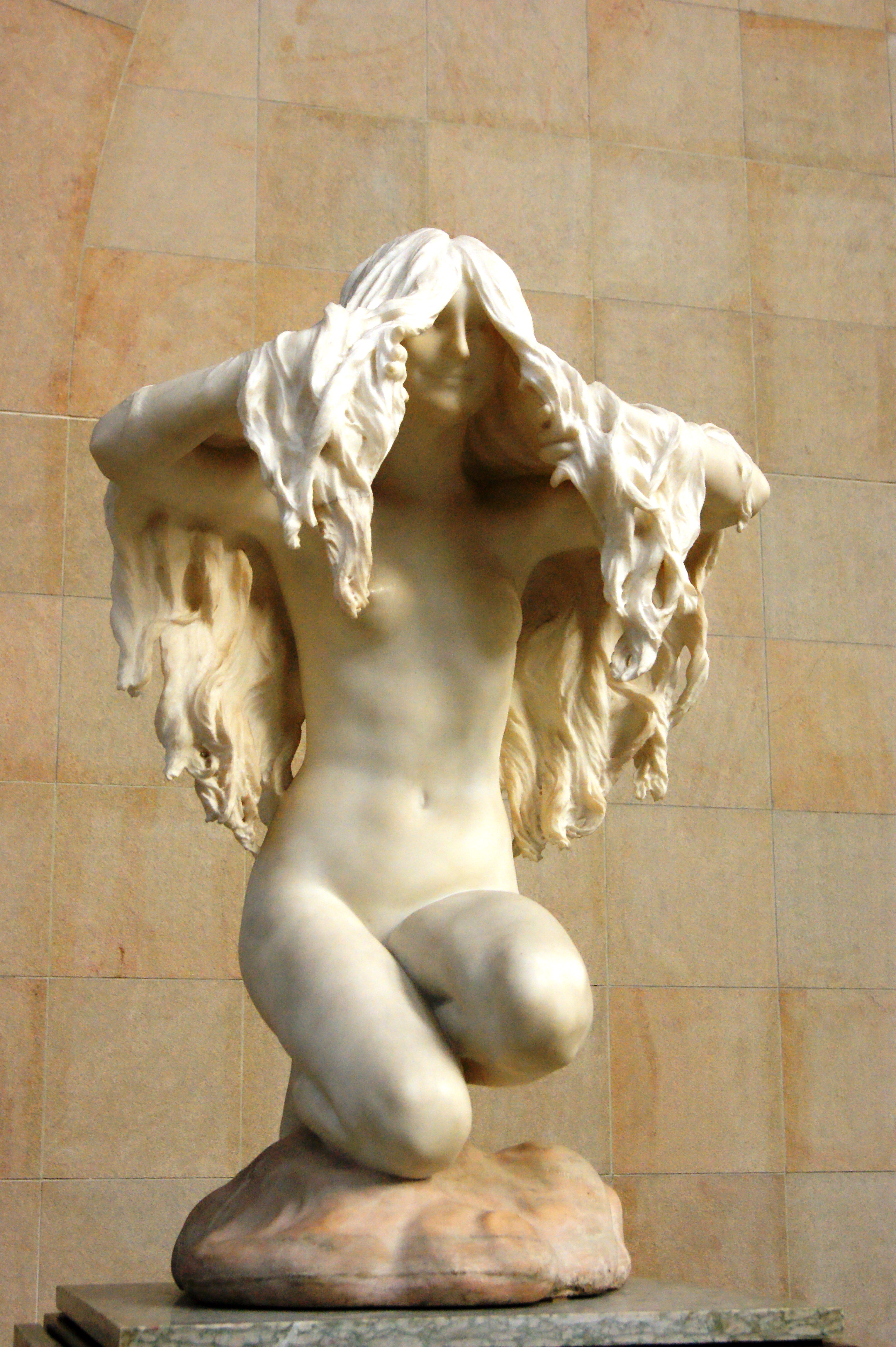
Denys Puech, Aurore.

#### Réalisme et vérisme
- Honoré Daumier (Marseille, 1808-Valmondois, 1879)
  - Célébrités du Juste Milieu, vers 1832, 36 bustes caricatures en terre crue coloriée
  - Ratapoil, vers 1851, bronze
- Jules Dalou (Paris, 1838-1902), 91 sculptures dont :
  - Le Forgeron, 1886, étude, plâtre patiné
  - La République, 1879, esquisse en terre cuite
  - Le Grand Paysan, 1904, bronze
- Vincenzo Gemito (Naples, 1852-1929)
  - Meissonier, 1878-1879, buste en cire
  - Porteur d'eau, 1881, bronze
- Giacomo Ginotti (Cravagliana, 1845–Turin, 1897)
  - La Pétroleuse vaincue, 1887, bronze
- Ernest Meissonier (Lyon, 1815-Paris, 1891)
  - Le Voyageur, 1878-1890, cire, tissu, cuir et bois
  - Muse dansant, 1893, bronze
- Constantin Meunier (Etterbeek, 1831-Ixelles, 1905)
  - L'Industrie, 1892-1896, relief en bronze
  - La Moisson, 1895, relief en bronze
- Henri Bouchard (Dijon, 1875-Paris, 1960)
  - Le Débardeur, 1905, bronze
- Bernhard Hoetger (Hörde, 1874-Beatenburg, 1949)
  - La Machine humaine, 1902, bronze
- Herbert Ward (Londres, 1863-Neuilly-sur-Seine, 1919)
  - Femme d'Afrique centrale, 1902, bronze

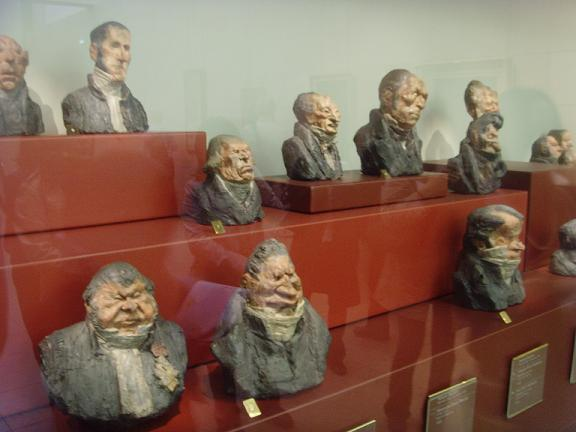
Honoré Daumier, bustes charge des Célébrités du Juste Milieu, vers 1832.
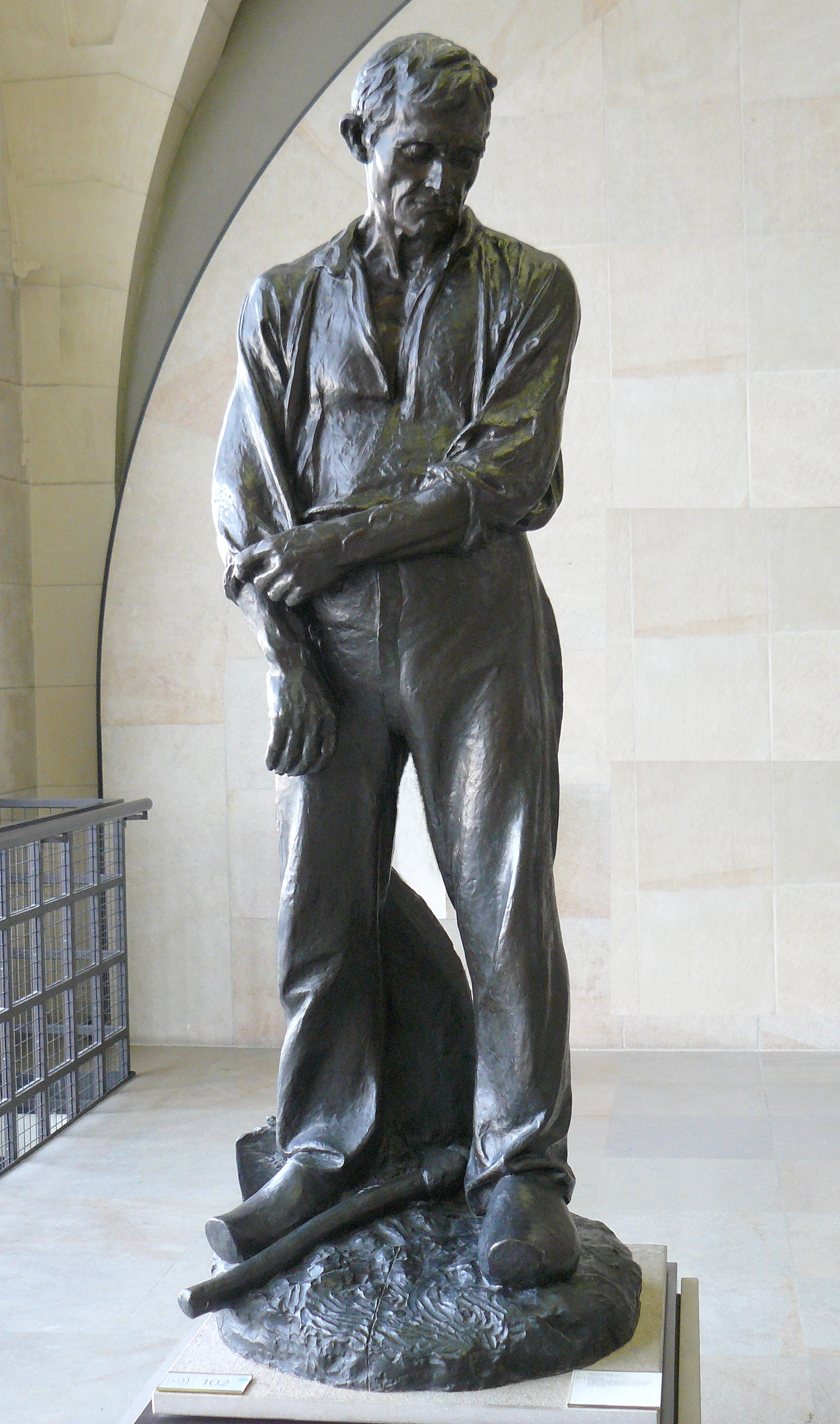
Jules Dalou, Le Grand paysan, 1904.

#### Impressionnisme et Auguste Rodin
- Edgar Degas (Paris, 1834-1917), 76 sculptures dont :
  - La Petite Danseuse de quatorze ans, 1921-1931 d’après l’original de 1881, bronze, tulle, satin
  - Danseuse regardant la plante de son pied droit, 1921-1931, bronze
  - Danseuse, grande arabesque, troisième temps, 1921-1931, bronze
  - Femme assise dans un fauteuil s'essuyant l'aisselle gauche, 1921-1931, bronze
  - Jockey, 1921-1931, bronze
  - Cueillette des pommes, 1921-1931, bas-relief en bronze
  - Le Tub, 1921-1931, bronze
- Auguste Renoir (Limoges, 1841-Cagnes-sur-Mer, 1919) et Richard Guino (Gérone, 1890-Antony, 1973), 8 sculptures et objet d'art dont :
  - Venus Vitrix, 1914-1916, plâtre patiné gomme-laqué
  - Jugement de Pâris, 1914, plâtre
  - Madame Renoir, 1916, mortier polychrome
  - Eau, 1916, bronze
  - Feu, après 1916, bronze
- Auguste Rodin (Paris, 1840-Meudon, 1917), 26 sculptures dont :
  - L'Hiver, 1890, marbre
  - Buste de Madame Vicuna, 1917, bronze
  - Buste de Jules Dalou, 1917, bronze
  - L'Âge d'airain, 1877, bronze
  - Buste de Jean-Paul Laurens, 1917, bronze
  - La Pensée (portrait de Camille Claudel), 1886-1889, marbre
  - Fugit amor, circa 1881, petit groupe en bronze
  - Monument à Balzac, 1898, modèle en plâtre
  - Saint Jean-Baptiste, 1878, bronze
  - l'homme qui marche, 1905, bronze
  - La Porte de l'Enfer, 1880-1917, Haut-relief en plâtre
- Camille Claudel (Fère-en-Tardenois, 1864-Avignon, 1943)
  - L'Âge mûr, vers 1902, bronze
  - Torse de Clotho, vers 1893, plâtre
  - Tête de vieille femme, étude pour L'Âge mûr, vers 1890, plâtre
  - Étude II pour Sakountala, vers 1886, terre cuite
- Medardo Rosso (Turin 1858-Milan, 1928)
  - Aetas Aurea, 1886, bronze
  - Ecce puer, 1906, bronze
- Anders Zorn (Mora, 1860-1920)
  - Figure pour une fontaine II, 1910, bronze

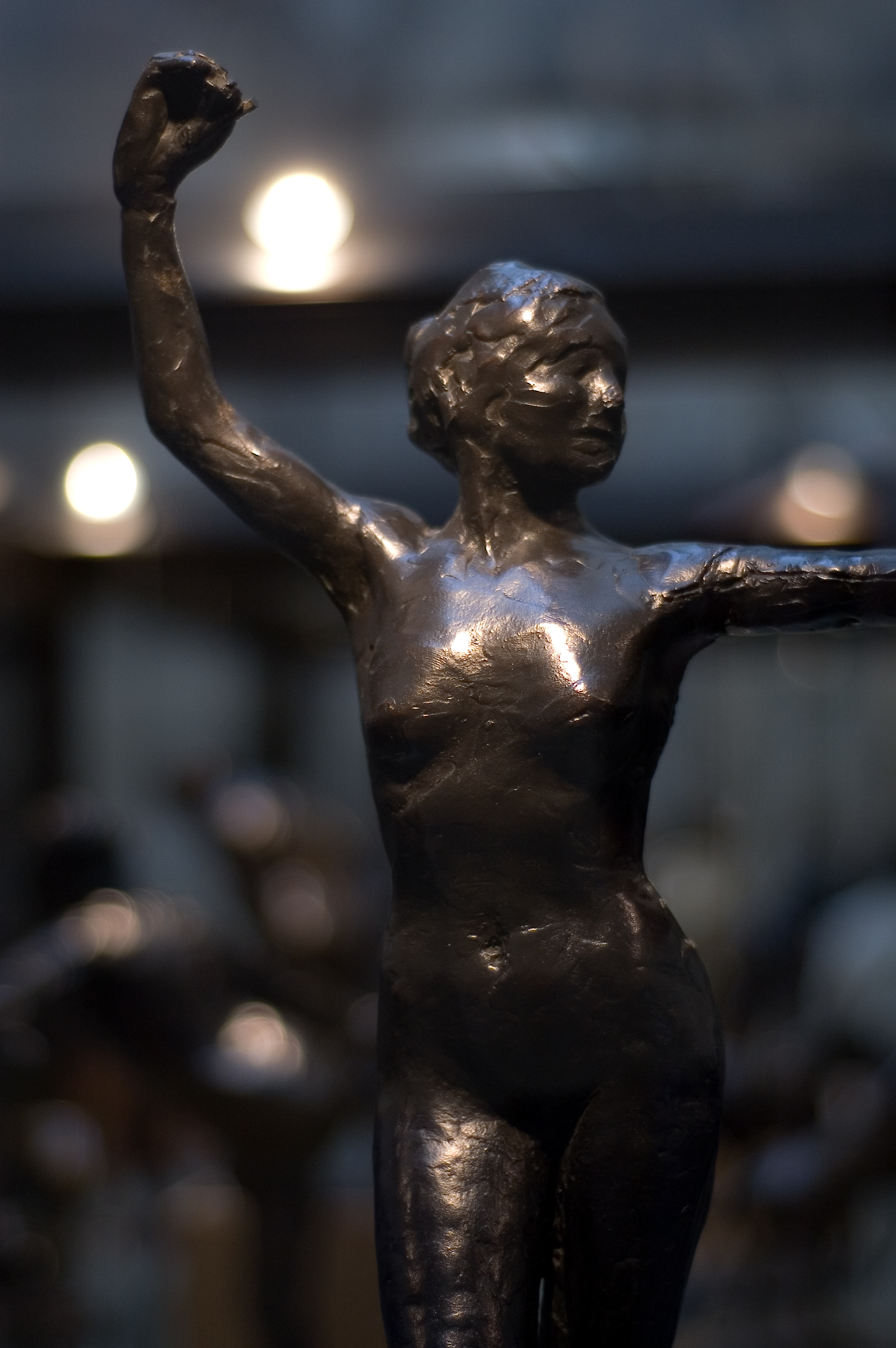
Edgar Degas, Danseuse.
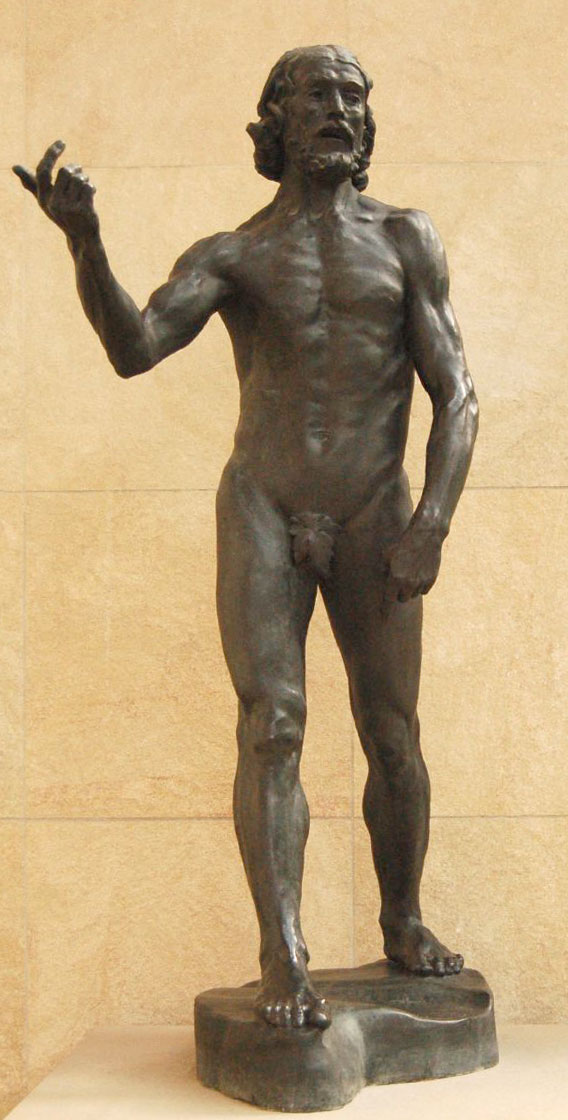
Rodin, Saint Jean Baptiste.
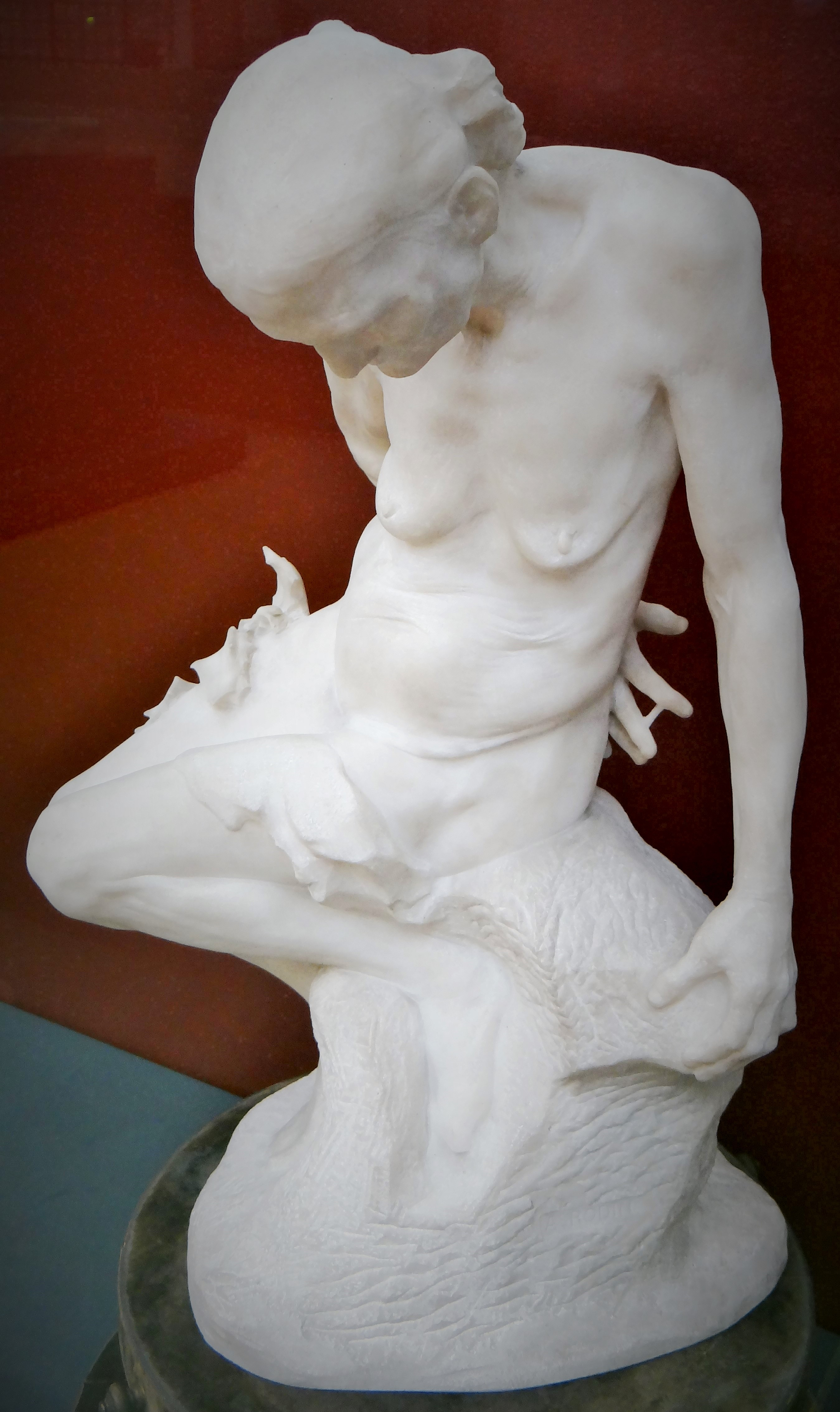
Rodin, L'Hiver.
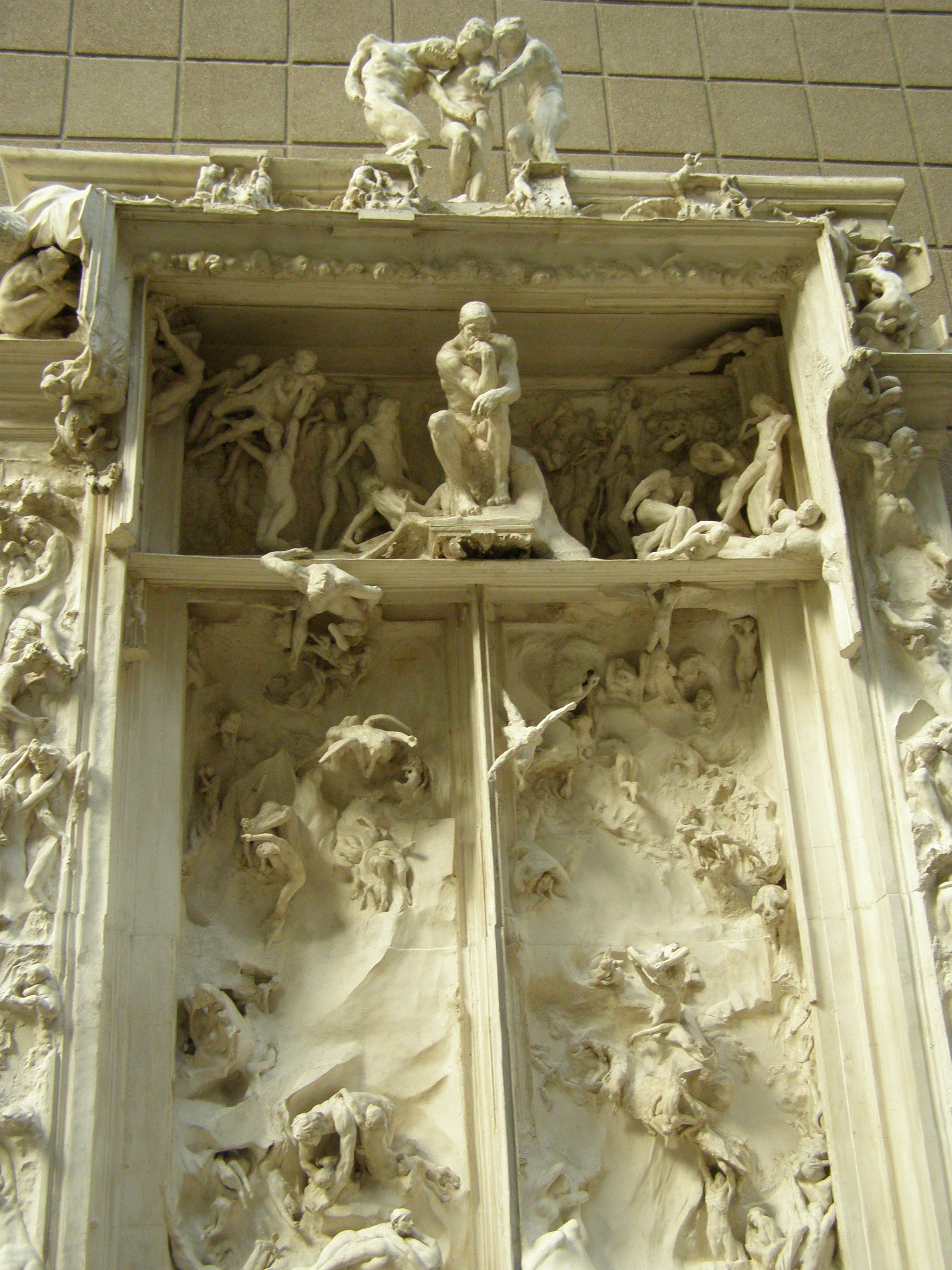
Rodin, Porte de l'Enfer, 1880-1917, plâtre.
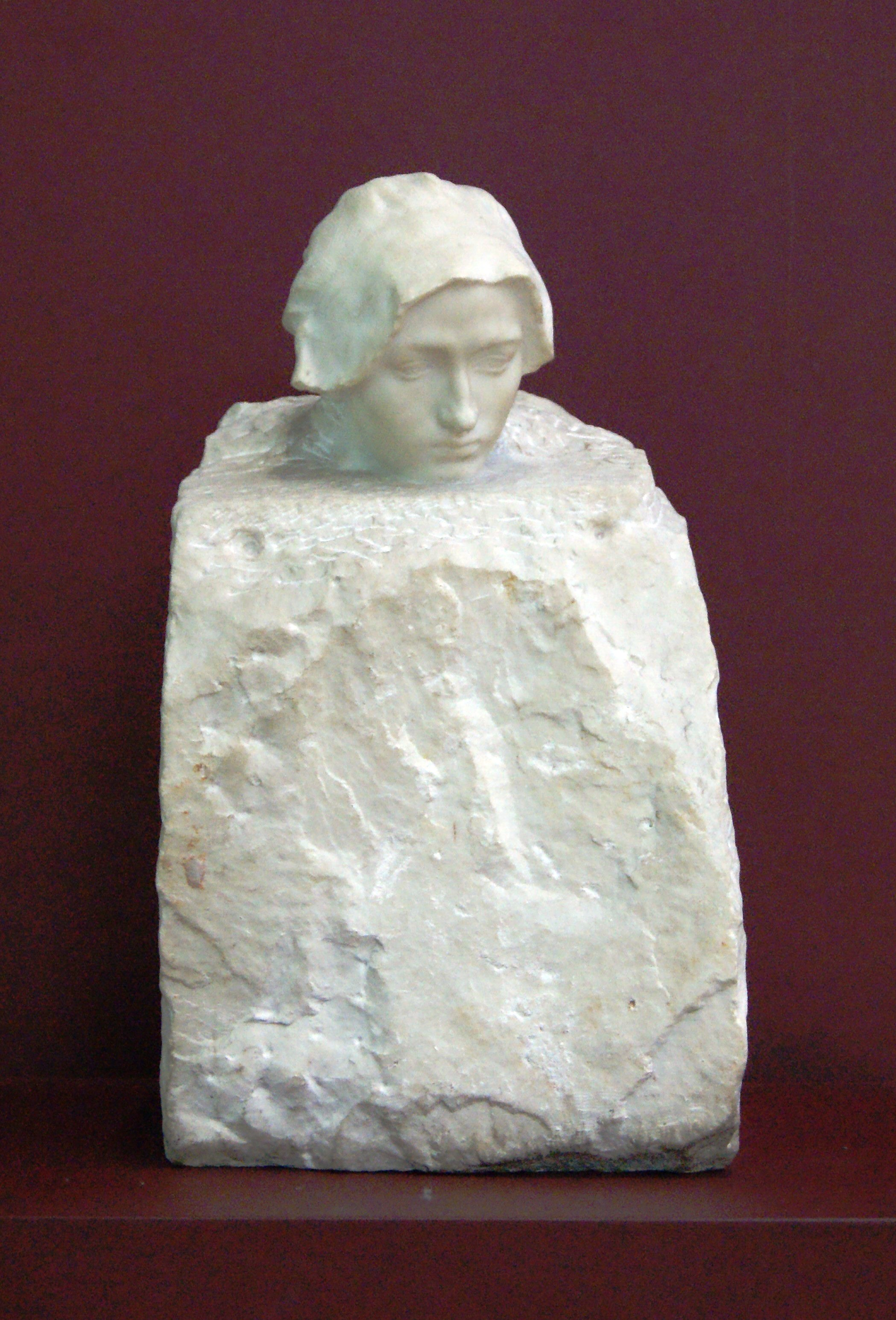
Rodin, La Pensée.
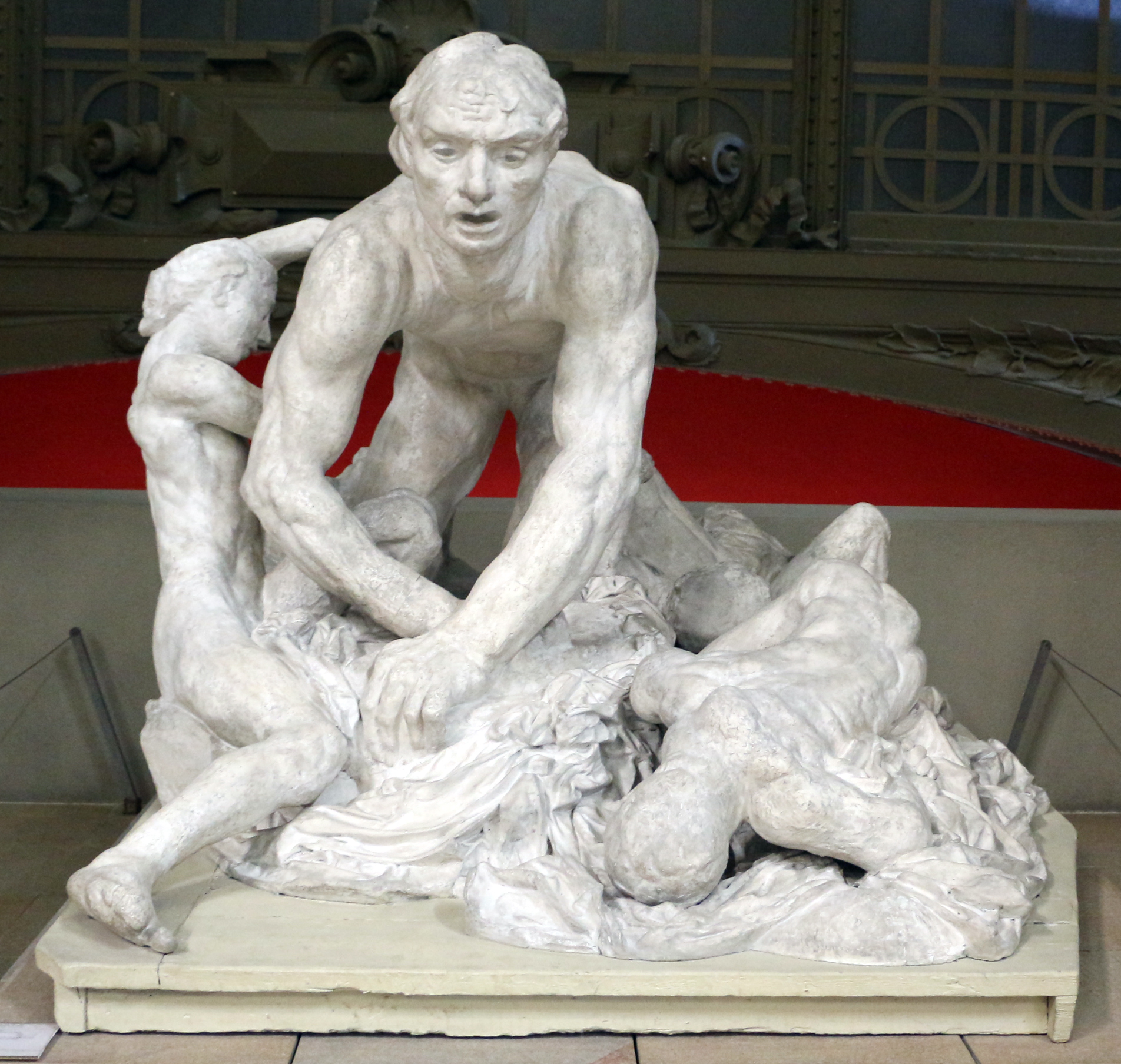
Rodin, Ugolin et ses enfants.
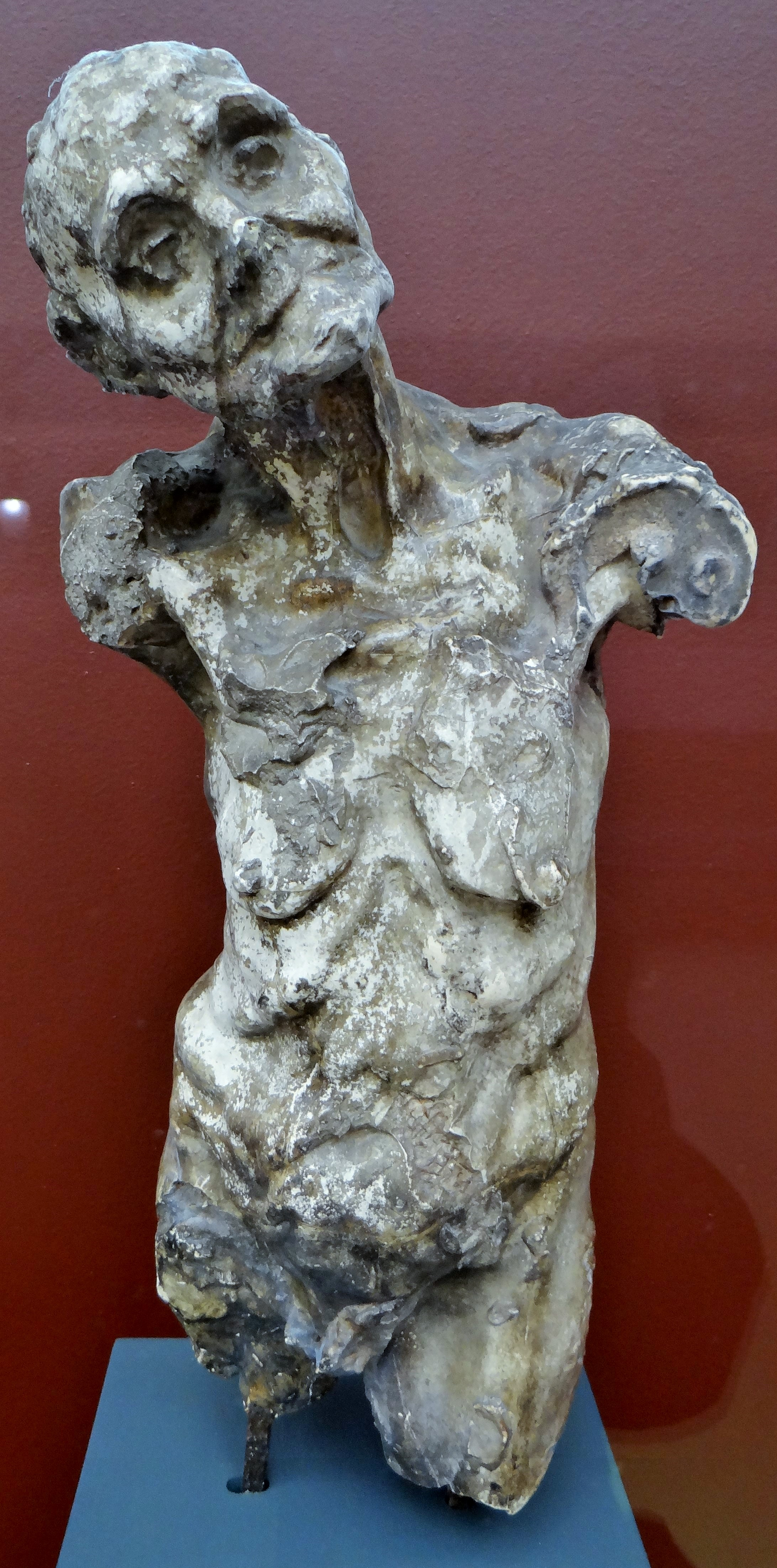
Camille Claudel, Torse de Clotho, vers 1893.
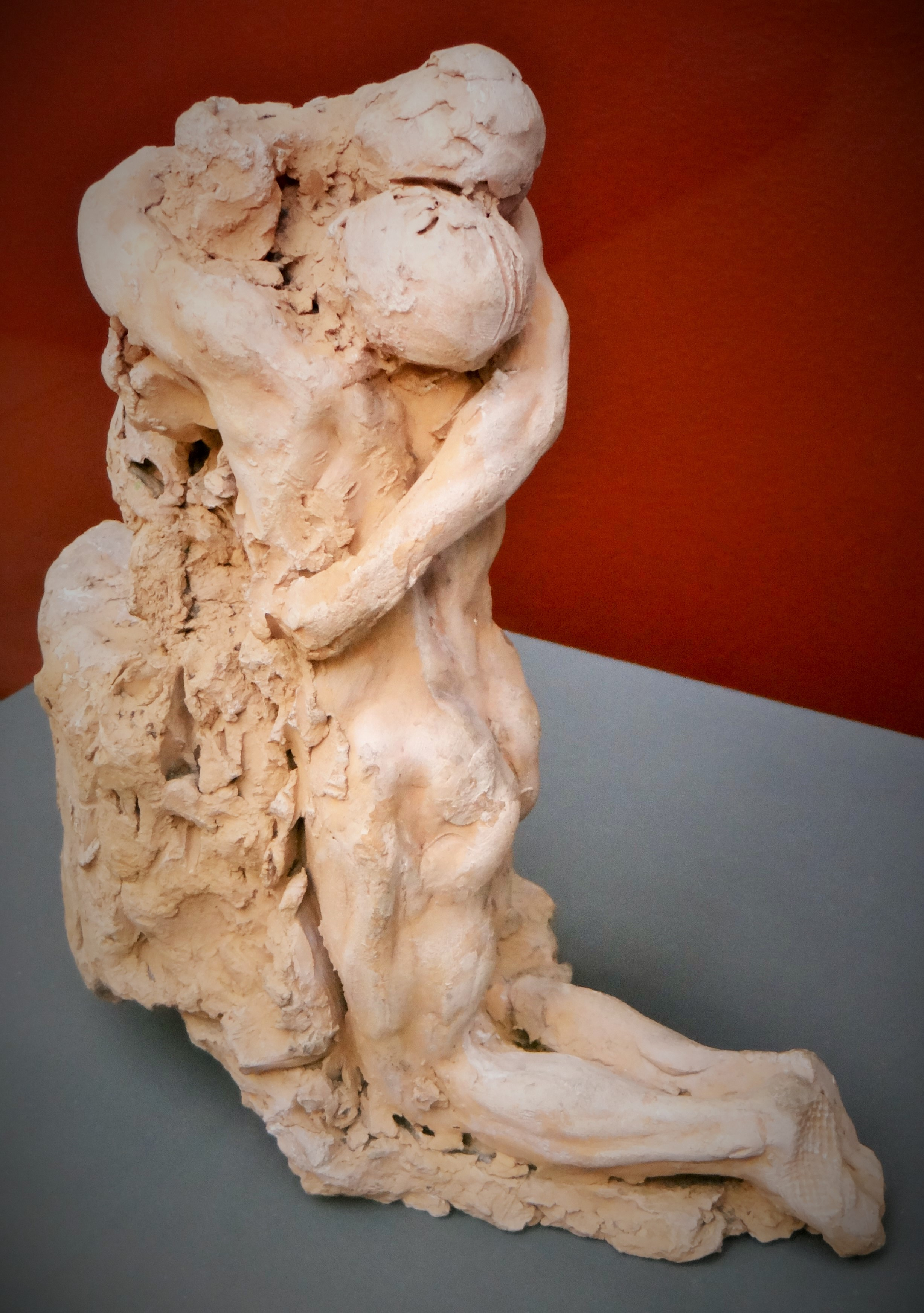
Camille Claudel, Sakountala, étude, vers 1886.

#### Primitivisme
- Paul Gauguin (Paris, 1848-Atuana, îles Marquises, 1903), 31 sculptures et objets d'art dont :
  - Soyez mystérieuses, 1890, bois de tilleul polychrome
  - Masque de Tehura, 1891-1893, bois de pua polychrome
  - Idole à la coquille, 1892-1893, bois de fer, nacre et os
  - Idole à la perle, 1892-1893, bois peint et doré, perle et chaînette en or
  - Oviri (Sauvage), 1894, grès partiellement émaillé
  - Maison du jouir, 1901, 5 reliefs en bois peint de sequoia gigantéa.
- Georges Lacombe (Versailles, 1868-Saint-Nicolas des Bois, 1916), 6 sculptures dont :
  - La Naissance, 1894-1896, bois de noyer
  - L'Existence, 1894-1896, bois de noyer
  - Isis, vers 1895, acajou polychrome

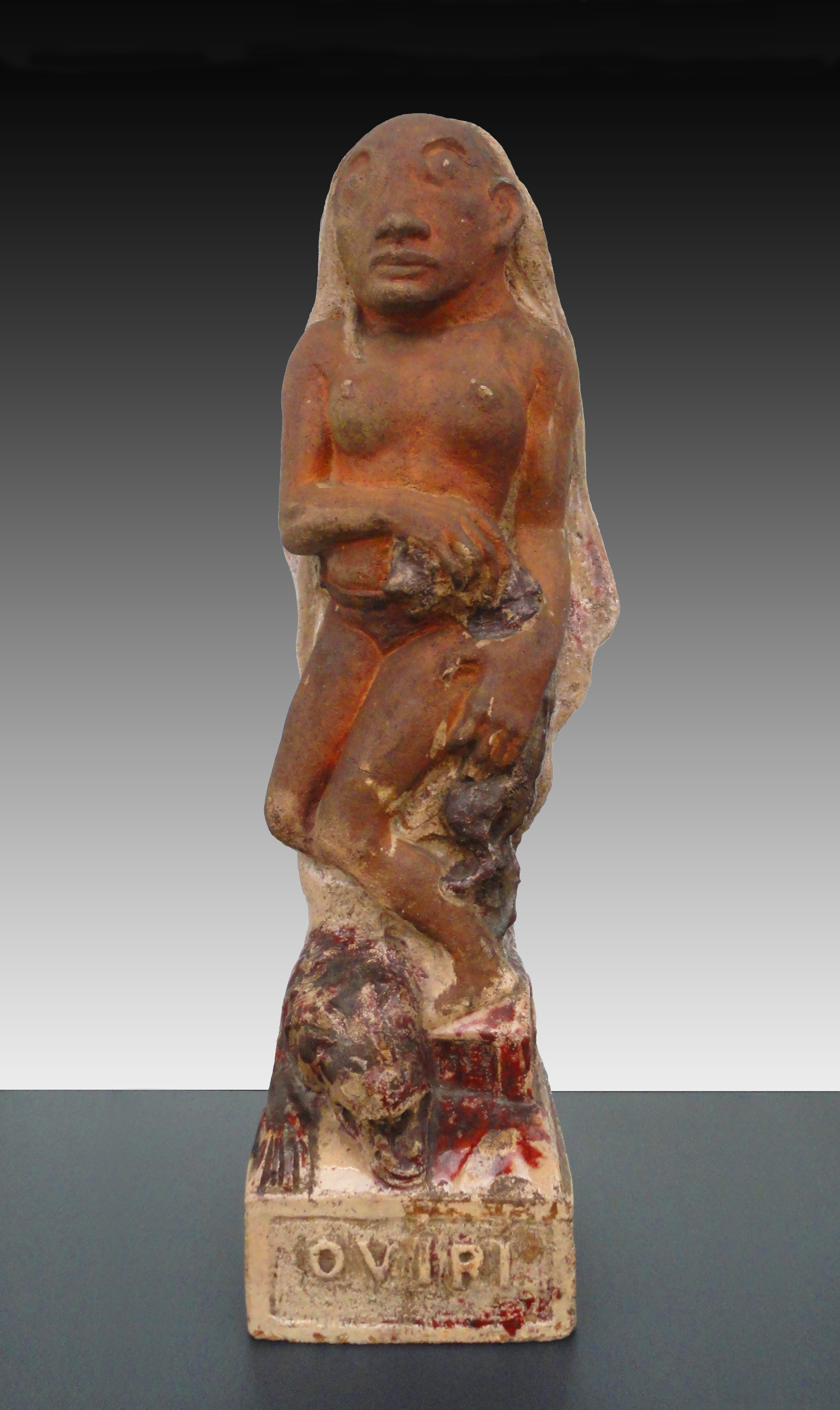
Paul Gauguin, Oviri, 1894.
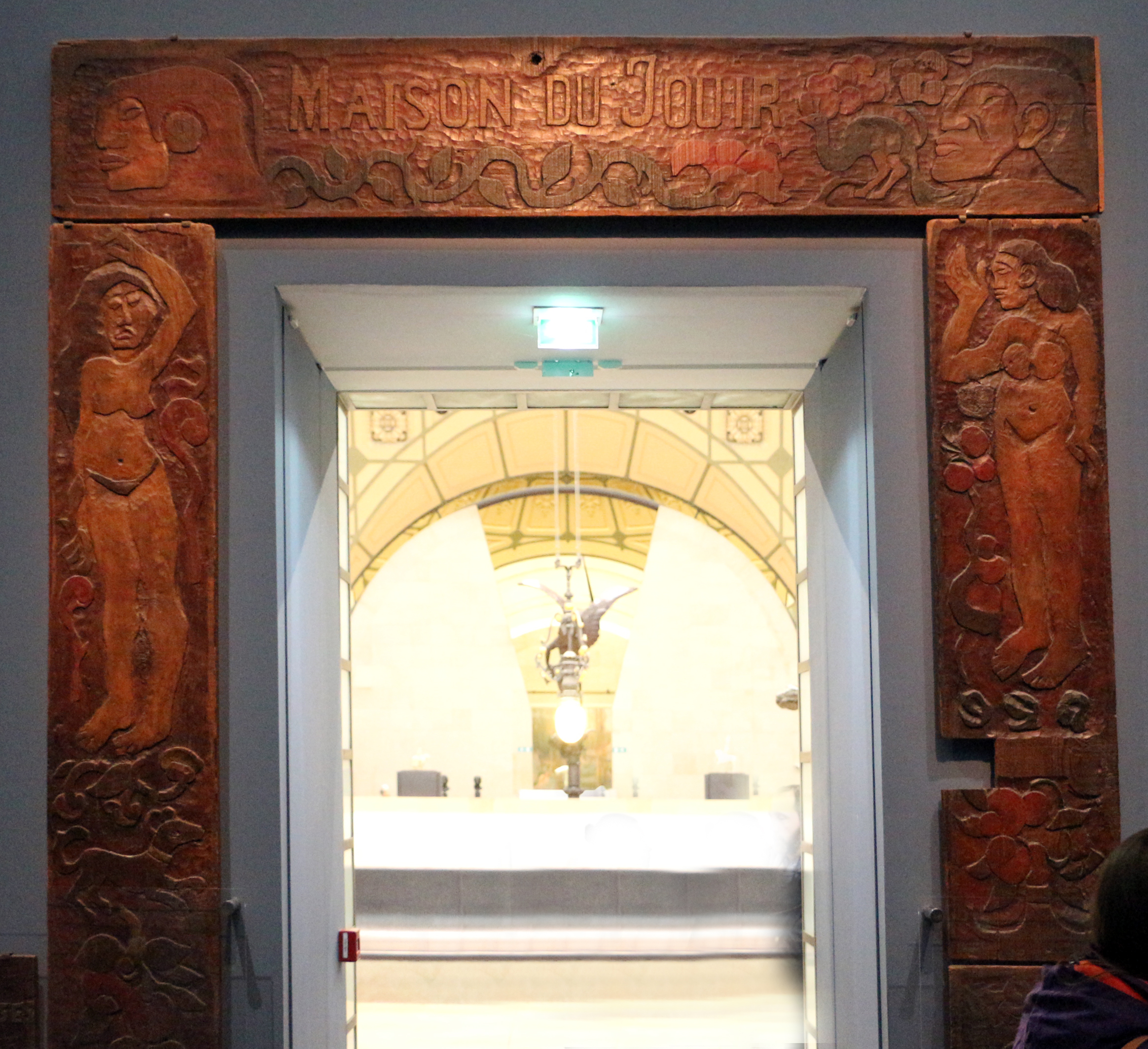
Paul Gauguin, Maison du jouir.
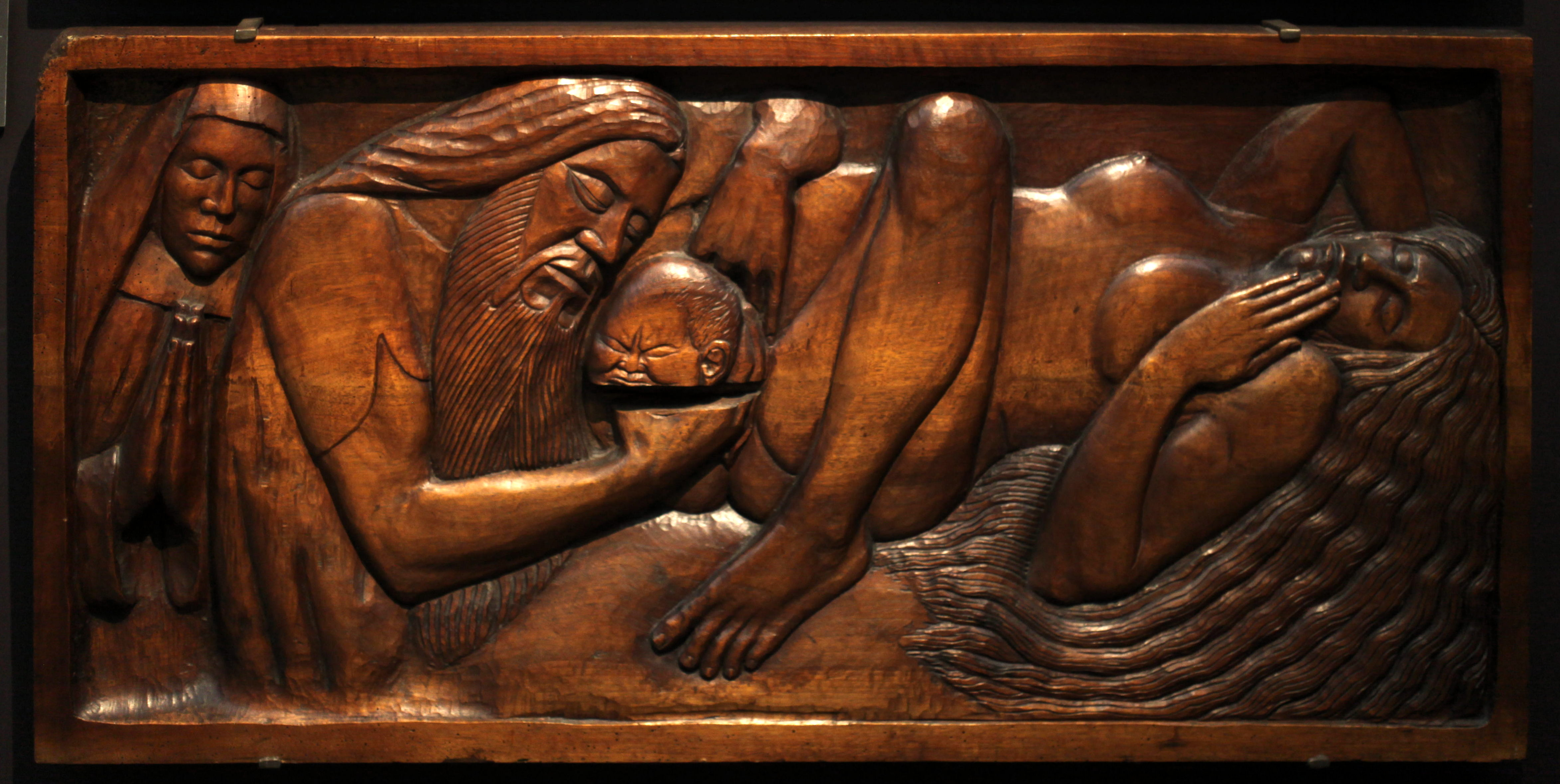
Georges Lacombe, La Naissance, 1895.

#### Symbolisme
- Albert Bartholomé (Thiverval, 1848-Paris, 1928)
  - Fillette pleurant, 1894, bronze.
- Marie Bashkirtseff (Gawronzi, 1860-Paris, 1884)
  - La Douleur de Nausicaa, 1884, bronze.
- Boleslas Biegas (Koziczyn, 1877-Paris, 1954)
  - Le Sphinx, 1902, relief en plâtre.
- Leonardo Bistolfi (Casale Monferrato, 1859-Turin, 1933)
  - Le Berceau, 1906, plâtre,
- Arnold Böcklin (Bâle, 1827-San Domenico, 1901)
  - Bouclier avec le visage de Méduse, 1897, papier mâché peint.
- Rupert Carabin (Saverne, 1862-Strasbourg, 1932)
  - La Légende savernoise, 1914, bois de poirier.
- Jean Carriès (Lyon, 1855-Paris, 1894)
  - Évêque, 1883-1889, bronze.
  - Loyse Labé, vers 1990, grès.
  - Faune, 1893, bronze.
- Alexandre Charpentier (Paris, 1856- Neuilly, 1909)
  - Louis Welden Hawkins, 1893, bronze.
- Henry Cros (Narbonne, 1840-Sèvres, 1907)
  - L'Histoire de l'eau, 1894, bas-relief en pâte de verre.
- Jean Dampt (Venarey, 1853-1946)
  - Vers l’idéal par la souffrance, 1900-1906, marbre rosé de Comblanchien.
- Paul Dardé (Olmet, 1888-Lodève, 1963)
  - L’Éternelle Douleur, 1913, gypse.
- Alfred Drury (Londres, 1859-Wimbledon, 1944)
  - L'Esprit de la nuit, 1898-1905, bronze.
- Fernand Khnopff (Montigny-le-Bretonneux, 1858-Bruxelles, 1921)
  - Futur, 1898, marbre, laiton et cuivre.
- Max Klinger (Leipzig, 1857-Grossjena, 1920)
  - Cassandre, 1886-1900, bronze.
- Maurice Maignan (Beaumont-sur-Sarthe, 1845-Saint-Prix, 1908)
  - Un gueux, 1897, statuette assise, bronze.
- Pierre-Félix Masseau, (Lyon, 1869-Paris, 1937)
  - Le Secret, 1894, acajou polychrome et ivoire.
- Franz Metzner (Wscherau, 1870-Berlin, 1919)
  - Le Poids du chagrin, vers 1912, plâtre patiné noir
- Carl Milles (Lagga, 1875-Lidingö, 1955)
  - Jeune Fille avec un chat, vers 1900, bronze.
  - Mendiante, vers 1900, bronze.
  - La Lutte pour la vie, avant 1929, bronze et marbre
- George Minne (Gand, 1866-Laethem-Saint-Martin, 1941)
  - Le Maçon, 1897, marbre
  - Porteur d'outre, 1897, bronze
  - Agenouillé à la fontaine, vers 1898, bronze.
- Pierre Roche (Paris, 1855-1922)
  - La Fée Morgane, 1904, bronze, plomb et marbre.
- Augustus Saint-Gaudens (Dublin, 1848-Cornish, 1907)
  - Amor caritas, 1885-1898, bronze.
- Franz von Stuck (Tettenweis, 1863-Munich, 1928)
  - Ludwig van Beethoven, 1900, plâtre polychrome
- Ville Vallgren (Porvoo, 1855-Helsinki, 1940)
  - La Douleur, vers 1893, calcaire oolithique polychrome.
  - Mendiante et son Enfant ou Misère, 1892, bronze.
  - Christ, circa 1889, plâtre patiné.
- Félix Vallotton (Lausanne, 1865-Neuilly-sur-Seine, 1925)
  - Femme retenant sa chemise, 1904, bronze
- Adolfo Wildt (Milan, 1868-1931)
  - Vir temporis acti, 1921, bronze.

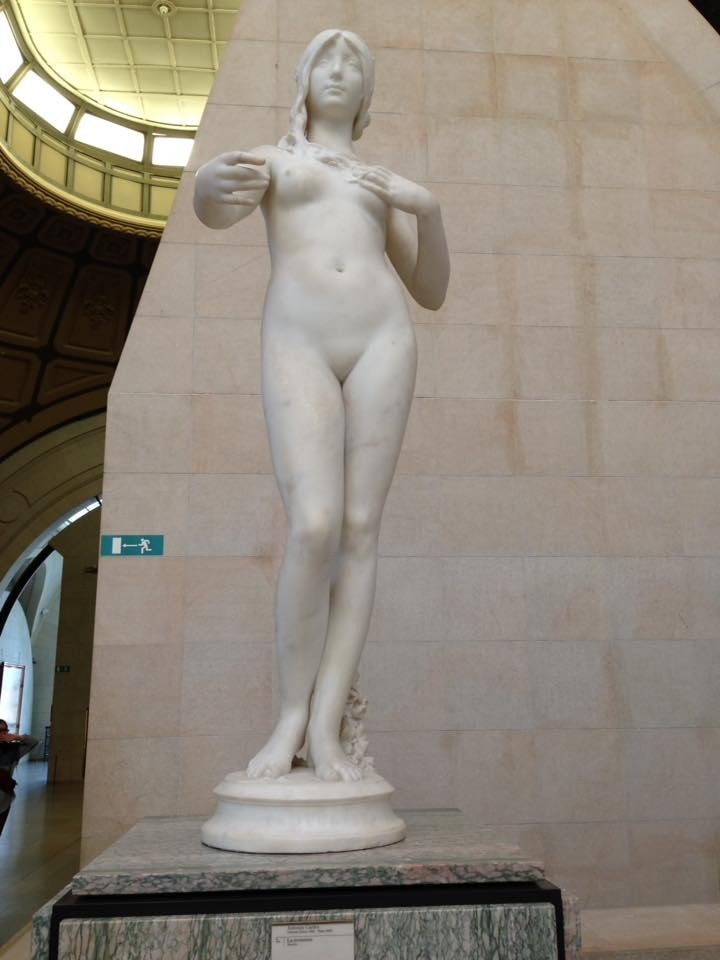
Antonin Carlès, La Jeunesse, 1885.
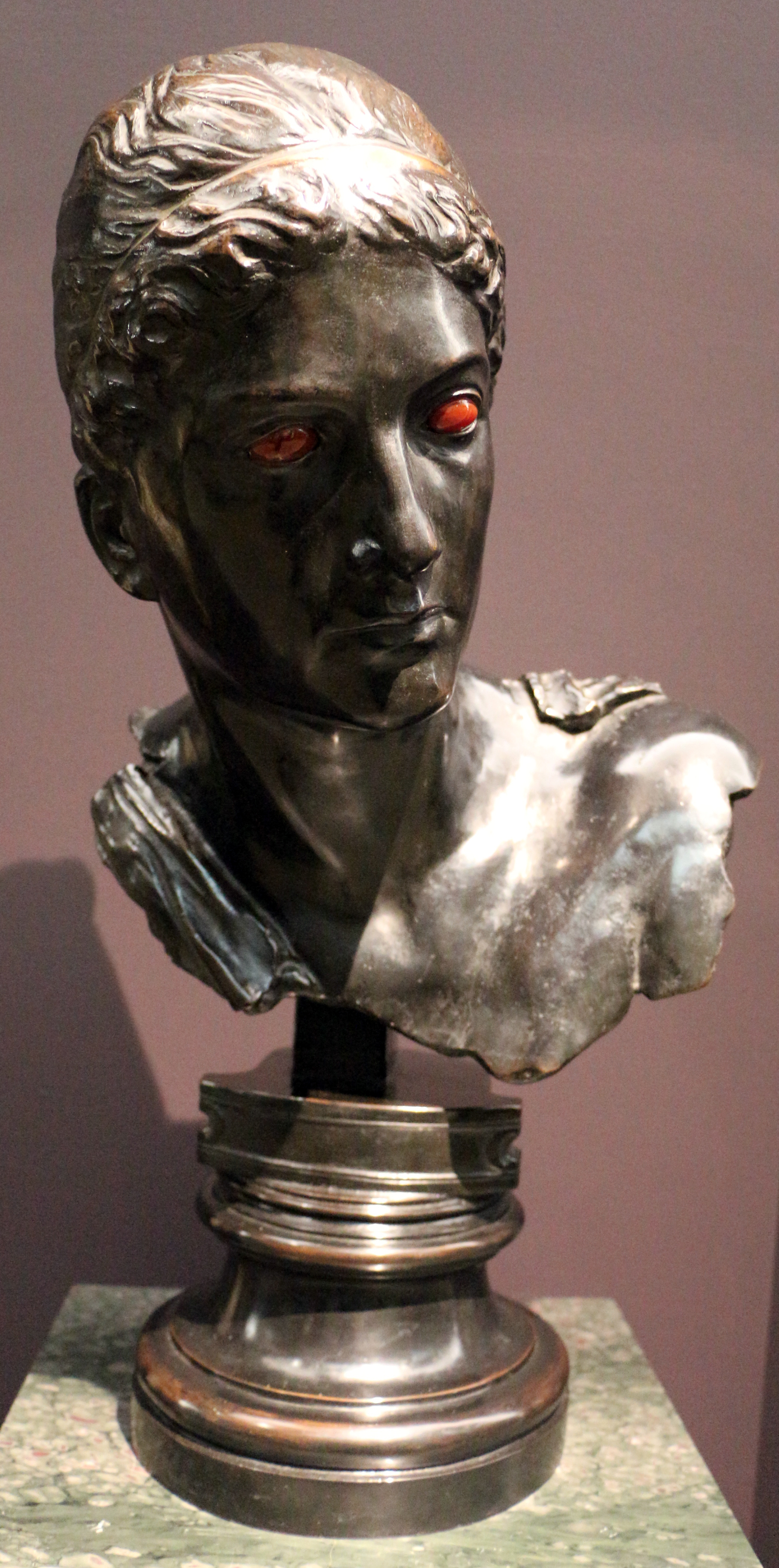
Max Klinger, Cassandre, 1893.
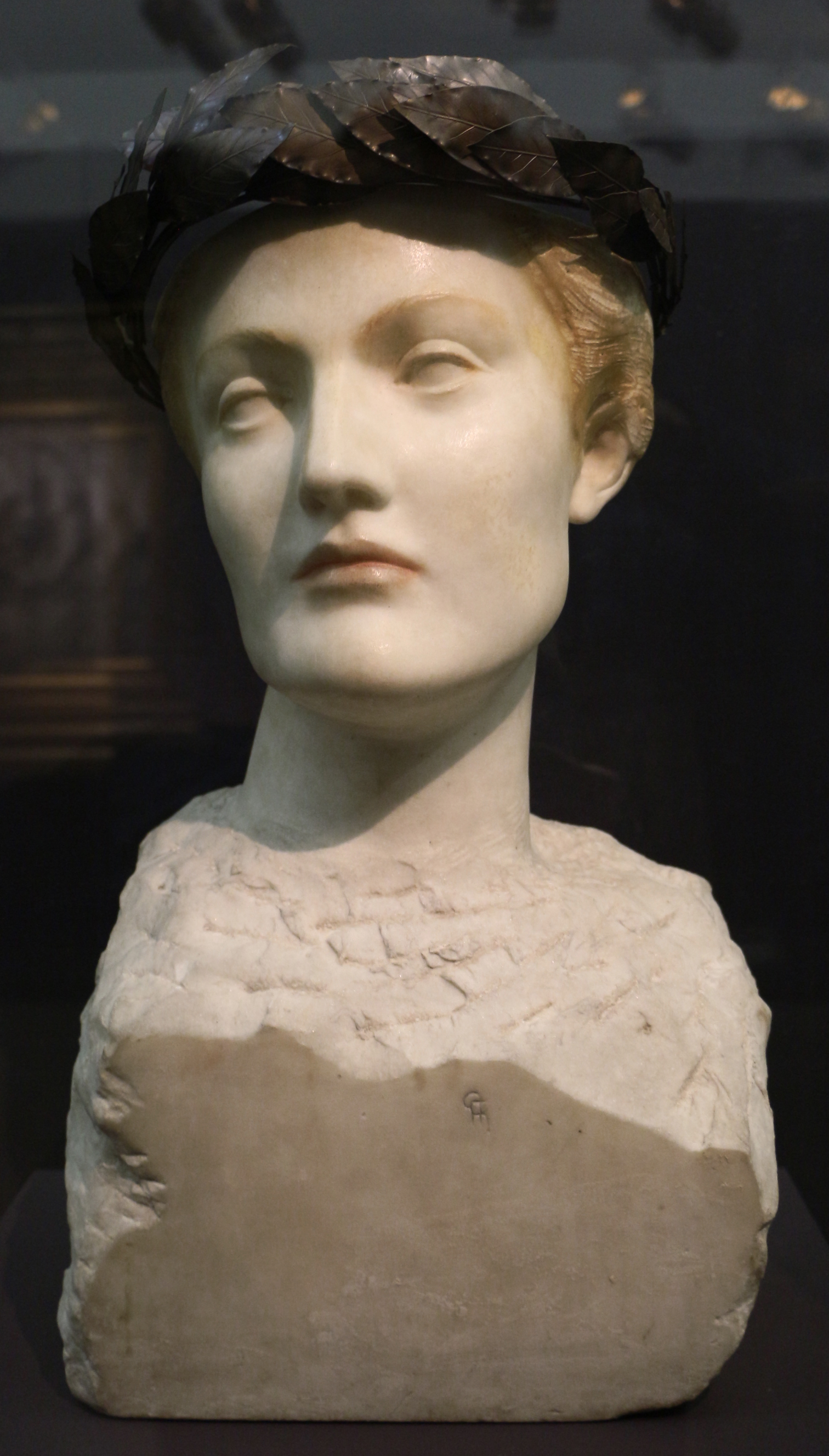
Fernand Khnopff, Futur, 1898.
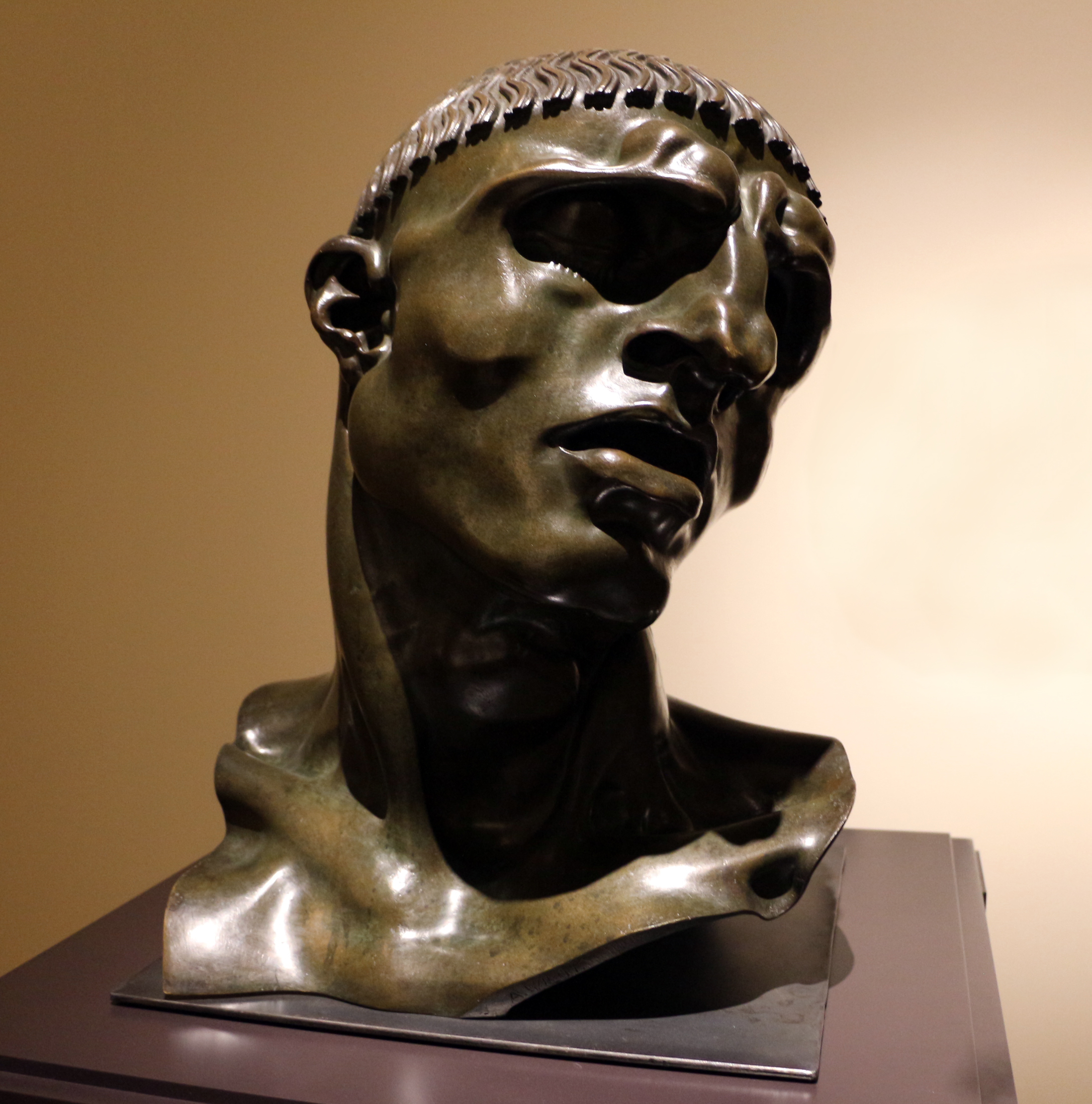
Adolfo Wildt, Vir Temporis Acti, 1921.

#### Sculpture animalière
- Antoine-Louis Barye (Paris, 1795-1855), 34 sculptures dont :
  - Lion la patte levée sur un serpent, 1832, bronze
  - Deux Ours se battant, 1833, bronze
  - Guerrier tartare à cheval, 1845, bronze
  - Lion assis, 1847, plâtre gomme-laqué
  - L'Ordre, 1854-1855, plâtre, bois
  - La Guerre, 1855, plâtre, bois
- Émile-Coriolan Guillemin (Paris, 1841-1907)
  - Junon, 1867, bas-relief en bronze d'un bas d'armoire de Charles-Guillaume Diehl
- Henri-Alfred Jacquemart (Paris, 1824-1896)
  - Rhinocéros, 1878, fonte, parvis du musée
- Rembrandt Bugatti, (Milan, 1884-Paris, 1916), 61 sculptures dont :
  - Panthère marchant, vers 1904, plâtre
  - Eléphant blanc, 1907, bronze
  - Girafes, 1907, plâtre
  - Lion de Nubie, vers 1911, plâtre
  - Deux Lamas, 1911, bronze
- François Pompon, (Saulieu, 1855-Paris, 1933), 131 sculptures dont :
  - Ours blanc, 1925, pierre de Lens[23]
  - Ours blanc, 1920, ébauche en plâtre
  - Ours blanc, 1927, bronze
  - Hippopotame, 1918-1931, bronze
  - Grue cendrée, 1920, bronze
  - Chouette, 1923, bronze
  - Grand Cerf, 1929, plâtre
- Pierre Louis Rouillard, (Paris, 1820-1881)
  - Cheval à la herse, 1878, fonte de fer, parvis du musée

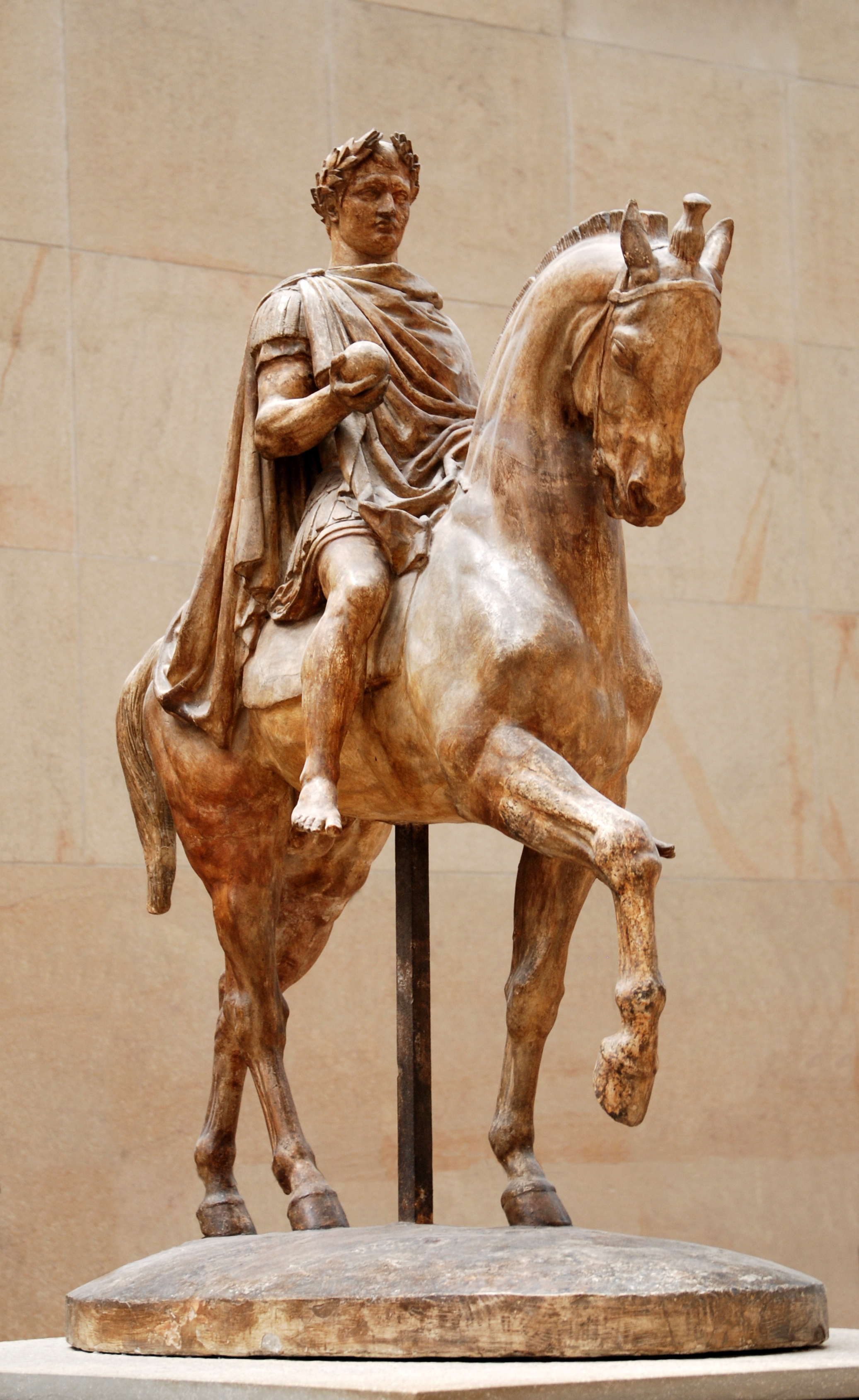
Antoine-Louis Barye, Napoléon Ier en empereur romain.
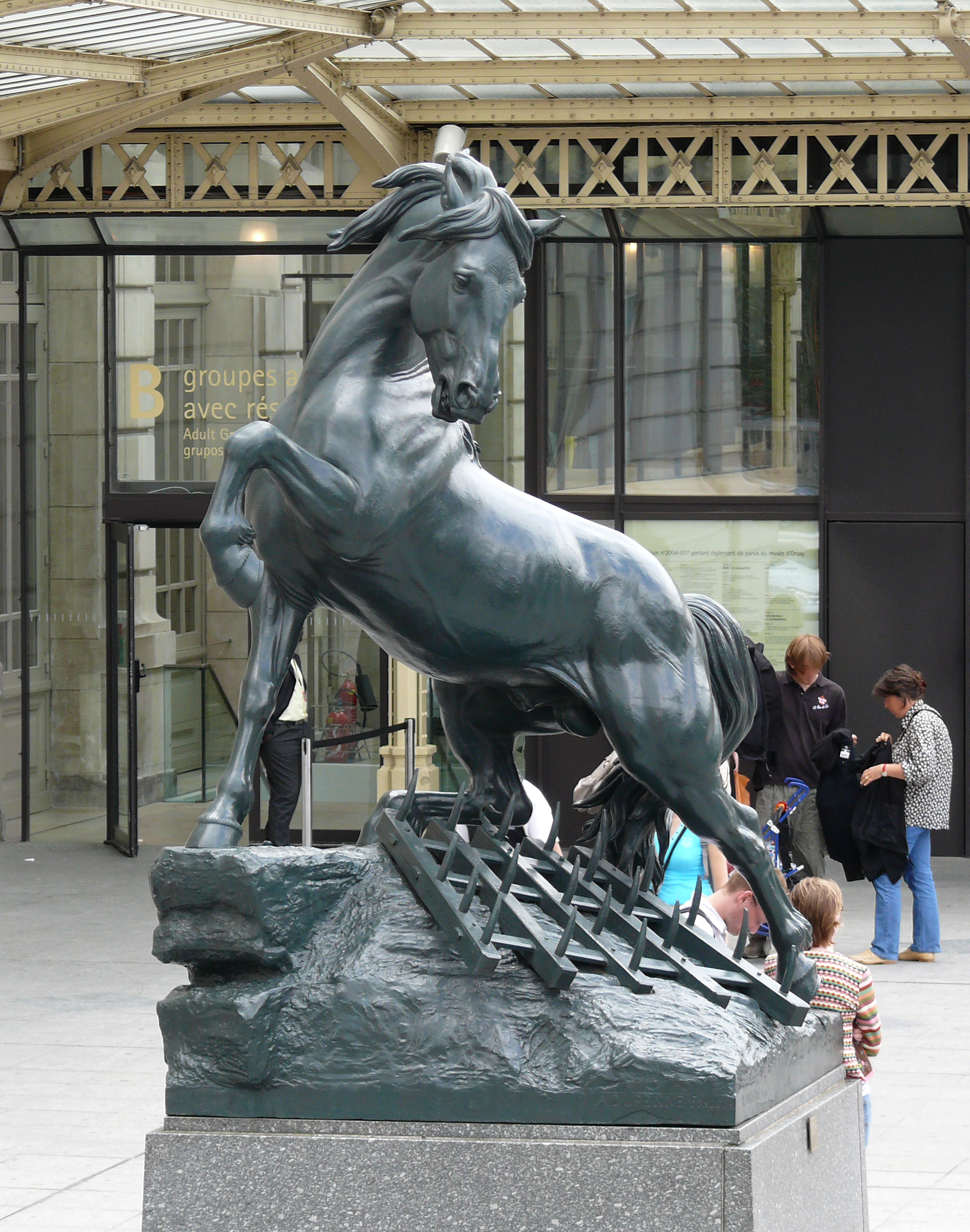
Pierre Louis Rouillard, Cheval à la herse, 1878.
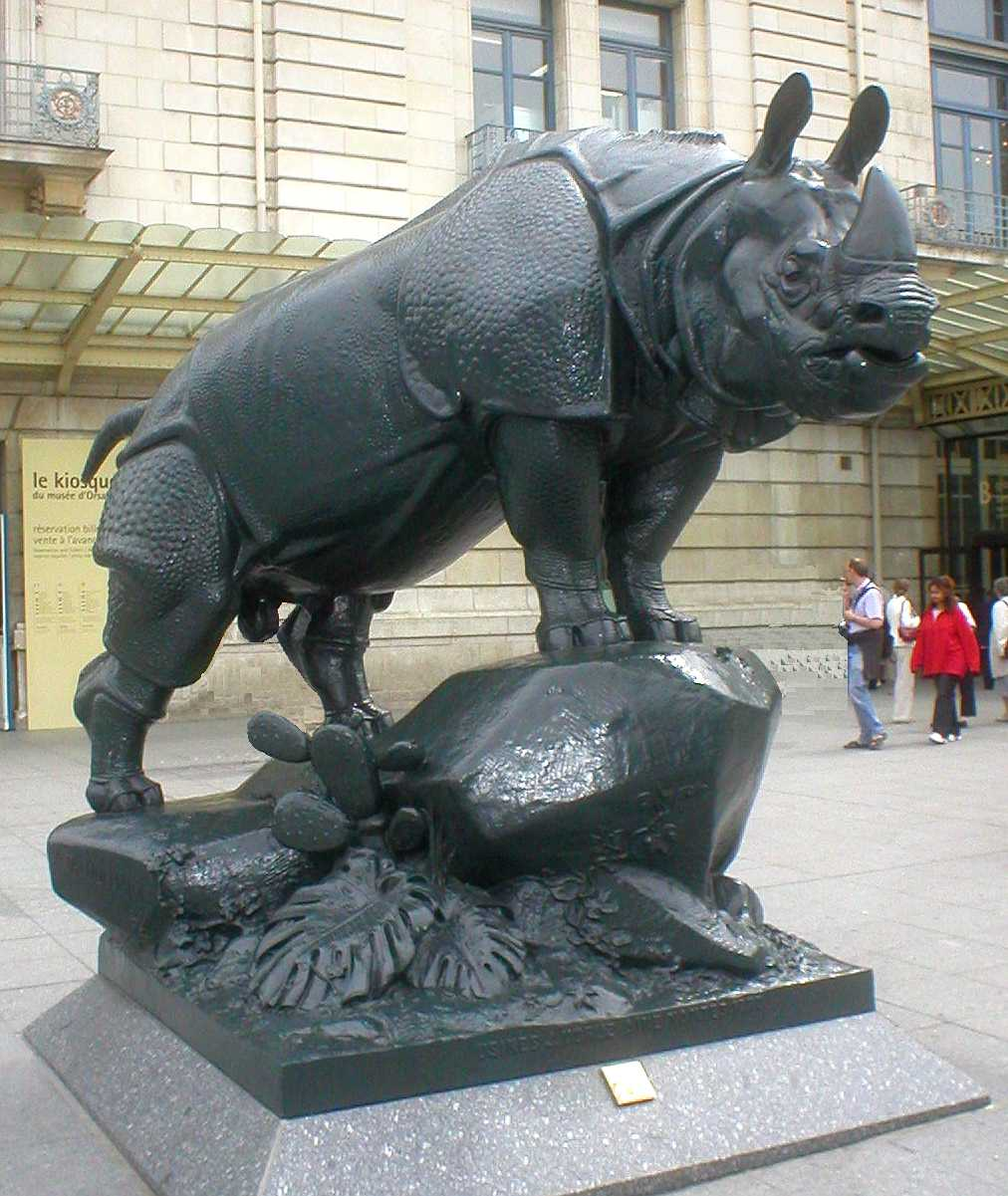
Henri-Alfred Jacquemart, Rhinocéros, 1878, parvis du musée.
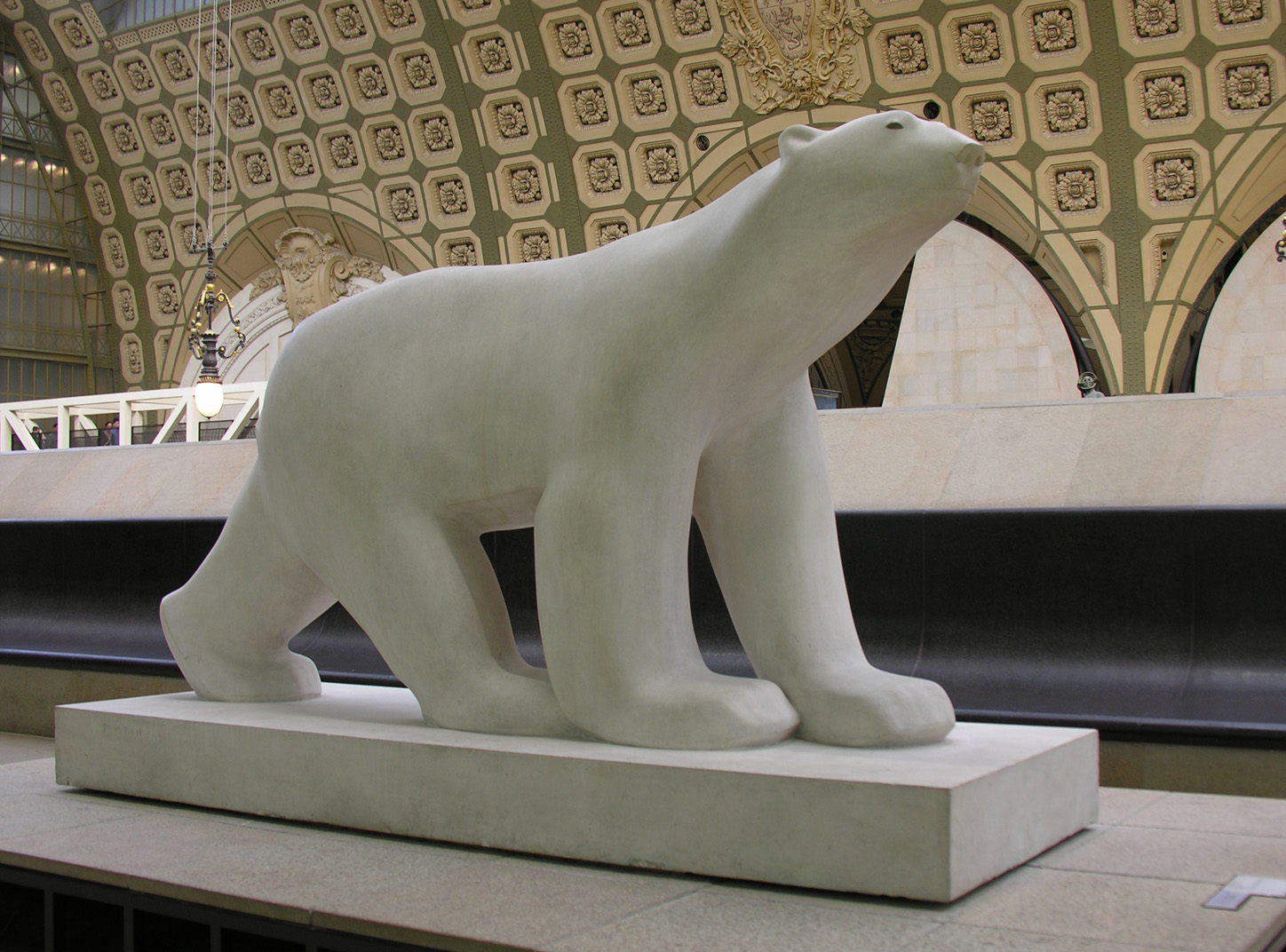
L'ours blanc de François Pompon.

#### Retour au style
- Antoine Bourdelle (Montauban, 1861-Le Vésinet, 1929)
  - Apollon, 1909, bronze doré
  - Pénélope (1907-1926), bronze
  - La Force de la volonté (1914-1915), bronze, parvis du musée
  - La Victoire (1914-1915), bronze, parvis du musée
  - Héraklès archer, 1909, bronze et dorure, d'après la deuxième version de 1923, fondue par Eugène Rudier en 1924
  - Baigneuse sur un rocher, bronze
  - L’Offrande, bronze
- Lucien Schnegg (Bordeaux, 1864-Paris, 1909)
  - Buste de Jane Poupelet, 1897-1903, marbre
  - Autoportrait, vers 1909, bronze
- Albert Bartholomé (Thiverval, 1848-Paris, 1928)
  - Buste de Federico Zandomenighi, peintre, 1890, plâtre
- Joseph Bernard (Vienne, 1866-Boulogne-Billancourt, 1931)
  - Porteuse d’eau, 1912, bronze
  - La Danse, 1911-1913, relief en marbre
- Aristide Maillol (Banyuls-sur-Mer, 1861-1944)
  - Eve à la pomme, (1899), bronze
  - Baigneuse debout, (1900), bronze
  - Méditerranée ou la Pensée, 1905-1927, marbre
  - Île-de-France, 1925-1933, pierre
  - Baigneuse aux bras relevés, 1900, bronze
  - Le Désir, 1905-1907, relief en plomb
  - L'Ile-de-France, 1925, pierre

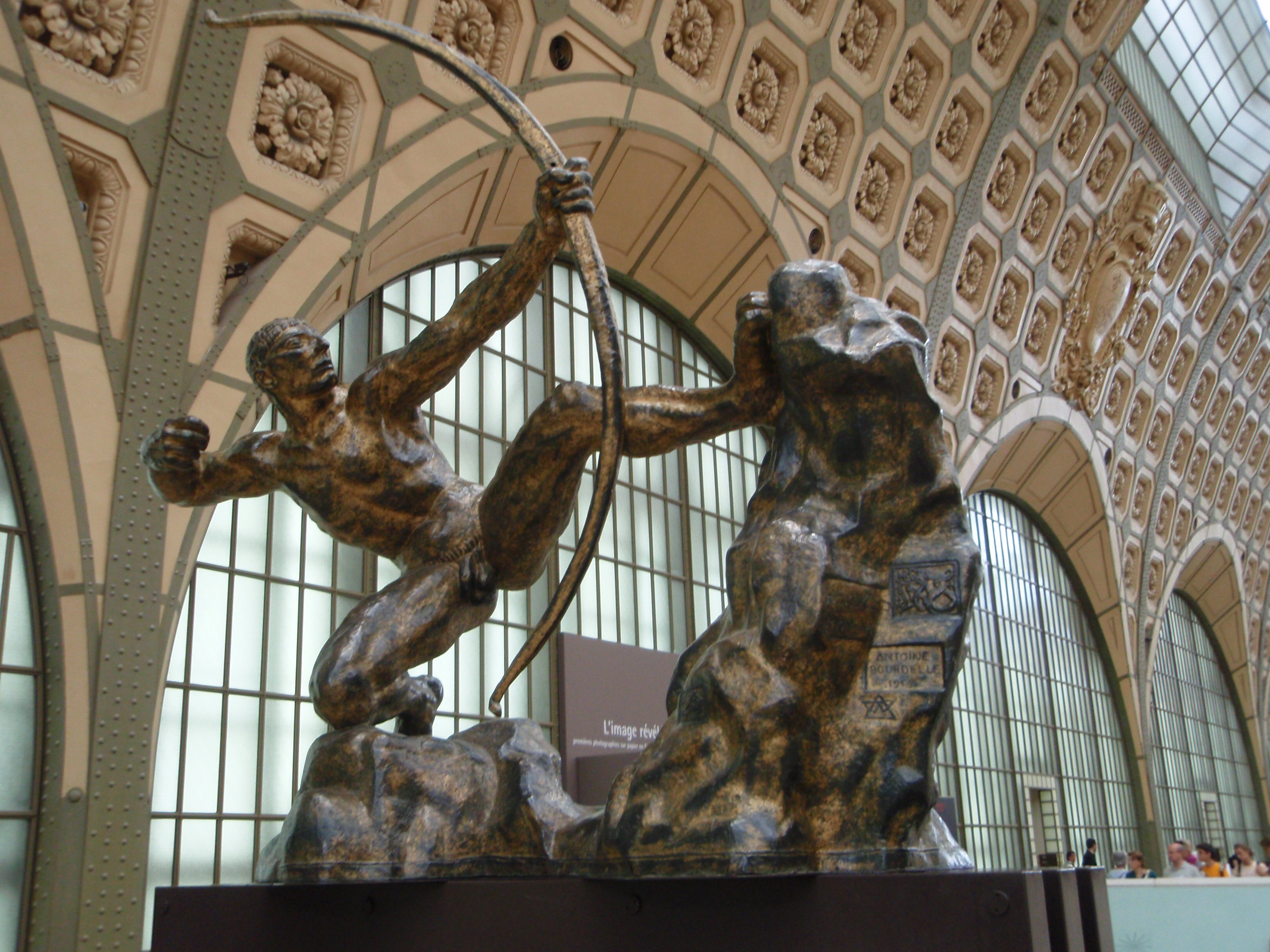
Antoine Bourdelle, Héraklès archer.
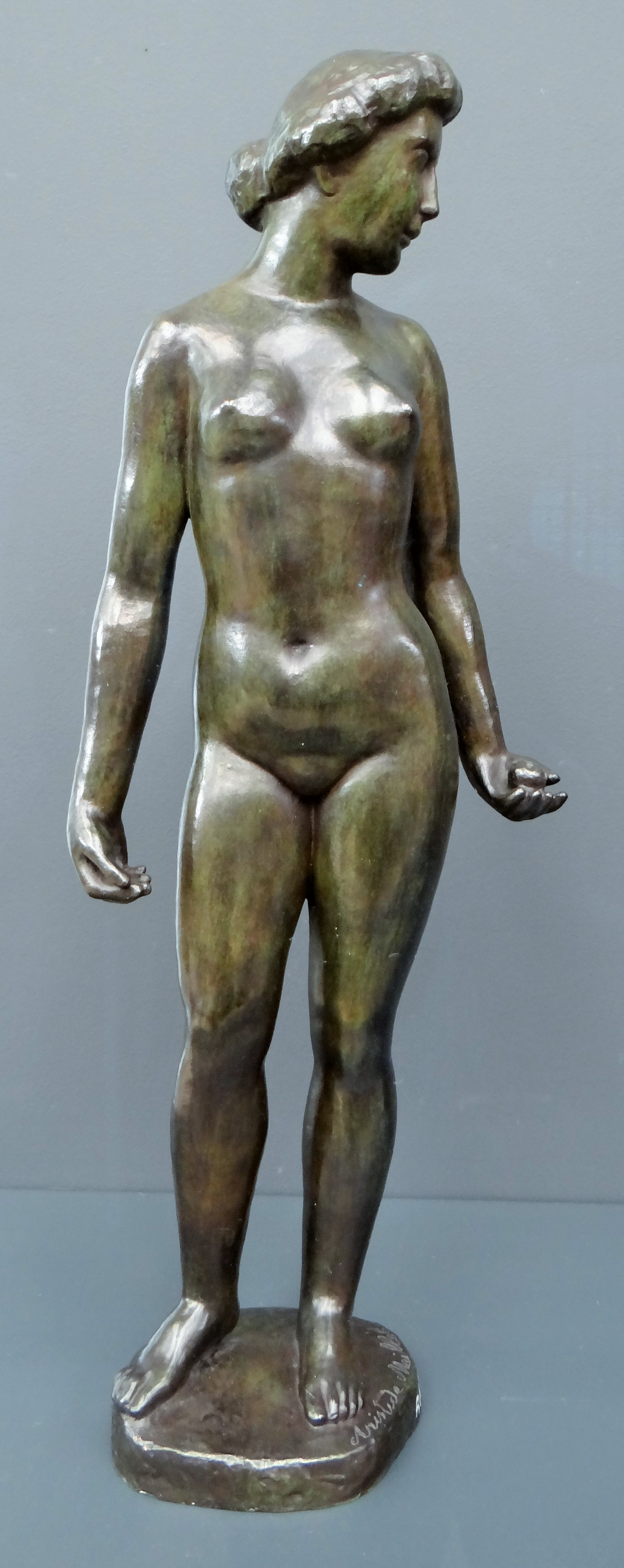
Aristide Maillol, Eve à la pomme.
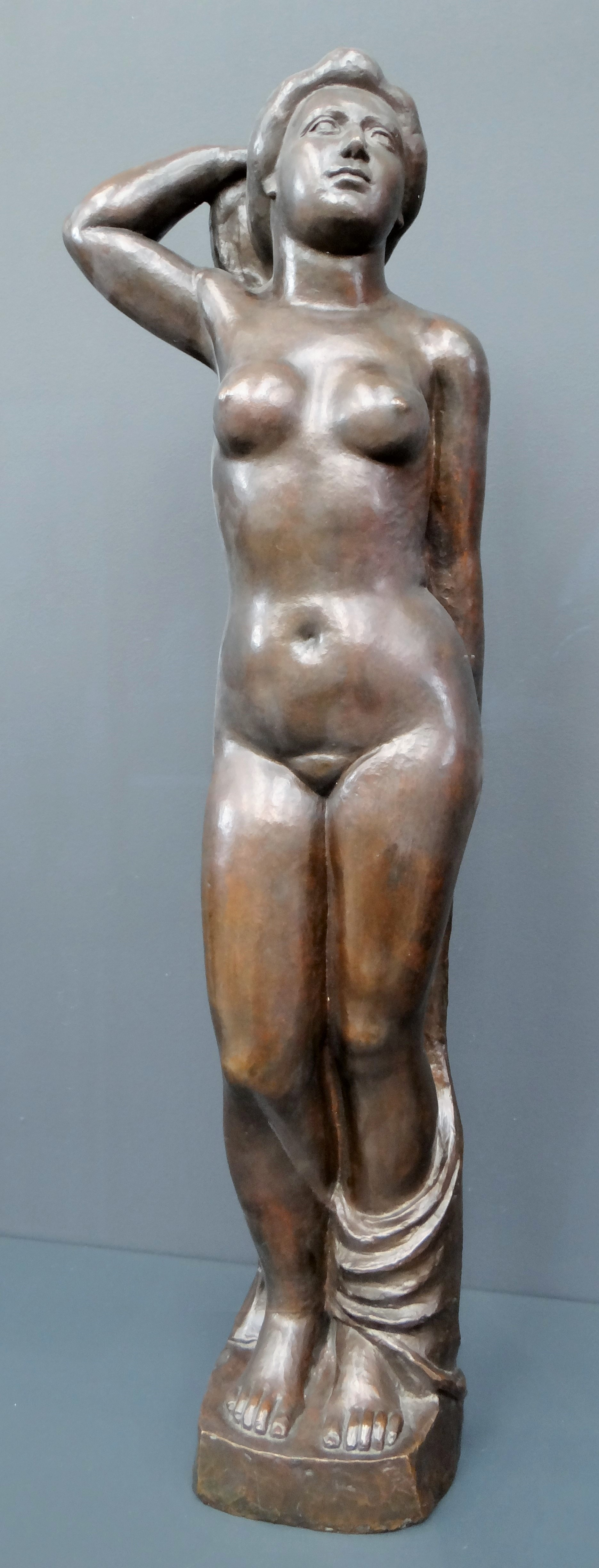
Aristide Maillol, Baigneuse debout.
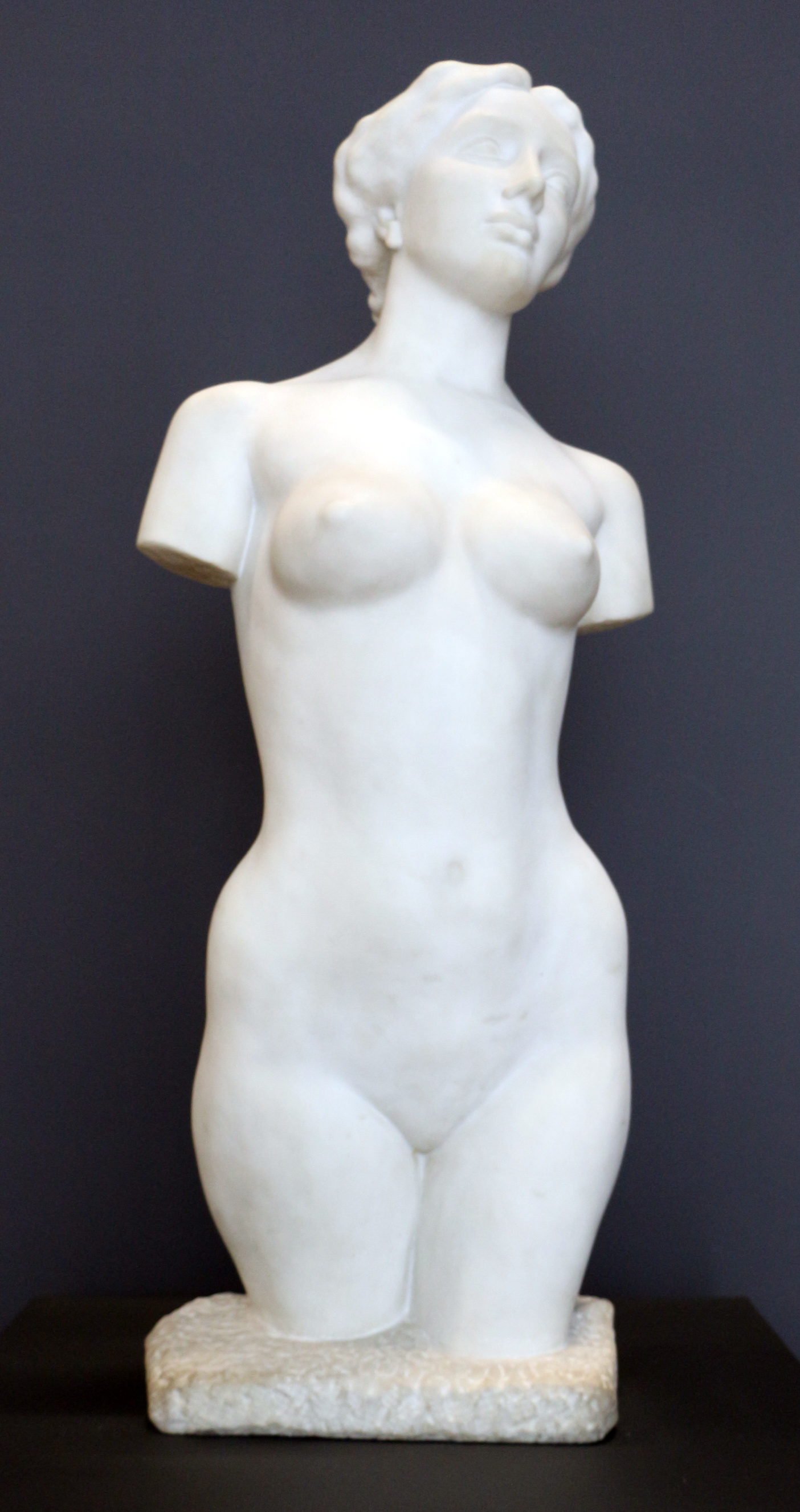
Aristide Maillol, Jeunesse.
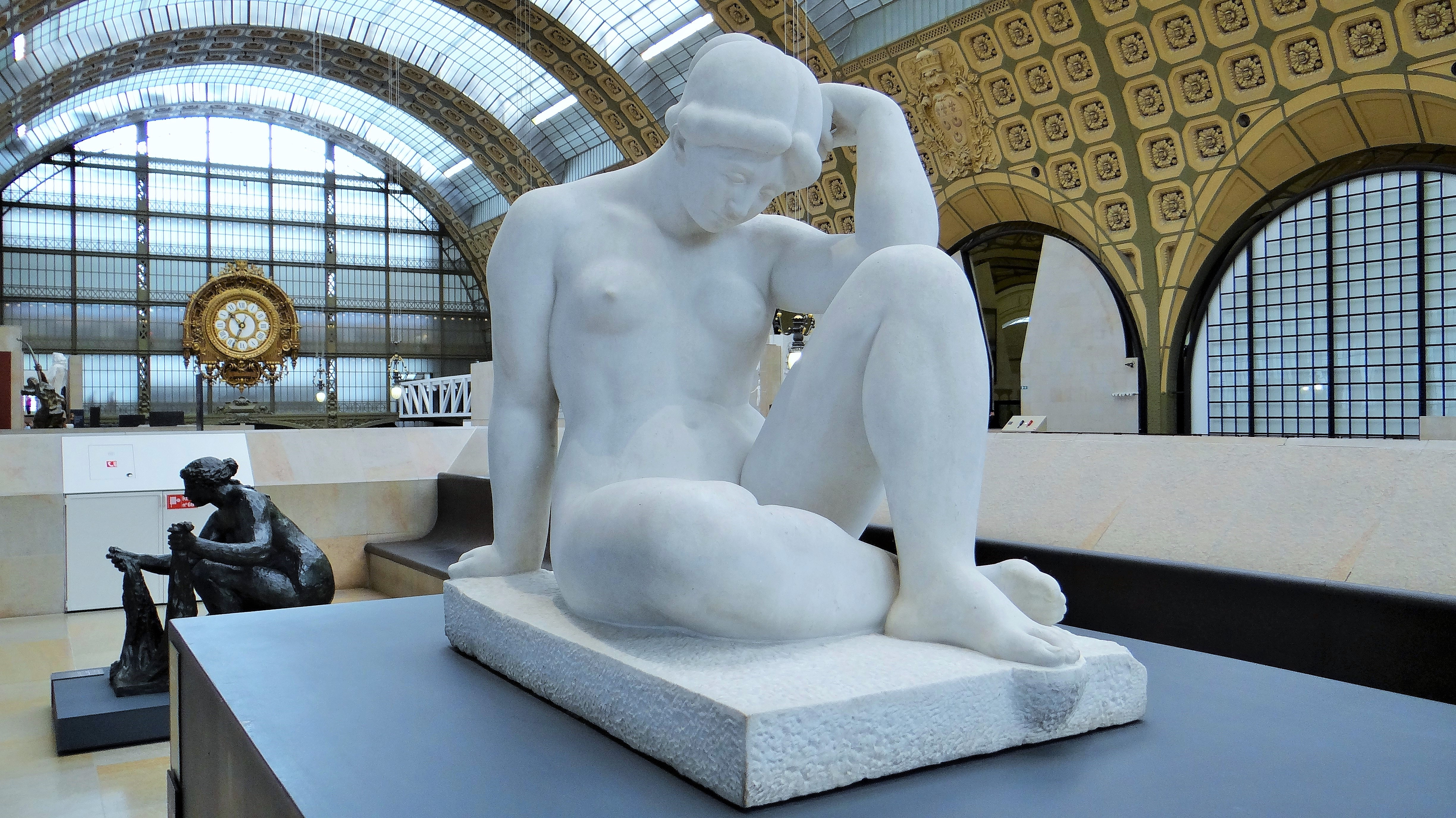
Aristide Maillol, Méditerranée.
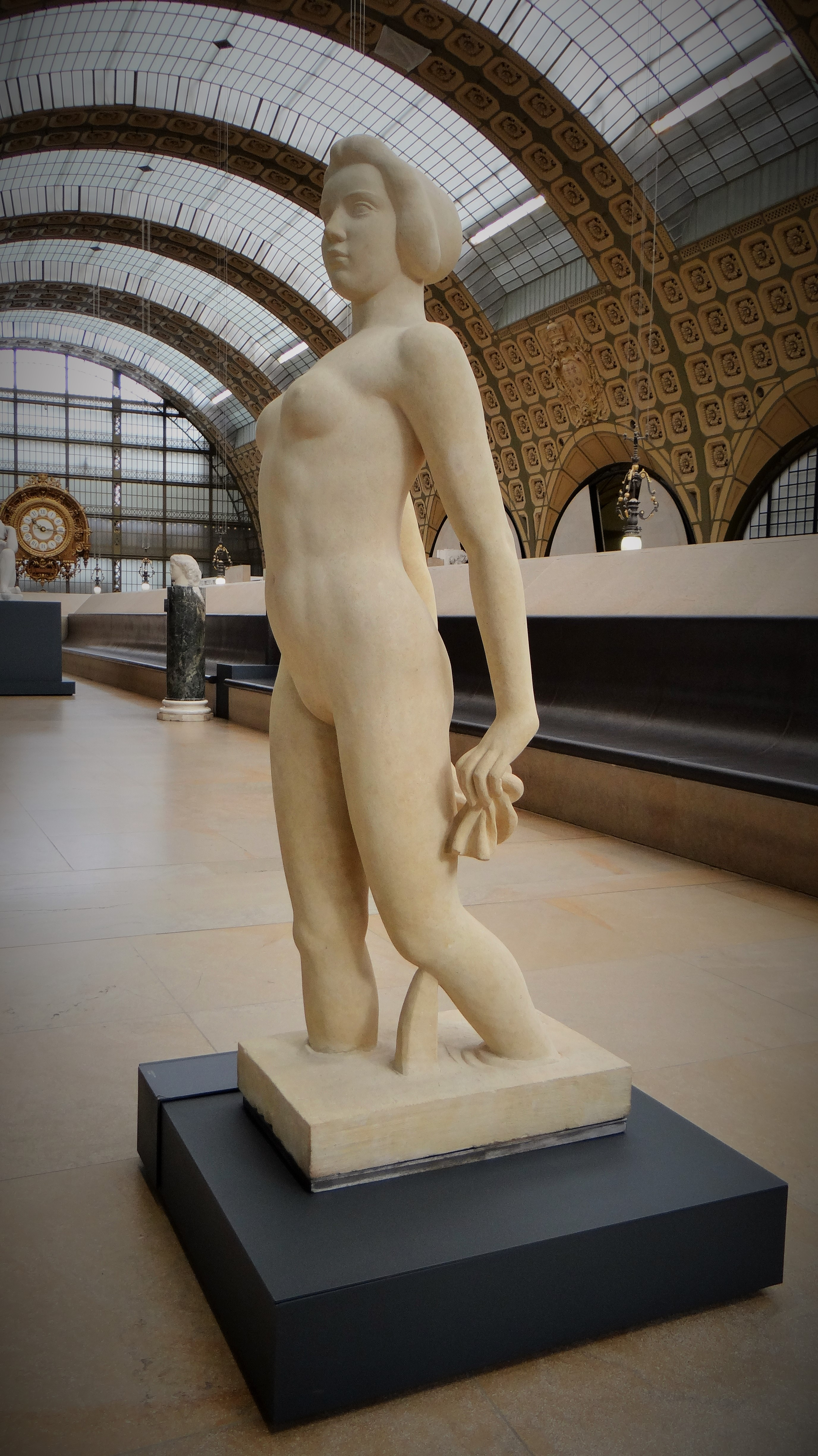
Aristide Maillol, L'Ile-de-France.

### Photographie
La collection de photographie du musée d'Orsay, qui a été entièrement constituée ex nihilo à partir de la fin des années 1970, compte 45 003 œuvres fin 2020. Lorsque le projet de transformer l'ancienne gare d'Orsay en musée du XIXe siècle a été prise, aucun musée des beaux-arts en France ne possédait encore de section consacrée à la photographie.
Il est en effet apparu que cette invention majeure du XIXe siècle devait avoir sa place dans le futur musée.
Les œuvres de nombreux photographes sont ainsi conservées dans les collections du Musée d'Orsay, parmi lesquelles celles d'Hippolyte Bayard, Édouard Baldus, Christian Bérard, Louis-Jacques-Mandé Daguerre, Céline Laguarde, Félix Nadar, Nicéphore Niépce, Constant Alexandre Famin…
Depuis mars 2015, la photographie des œuvres exposées dans le musée est autorisée, mais la prise de photo avec un flash ou un trépied n'est en revanche pas permise,.

## Statut et direction
Le musée d'Orsay était un service à compétence nationale du ministère de la culture (Direction des Musées de France) jusqu'à sa transformation en établissement public administratif en 2004, au sein duquel est également regroupé le musée Hébert.
Jusque-là également service à compétence nationale, le musée de l'Orangerie est rattaché en mai 2010 à l'établissement public du musée d'Orsay : le nouveau nom est « établissement public du musée d'Orsay et du musée de l'Orangerie »,. En 2021, le gouvernement ajoute à ce nom celui de l'ancien président de la République Valéry Giscard d'Estaing, mort l’année précédente, sans que cette décision ne modifie la dénomination des musées eux-mêmes.
La direction est assumée par le président du conseil d'administration, ce dernier étant chargé de voter le budget et de déterminer la politique de gestion (tarifs, emplois). Le conseil scientifique et la commission des acquisitions valident quant à eux la politique culturelle du musée.

### Directeurs / présidents
- Jean Jenger : 1978-1986[31]
- Françoise Cachin : 1986-1994[32]
- Henri Loyrette : août 1994 - avril 2001[33]
- par intérim : Dominique Viéville : d'avril à novembre 2001[34]
- Serge Lemoine : novembre 2001 - mars 2008[35],[36],[37]
- Guy Cogeval : mars 2008 - mars 2017[38],[39]
- Laurence des Cars : mars 2017 - septembre 2021[40]
- Christophe Leribault : octobre 2021 - février 2024[41]
- Sylvain Amic : depuis avril 2024[42],[43],[44],[45]

## Expositions temporaires et accrochages

### Expositions temporaires
2025
- « Je photo ». Gabrielle Hébert, première chroniqueuse de la Villa Médicis et… de l'amour fou, 28 octobre 2025 - 15 février 2026[46]
- Paul Troubetzkoy. Le prince sculpteur, 30 septembre 2025 - 11 janvier 2026[47]
- Sargent. Les années parisiennes (1874-1884), 23 septembre 2025 - 11 janvier 2026[48]
- La gare d'Orsay au printemps 1945. Théâtre du retour des rapatriés, 3 avril 2025 - 15 juin 2025[49]
- Christian Krohg (1852-1925). Le peuple du nord, 25 mars 2025 - 27 juillet 2025[50]
- L'art est dans la rue, 18 mars 2025 - 6 juillet 2025[51]

2024
- Gustave Caillebotte : peindre les hommes, 8 octobre 2024 - 19 janvier 2025[52]
- Céline Laguarde (1873-1961), photographe, 24 septembre 2024 - 12 janvier 2025[53]
- Harriet Backer (1845-1932). La musique des couleurs, 24 septembre 2024 - 12 janvier 2025[54]
- Expérience immersive : Un soir avec les impressionnistes : Paris 1874, 26 mars 2024 - 11 août 2024[55]
- 1874. Inventer l'impressionnisme, 26 mars 2024 - 14 juillet 2024[56]

2023
- Van Gogh à Auvers-sur-Oise, les derniers mois, 3 octobre 2023 - 4 février 2024[57]
- Louis Janmot. Le Poème de l'âme, 12 septembre 2023 - 7 janvier 2024[58]
- Manet / Degas, 8 mars 2023 - 23 juillet 2023[59],[60],[61]
- Pastels, de Millet à Redon, 14 mars 2023 - 2 juillet 2023[62],[63]

2022
- Rosa Bonheur (1822-1899), 8 octobre 2022 - 15 janvier 2023[64],[65],[66],[67]
- Edvard Munch. Un poème d'amour, de vie et de mort, 20 septembre 2022 - 22 janvier 2023[68],[69],[70],[71],[72]
- Gaudí, 12 avril 2022 - 17 juillet 2022[73]
- Aristide Maillol (1861-1944). La quête de l'harmonie, 12 avril 2022 - 21 août 2022[74]
- James McNeill Whistler (1834-1903). Chefs-d’œuvre de la Frick Collection, New York, 8 février 2022 - 8 mai 2022[75]
- Yves Saint Laurent aux musées, 29 janvier 2022 - 15 mai 2022[76],[77]

2021
- Signac collectionneur, 12 octobre 2021 - 13 février 2022[78],[79],[80]
- Enfin le cinéma ! Arts, images et spectacles en France (1833-1907), 28 septembre 2021 - 16 janvier 2022[81],[82],[83]
- Les origines du mondes. L'invention de la nature au XIXe siècle, 19 mai 2021 - 18 juillet 2021[84],[85]
- Girault de Prangey photographe (1804-1892), 19 mai 2021 - 11 juillet 2021[86],[87]
- Modernités suisses (1890-1914), 19 mai 2021 - 25 juillet 2021[88],[89]

2020
- Léon Spilliaert (1881-1946). Lumière et solitude, 13 octobre 2020 - 10 janvier 2021[90],[91]
- Aubrey Beardsley (1872-1898), 13 octobre 2020 - 10 janvier 2021[92],[93],[94],[95]
- James Tissot (1836-1902), 23 juin 2020 - 13 septembre 2020[96],[97]
- Au pays des monstres. Léopold Chauveau (1870-1940), 10 mars 2020 - 13 septembre 2020[98]

### Accrochages
2025
- Construire et orner l'Opéra, 14 octobre 2025 - 18 janvier 2026[242]
- Lucie Dreyfus au cinéma. La « compagne dévouée et héroïque du capitaine »
- Les créateurs et l'affaire Dreyfus, 25 mars 2025 - 29 juin 2025
- Le chantier du Canal de Suez. Photographies de Louis Cuvier, 18 mars 2025 - 14 septembre 2025[243]
- L’apéritif et le spectacle. Le portrait au pastel des soirées de la Belle Époque, 18 mars 2025 - 2 juillet 2025[244]

2024
- Charles Cordier (1827-1905), Chinois et Chinoise, 1853. Deux œuvres exceptionnelles rejoignent les collections du musée d'Orsay, 19 novembre 2024 - 2 mars 2025[245]
- Notre-Dame de Paris, un laboratoire pour la restauration des cathédrales, 6 novembre 2024 - 30 mars 2025[246]
- Dessiner la cathédrale au XIXe siècle, 5 novembre 2024 - 2 mars 2025[247]
- Henri Rivière. L'homme à la caméra, 20 octobre 2024 - 9 mars 2025[248]
- Le legs Caillebotte, 9 octobre 2024 - 19 janvier 2025[249]
- Des œuvres qui ont du chien. Histoires sur les compagnons de l’art, 23 juillet 2024 - 27 octobre 2024[250]
- Architecture des salles de spectacle, 20 juillet 2024 - 27 octobre 2024[251]
- Autour des Jeux Olympiques de 1900 : sport et idéal, 13 juillet 2024 - 22 septembre 2024[252]
- 1874 Dessin ! Que dessinait-on en 1874 ?, 19 mars 2024 - 14 juillet 2024[253]
- Hector Guimard et la génèse du Métropolitain, 10 février 2023 - 12 mai 2024[254]

2023
- Gustave Eiffel, bâtisseur de ponts, 31 octobre 2023 - 4 février 2024[255]
- Un modèle et ses images. Les albums de Lili Grenier, 3 octobre 2023 - 5 mai 2024[256]
- Blanche Derousse, 19 septembre 2023 - 14 janvier 2024[257]
- Soyer, une lignée d’émailleurs parisiens, vers 1867-1914, 14 juillet 2023 - 22 octobre 2023[258]
- Accro-chat-ge, 20 mai 2023 - 10 septembre 2023[259]
- Un nouveau regard sur la ville, 31 mars 2023 - 9 juillet 2023[260]
- Victor Albert Prout photographe. Panoramas de la Tamise, 16 mars 2023 - 27 août 2023[261]
- Maurice Denis. Les Amours de Marthe, 10 janvier 2023 - 14 mai 2023[262]

2022
- Architecture de la santé et de la bienfaisance, 16 décembre 2022 - 28 mars 2023[263]
- Dans les coulisses de l’atelier. Jacques de Lalaing, peintre, sculpteur et… photographe, 28 septembre 2022 - 08 janvier 2023[264]
- Paul Helleu (1859-1927) : portraits et intimité, 20 septembre 2022 - 1er janvier 2023[265]
- Les pavillons nationaux aux expositions universelles. Un musée de plein-air des identités, 9 septembre 2022 - 13 décembre 2022[266]
- Don en mémoire de Bruno Foucart (1938-2018), 8 juin 2022 - 6 novembre 2022[267]
- Glasgow 1870, Thomas Annan. Photographie et salubrité publique, 8 juin 2022 - 4 septembre 2022[268]
- Mariano Fortuny y Marsal, la mémoire de l'Orient, 24 mai 2022 - 11 septembre 2022[269]
- Les expositions universelles, un terrain de jeu architectural, 17 mai 2022 - 4 septembre 2022[270]
- Les années heureuses. Denise photographiée par son père Émile Zola, 3 février 2022 - 29 mai 2022[271]

2021
- Charles Baudelaire et Constantin Guys. Le peintre de la vie moderne, 5 octobre 2021 - 9 janvier 2022[272]
- « Têtes d’expression de Pierrot ». Adrien Tournachon, Nadar et le mime Deburau, 28 septembre 2021 - 23 janvier 2022[273]
- La photographie se livre, 19 mai 2021 - 5 octobre 2021[274]
- Maylis de Kerangal. L'art se livre, 19 mai 2021 - 17 octobre 2021[275]

2020
- Le chantier du Nouvel Opéra (II), 20 septembre 2020 - 21 janvier 2021[276]
- Les Halles centrales de Paris, 23 juin 2020 - 23 octobre 2020[276]
- Jardins pour tous, jardins pour soi : l’emprise humaine sur la nature au XIXe siècle, 23 juin 2020 - 9 octobre 2020[276]
- Ruptures, 14 janvier 2020 - 16 mars 2020[276]
- Le chantier du Nouvel Opéra (I), 21 janvier 2020 - 20 avril 2020[276]

### Lectures et expositions contemporaines
2025
- Lucas Arruda, 8 avril 2025 - 20 juillet 2025[289]

2024
- Elmgreen & Dragset. L'Addition, 15 octobre 2024 - 2 février 2025[290]
- Barbara Chase-Riboud. Quand un nœud est dénoué, un dieu est libéré, 17 septembre 2024 - 15 décembre 2024[291]
- Nathanaëlle Herbelin. Être ici est une splendeur, 12 mars 2024 - 30 juin 2024[292],[293]

2023
- Peter Doig, reflets du siècle, 17 octobre 2023 - 21 janvier 2024[294]
- Claude Rutault, d'après les maîtres, la porte de la peinture, 18 avril 2023 - 16 juillet 2023[295]

2022
- Les 1001 desseins de l’ABCD’Orsay. Dessins de Mathias Augustyniak, M/M (Paris), 8 novembre 2022 - 12 mars 2023[296]
- Kehinde Wiley, 13 septembre 2022 - 8 janvier 2023[297]
- Sophie Calle et son invité Jean-Paul Demoule. Les fantômes d'Orsay, 15 mars 2022 - 19 juin 2022[298]

2021
- Jean-Philippe Delhomme / Maylis de Kerangal : Légendes des réserves, 9 novembre 2021 - 13 février 2022[299]
- Marlene Dumas, « Le Spleen de Paris » et « Conversations », 12 octobre 2021 - 30 janvier 2022[300]
- Laurent Grasso, ARTIFICIALIS, 19 mai 2021 - 18 juillet 2021[301]
- M/M (Paris). D’un M/Musée à l'autre, 19 mai 2021 - 18 juillet 2021[302]

### Expositions hors-les-murs
2025
- Intérieurs impressionnistes : intimité, décoration, modernité, 25 octobre 2025 - 14 février 2026, National Museum of Western Art, Tokyo, Japon[317],[318]
- Les voies de la modernité. Chefs-d'œuvre des collections du musée d'Orsay, 19 juin 2025 - 12 octobre 2025, Pudong Museum of Art, Shanghai, Chine[319]

2024
- Post-impressionnisme. Au-delà des apparences, 16 octobre 2024 - 16 février 2025, Louvre Abu Dhabi, Abou Dabi, Émirats arabes unis[320]
- Peindre la nature. Paysages impressionnistes du musée d'Orsay, 16 mars 2024 - 24 juin 2024, MUba Eugène Leroy, Tourcoing[321]

2023
- Renoir. Le peintre et ses modèles, 22 septembre 2023 - 7 janvier 2024[322], musée des beaux-arts, Budapest, Hongrie
- Autoportraits. De Cézanne à Van Gogh. Collections du musée d’Orsay et des musées d’Auvergne-Rhône-Alpes, 29 avril 2023 - 17 septembre 2023, musée Crozatier, Puy-en-Velay[323],[324]

2022
- Impressionnisme. La modernité en mouvements, 12 octobre 2022 - 5 février 2023, Louvre Abu Dhabi, Abou Dabi, Émirats arabes unis[325]
- Les Arpenteurs de rêves. Dessins du musée d'Orsay, 2 juillet 2022 - 1er novembre 2022, Palais Lumière, Évian[326],[327] ; 13 décembre 2022 - 13 mars 2023, musée des beaux-arts, Quimper[328]

## Sociétés d'amis du Musée d'Orsay
Créée en 1980, la Société des Amis du Musée d’Orsay et de l'Orangerie est une association régie par la loi de 1901, reconnue d'utilité publique. Elle regroupe des amateurs d’art de la seconde moitié du XIXe siècle (1848-1914) et compte plus de 650 membres actifs. Elle a pour but d’enrichir les collections du Musée d’Orsay et de favoriser son rayonnement ainsi que celui du musée de l'Orangerie à travers le monde.
En 2009 a été créée la Société des American Friends of the Musée d'Orsay. Cette organisation caritative à but non lucratif, a pour vocation de promouvoir auprès du public américain la richesse et la connaissance des arts de la fin du XIXe siècle en soutenant les collections, les expositions et les programmes du Musée d'Orsay et du Musée de l’Orangerie, en particulier quand ces actions présentent un rapport direct avec les États-Unis. La société des AFMO compte à ce jour plus de 250 adhérents.
Les musées d'Orsay et de l'Orangerie ont créé le Cercle des Femmes Mécènes en octobre 2013. Cette initiative est le fruit de la mobilisation de plus de 120 femmes et du soutien de 7 réseaux influents. Le Cercle a pour but, via la contribution de particuliers ou d'entreprises, de financer des projets issus de la programmation des musées d'Orsay et de l'Orangerie, dédiés aux femmes. Il s'agit également de sensibiliser les acteurs économiques à différents enjeux autour de la place des femmes dans la société (parité, égalité professionnelle, éducation…) et de créer, sur le long terme, une véritable plateforme d'échanges de référence.
Les musées d'Orsay et de l'Orangerie et la Chambre de Commerce Italienne pour la France ont créé le Cercle Italien des Mécènes. Ce Cercle réunit des entreprises italiennes désireuses de soutenir les projets engagés par les musées. Cette fondation s'inscrit dans une relation étroite entre l'Italie et le musée d'Orsay.

## Musées partenaires
Depuis 2009, le musée d'Orsay a signé six partenariats avec des musées en province, ce rôle de parrain est de bâtir un partenariat scientifique et d'obtenir plus facilement des prêts du musée.
- Musée des Impressionnismes Giverny, Giverny (2009) ;
- Musée Bonnard, Le Cannet (2012) ;
- Musée Courbet, Ornans (2014) ;
- Musée de Pont-Aven, Pont-Aven (2016) ;
- Musée des Beaux-Arts Jules Chéret, Nice (2023) ;
- Musée départemental Maurice-Denis, Saint-Germain-en-Laye (2024).

## Publications
Le musée d'Orsay est également coéditeur d'ouvrages.

### Bande dessinée
- Catherine Meurisse, Moderne Olympia, coédition Futuropolis et Musées d'Orsay et de l'Orangerie, 2014.L'ouvrage fait référence au célèbre tableau d'Édouard Manet de 1863 Olympia[445], conservé au musée d'Orsay. Cet album est la première bande dessinée publiée par le Musée d'Orsay, autour du fonds de ses œuvres. Son coéditeur Futuropolis le mentionne aussi sur sa notice de l'album : « À l’instar de celle qui existe avec le Louvre, une nouvelle collection est initiée avec le musée d’Orsay, et c’est Catherine Meurisse qui l’inaugure[446] ».
- Manuele Fior, Les Variations d'Orsay, coédition Futuropolis et Musées d'Orsay et de l'Orangerie, 2015.
- Stéphane Levallois, Les Disparues d'Orsay, coédition Futuropolis et Musées d'Orsay et de l'Orangerie, 2017.
- Christophe Chabouté, Musée, coédition Vents d'Ouest et Musées d'Orsay et de l'Orangerie, 2023.

### Album
- Albert Lemant, Gustave dort, texte et illustrations, coédition Musées d'Orsay et de l'Orangerie et L'Atelier du poisson soluble, 2014 : album hommage à Gustave Doré[447]

## Clip vidéo
- Museum (2020) de Marin Troude[448],[449]

## Cinéma
En 2006, à l'occasion du vingtième anniversaire du musée d'Orsay, le président du musée, Serge Lemoine, commande au producteur François Margolin quatre films avec pour contrainte de faire apparaître le prestigieux édifice, :
- L'Heure d'été réalisé par Olivier Assayas, avec François Cluzet, Charles Berling et Juliette Binoche
- Le Voyage du ballon rouge réalisé par Hou Hsiao-hsien, avec Juliette Binoche

## Accessibilité
Le site est desservi par la gare du Musée d'Orsay (ligne C du RER) qui se trouve au sous-sol et par la station de métro Solférino (ligne 12) distante de 300 m. Il est possible d'accéder au Musée d'Orsay en Batobus par le Quai de Solférino.

## Fréquentation
| Millions de visiteurs par an |
| Le graphique qui aurait dû être présenté ici ne peut pas être affiché car il utilise l'ancienne extension Graph, désactivée pour des questions de sécurité. Des indications pour créer un nouveau graphique avec la nouvelle extension Chart sont disponibles ici . |